# 水泉澳邨
水泉澳邨（英語：Shui Chuen O Estate）是香港房屋委員會轄下的一個公共屋邨，位於香港新界沙田區城河東水泉澳（沙田第52區），為沙田區最大規模的公共屋邨。

## 概要
水泉澳邨共分4期興建及管理，第1及2期樓宇由水泉澳邨辦事處管轄，第3及4期樓宇則由水泉澳邨辦事處分處管轄。

### 建築細節
整個水泉澳邨項目的設計榮獲2019年香港建築師學會兩岸四地建築設計大獎之住宅類別銀獎。
項目編號為ST41，但本邨已列入擴展市區配屋區內；本邨總共興建18座樓高25至30層依山而建的住宅樓宇、共提供11,123個出租公屋單位、可容納人口逾29,000多人；邨內建有一個商場，名為水泉澳廣場、場內設有59個商舖及一個整體出租街市；水泉澳邨將設有行人天橋和升降機塔，接通博康邨和港鐵屯馬綫的沙田圍站；邨內亦設有公共交通交匯處及泊車位，方便居民出行。
整個項目於2015年4月至2017年3月分階段落成，全邨的總承建商是中國建築工程（香港）有限公司。整個項目由房屋署總建築師（1）負責總體設計；而詳細設計則分拆並分別聘請了下列機構：
- 第1及4期：周林建築師有限公司[2]
- 第2A期（明泉樓、社會福利大樓、巴士總站、天橋及商場）及第3期（茂泉樓、林泉樓、修泉樓及竹泉樓）：興業建築師事務所有限公司[4]
- 第2B期（月泉樓及映泉樓）：李景勳、雷煥庭建築師事務所
- 第2C期（城泉樓及河泉樓）：房屋署總建築師（自行負責）

### 竣工
水泉澳邨共有18座出租公屋大樓，共分4期興建；第1期於2015年4月至7月底分2個階段完工；第2期在2016年3月至11月底分4個階段完工；第3期已於2017年2月完工交樓；第4期的嶺泉樓早已於2016年8月完工入伙；而餘下的崇泉樓、山泉樓及峻泉樓則由2017年3月3日起完工交樓；而連接沙田至水泉澳邨的行人天橋亦於2017年7月開放使用，標誌著整個水泉澳邨建築工程已經圓滿結束。但由於本邨規模龐大，位置較遠離市區且社區配套不足，因此被部份媒體形容為「孤島」。

## 歷史

### 研究、早期開發及興建
早在1978年，政府已將沙田的核准的分區計劃大綱圖，位於水泉澳旁的沙田第52區和第34區分別劃作住宅及政府、機構或社區用地。而在前一年，鄰近的蝌蚪坪和此邨現址，均獲列為沙田新市鎮填海工程的挖泥區，並進行各項挖掘及爆破工程。至1979及1981年，兩個挖泥區分別逐步停止開採，當中前者平整後得以納入郊野公園範圍，而此用地在1985年完成平整及鋪設簡單道路後遭到丟空，用作土地儲備。
1998年9月，政府完成「沙田區建屋地點可行性研究」，建議把水泉澳北面近沙田圍博康邨21公頃（沙田52區），以及中文大學與九肚山間（沙田56A區，又稱新九肚）的前挖泥區範圍土地平整，以提供長遠房屋土地需求。初期規劃興建5,300個公共房屋和私人房屋單位，供17,000人居住。
2000年，政府決定在52區內一幅2.5公頃土地興建環保居屋，擬在2004年或以前推出第52區的房屋單位；並於完成提供2500個單位以供8000人居住。房委會亦為此舉辦名為「公共房屋新紀元－水泉澳建築設計比賽」徵集設計，興建具特色的居者有其屋計劃屋苑。由葉福全建築工程師樓夥拍Heerim Architects & Engineers Co Ltd的設計勝出，而吳享洪建築師有限公司是其中一間參賽機構；而勝出的原因是設計意念創新，既能克服地盤的限制，亦能盡量發揮地理上的優勢。但政府於2002年宣佈停售居屋，接近完成設計及勘探的水泉澳建屋計劃被迫腰斬。當時曾經考慮把原來的居屋項目改作為小型出租公屋單位，但因興建出租公屋未能符合該區發展密度及不符合成本效益，地皮最終交回政府。同時，立法會亦一併通過水泉澳及新九肚的平整工程，並於2003年動工。
2009年，隨着區內基礎設施工程完工，加上香港可供興建公屋的土地短缺，政府把9公頃的空置地皮交回房委會興建17幢樓高近40層的出租公屋，提供約10,000個住宅單位。意見受到沙田區議會質疑會造成屏風效應。於2009年年底，房委會額外獲撥鄰近3幅空地，令地盤面積增至13.3公頃。房委會於是決定加建公屋至20棟，但樓高會縮至不高於30層。
2011年，水泉澳公屋地盤開始動工，合共興建18座樓宇，沿用2000年得獎之非標準設計大廈（Y字型）樓宇核心設計為主、以及非標準設計大廈（X字型）樓宇核心設計為輔（但不會沿用單位設計），在屋邨範圍種植地方使用雨水循環再用灌溉，以節省用水。當時預計2014年至2016年間分4期落成，將提供約11,000個單位，供29,000人居住。首批約3000個單位最快2014年年底入伙。
2014年12月，長遠房屋策略正研究將整幢出售新落成的公屋樓宇，並通過當時擬定的綠表置居計劃，全部售予綠表公屋家庭；到最後房委會委員認為水泉澳邨建築中之樓宇，並不適合作該計劃的屋苑，成為首個被否決的「綠置居」屋苑選址。

### 入伙時期里程碑
2015年4月至7月，第1期首4座（清泉樓、朗泉樓、欣泉樓及喜泉樓），共約有2千名居民入伙。
2015年9月，第1期樂泉樓入伙。
2016年1月22日，首間店鋪遷入水泉澳廣場。
2016年3月至11月，第2期5座（城泉樓、河泉樓、明泉樓、月泉樓及映泉樓）及第4期1座（嶺泉樓）出租公屋樓宇入伙。
2017年2月，第3期4座（茂泉樓、林泉樓、修泉樓及竹泉樓）出租公屋樓宇入伙。
2017年3月，第4期最後3座（崇泉樓、山泉樓及峻泉樓）出租公屋樓宇入伙。
2017年7月，連接沙田至水泉澳邨的行人天橋開放使用，標誌著整個水泉澳邨建築工程，經已圓滿結束。

## 屋邨資料

### 分期介紹

#### 第1期
第1期共有5幢住宅大樓和一座兩層高的有蓋停車場。住宅大樓分別名為清泉樓、朗泉樓、欣泉樓、喜泉樓及樂泉樓，樓高25至31層，合共提供3039個單位（當中47伙列入2013/14年度公務員公屋配額，優先派予基層公務員）。
期數內設施包括商舖、籃球場、羽毛球場、兒童遊樂場、長者健身設施、社區園圃和休憩用地。

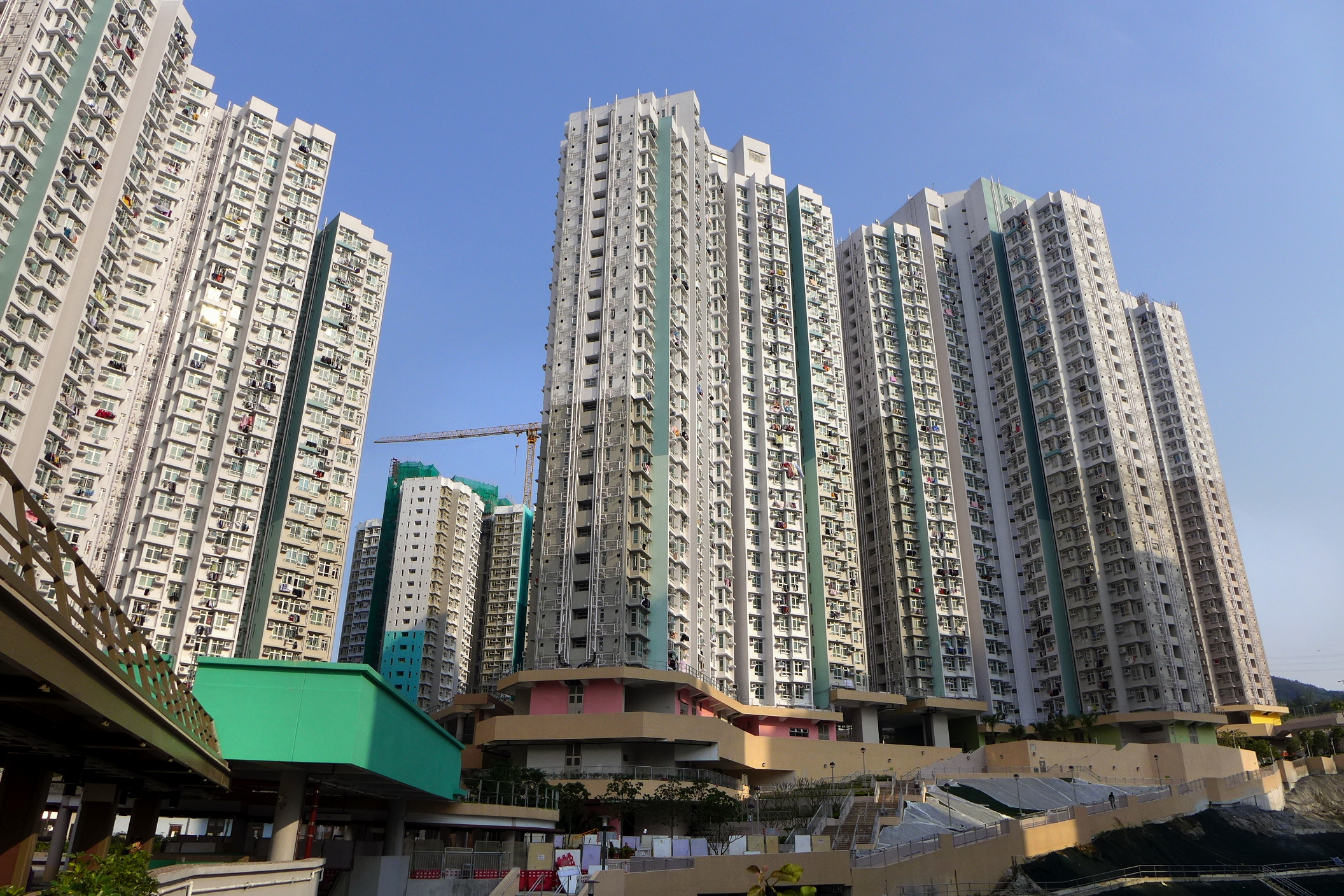
第1期（2016年3月）

#### 第2期
第2期共有5幢住宅大樓，樓高26至31層，分別名為城泉樓、河泉樓、明泉樓、月泉樓及映泉樓，合共提供3459個單位。
期數內提供設施包括商場、街市、停車場、社區康復和青少年中心、幼稚園、社區遊樂場地和羽毛球場。

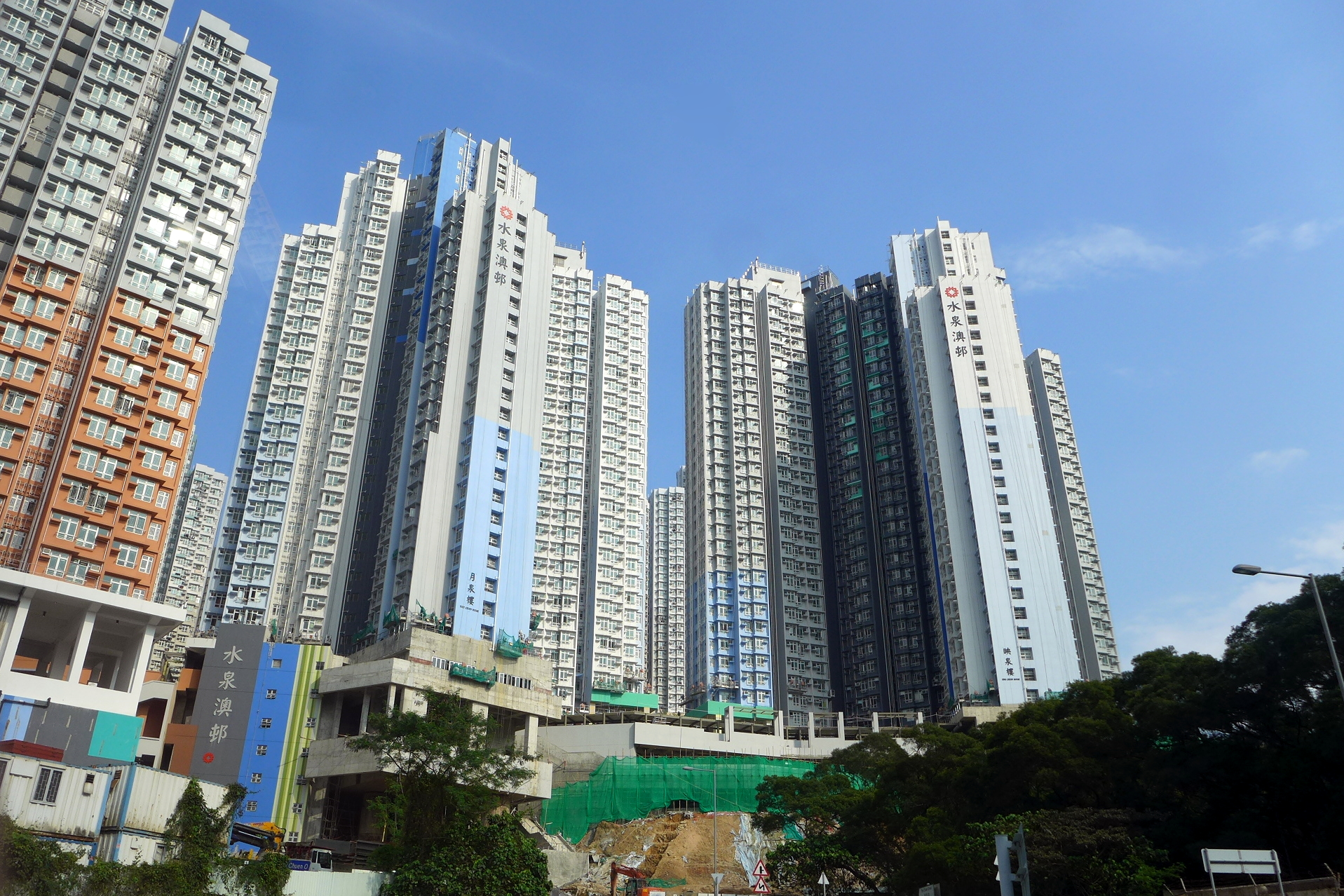
第2期月泉樓及映泉樓（2016年3月）
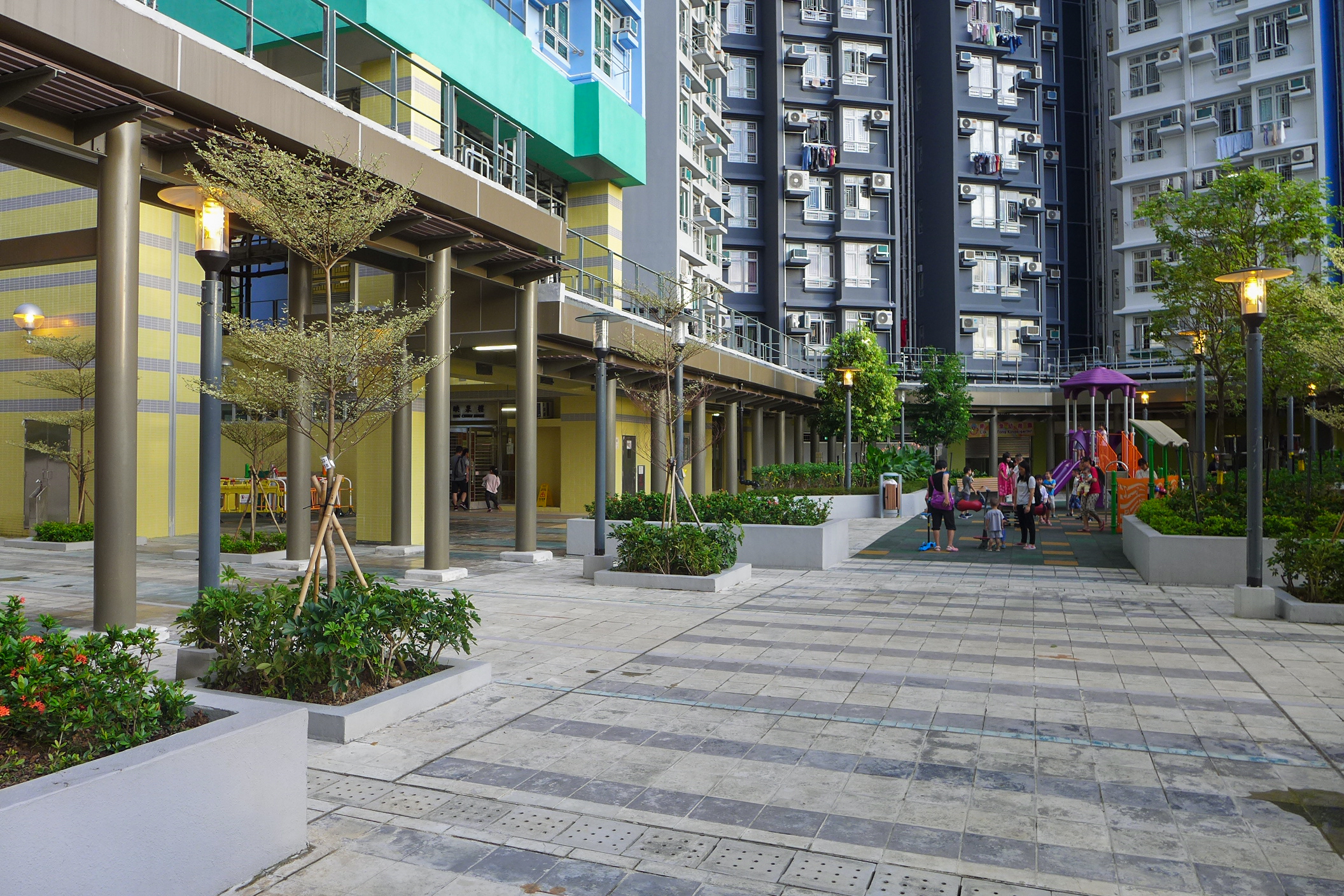
月泉樓及映泉樓休憩空間
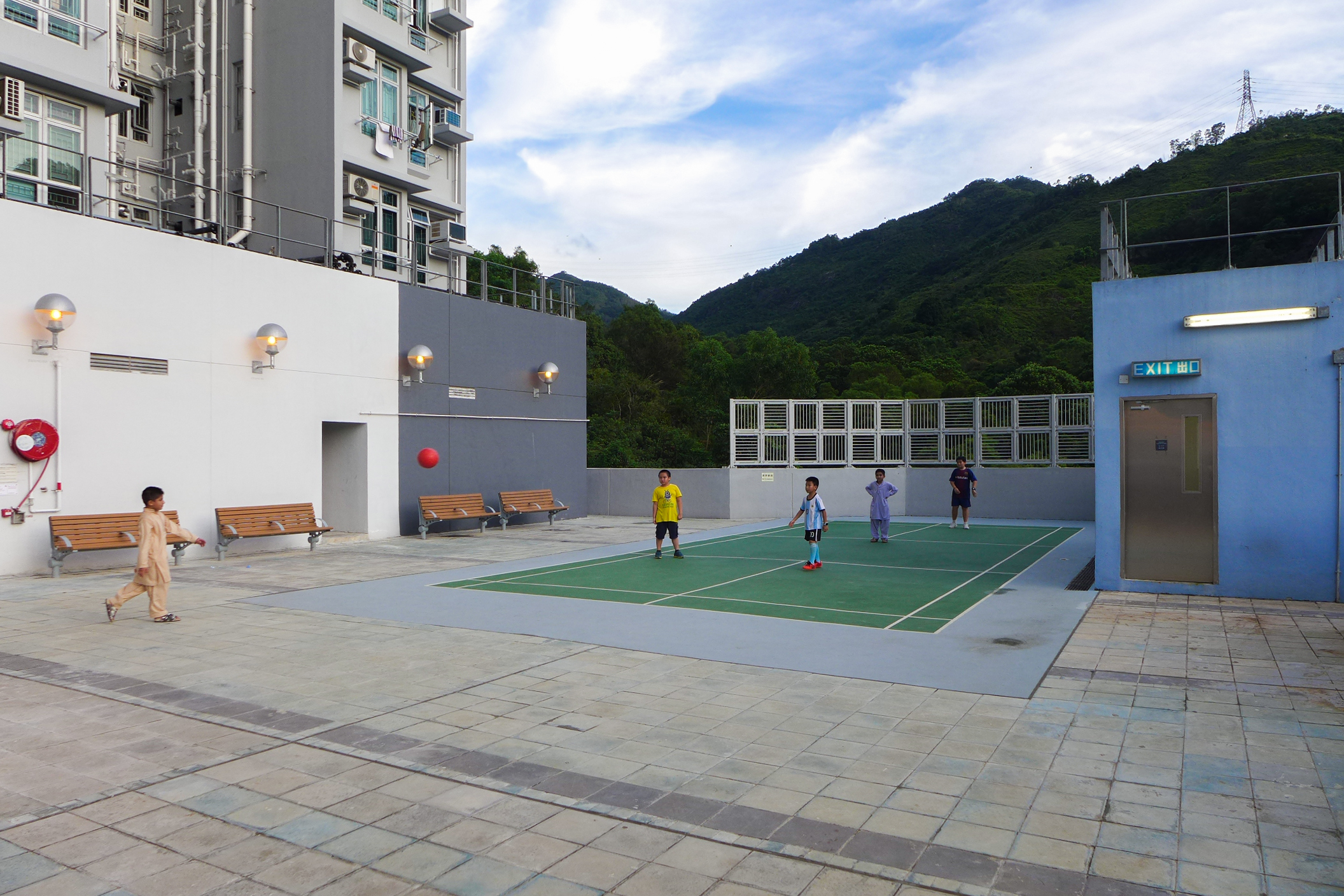
羽毛球場
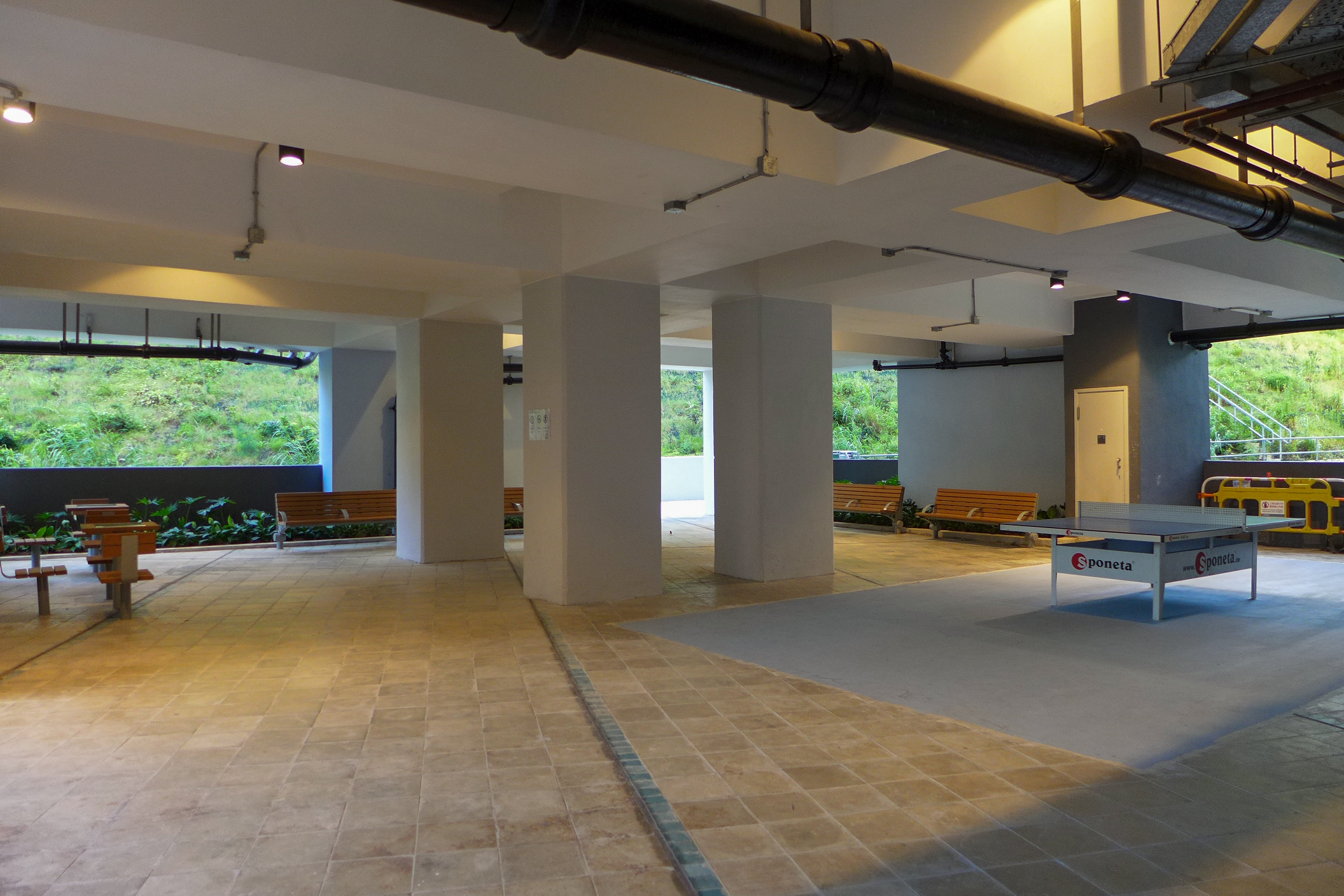
室內休憩空間
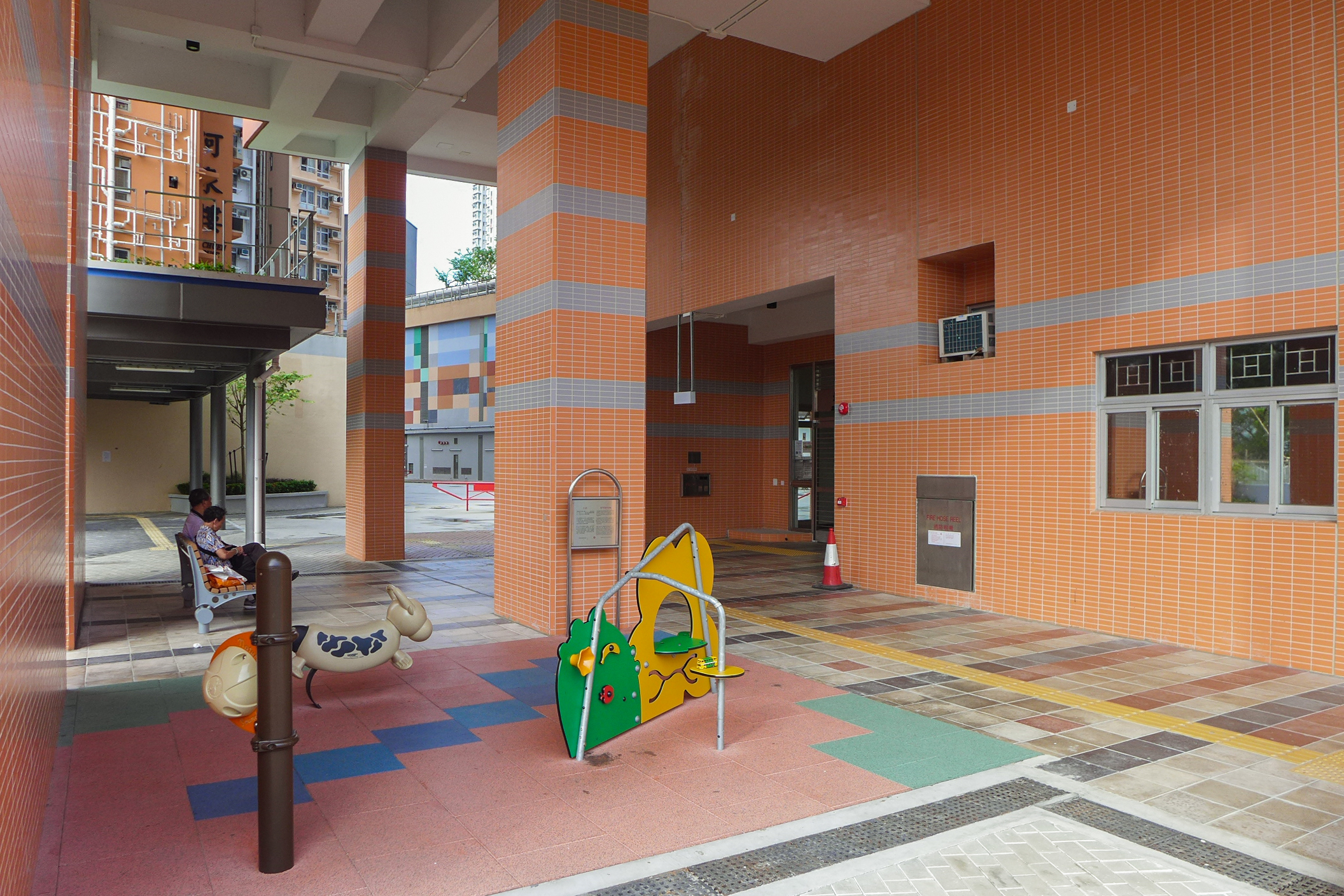
城泉樓地下的遊樂場
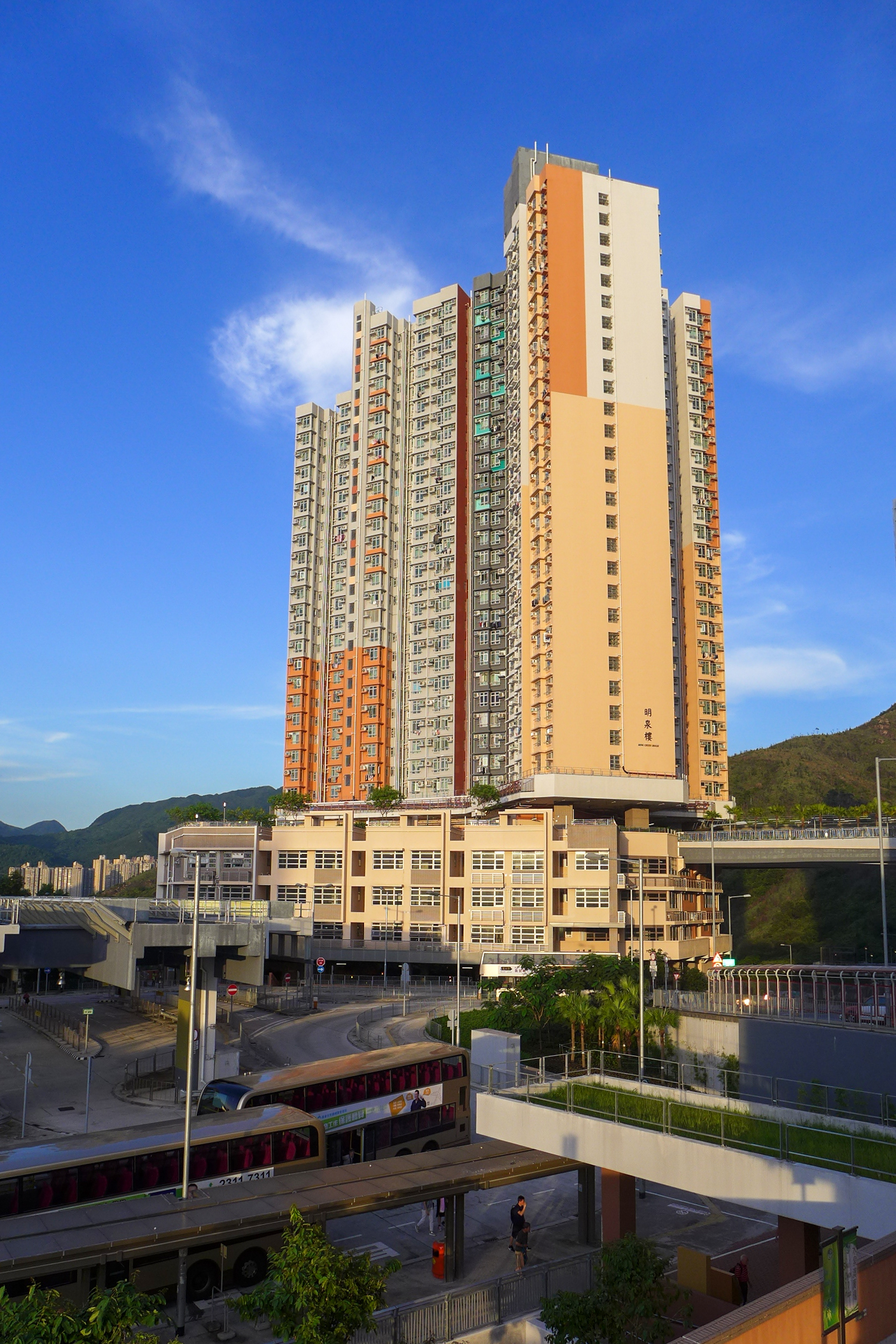
明泉樓基座設社區康復和青少年中心

#### 第3期
第3期共有4幢住宅大樓，分別名為茂泉樓、林泉樓、修泉樓及竹泉樓，每座樓高29層，合共提供1977個單位。設施包括停車場、幼稚園、社區遊樂場地、籃球場和羽毛球場。
水泉澳邨第3期建有5條行人天橋，分別連接1期、2期明泉樓、商場、街市和交通交匯處，方便居民出入。

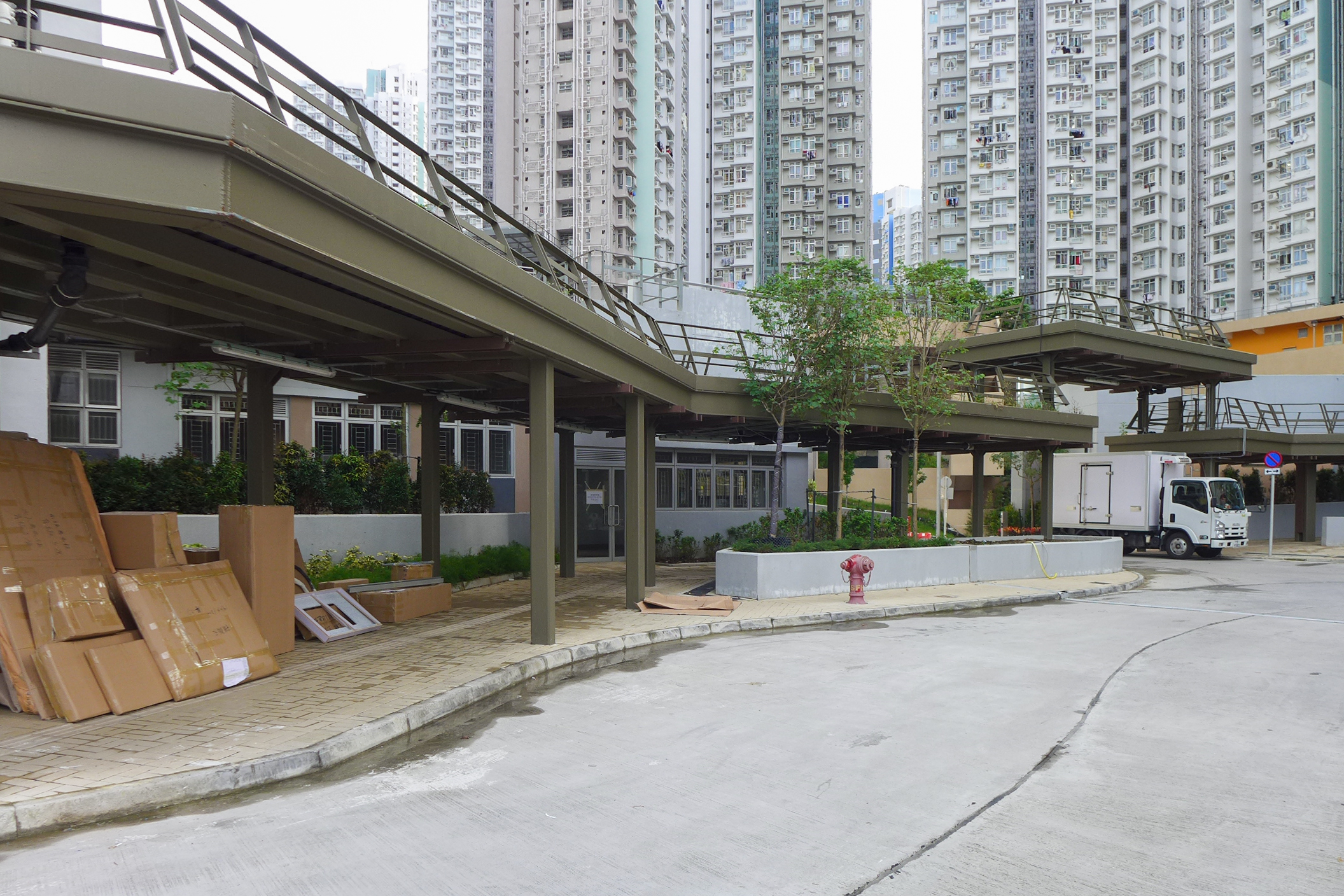
幼稚園仍空置中（2017年8月）
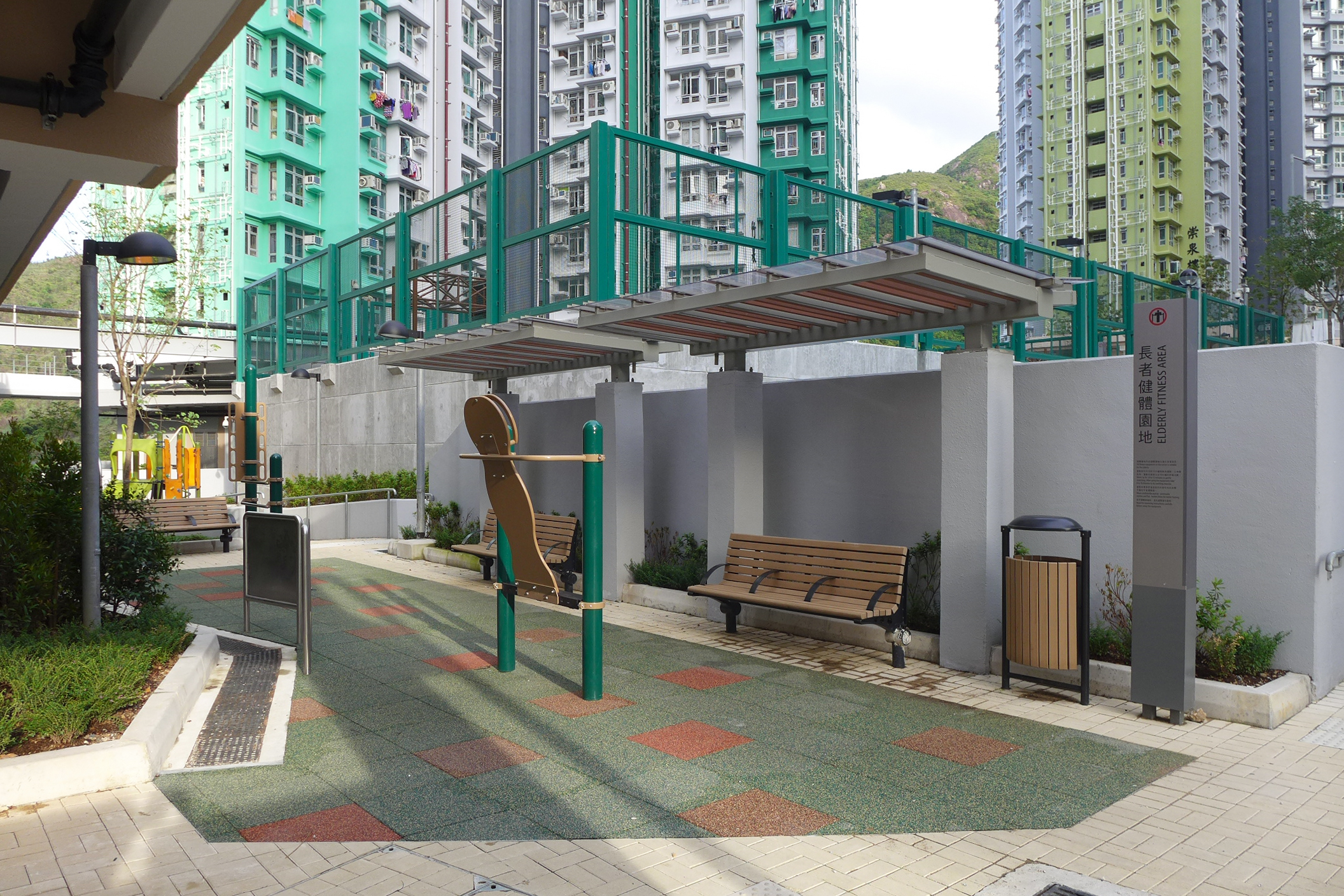
長者健身園地
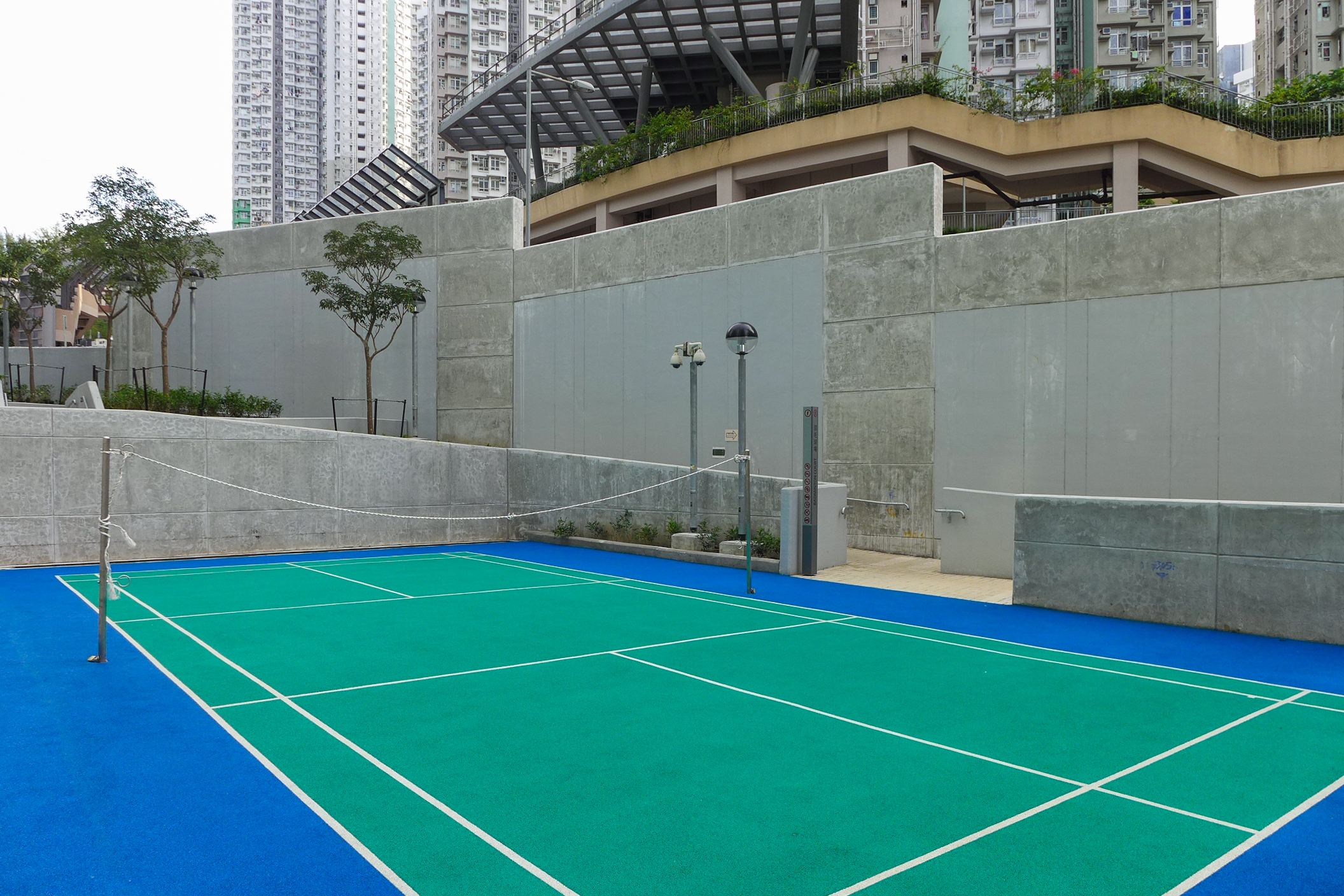
羽毛球場
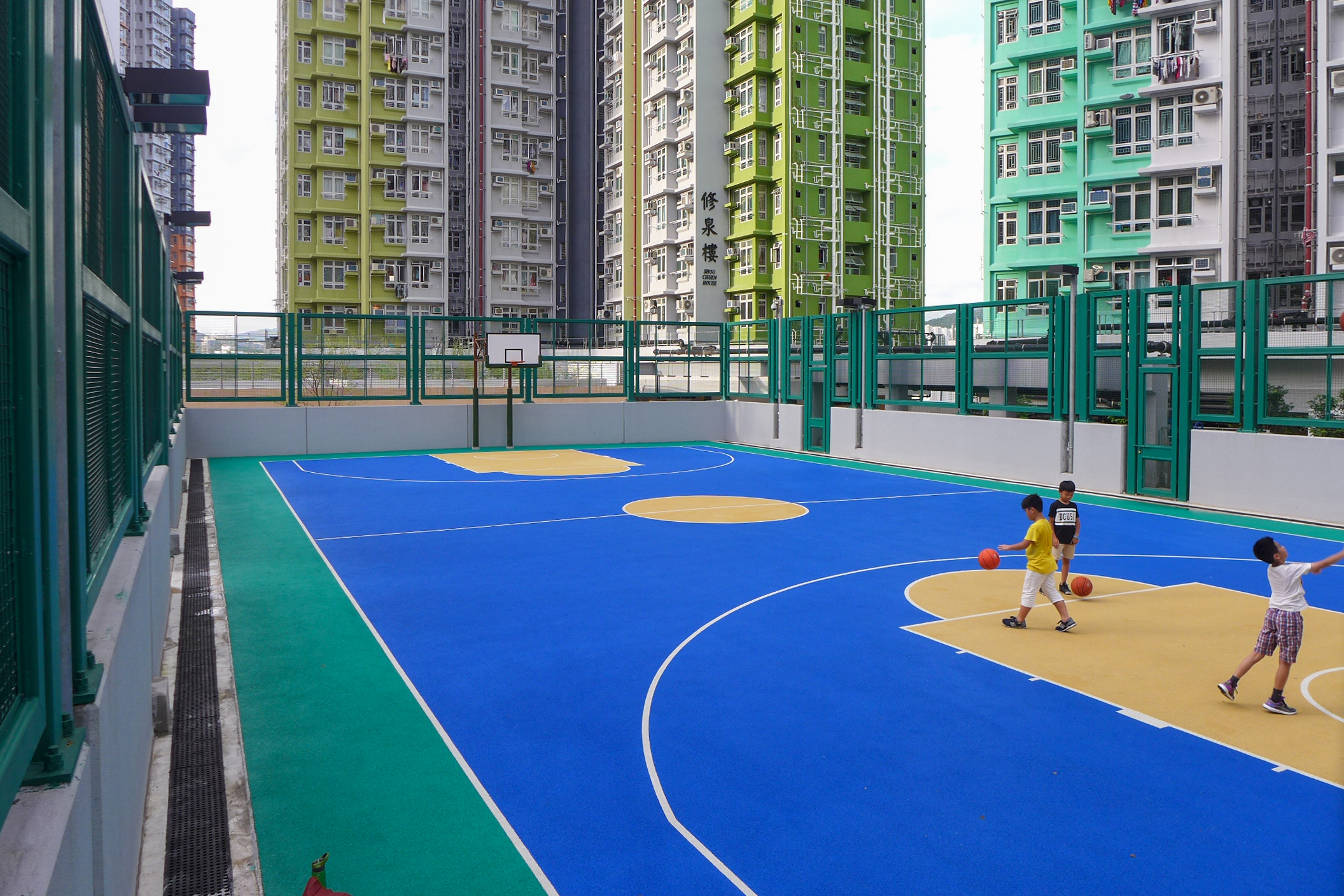
籃球場
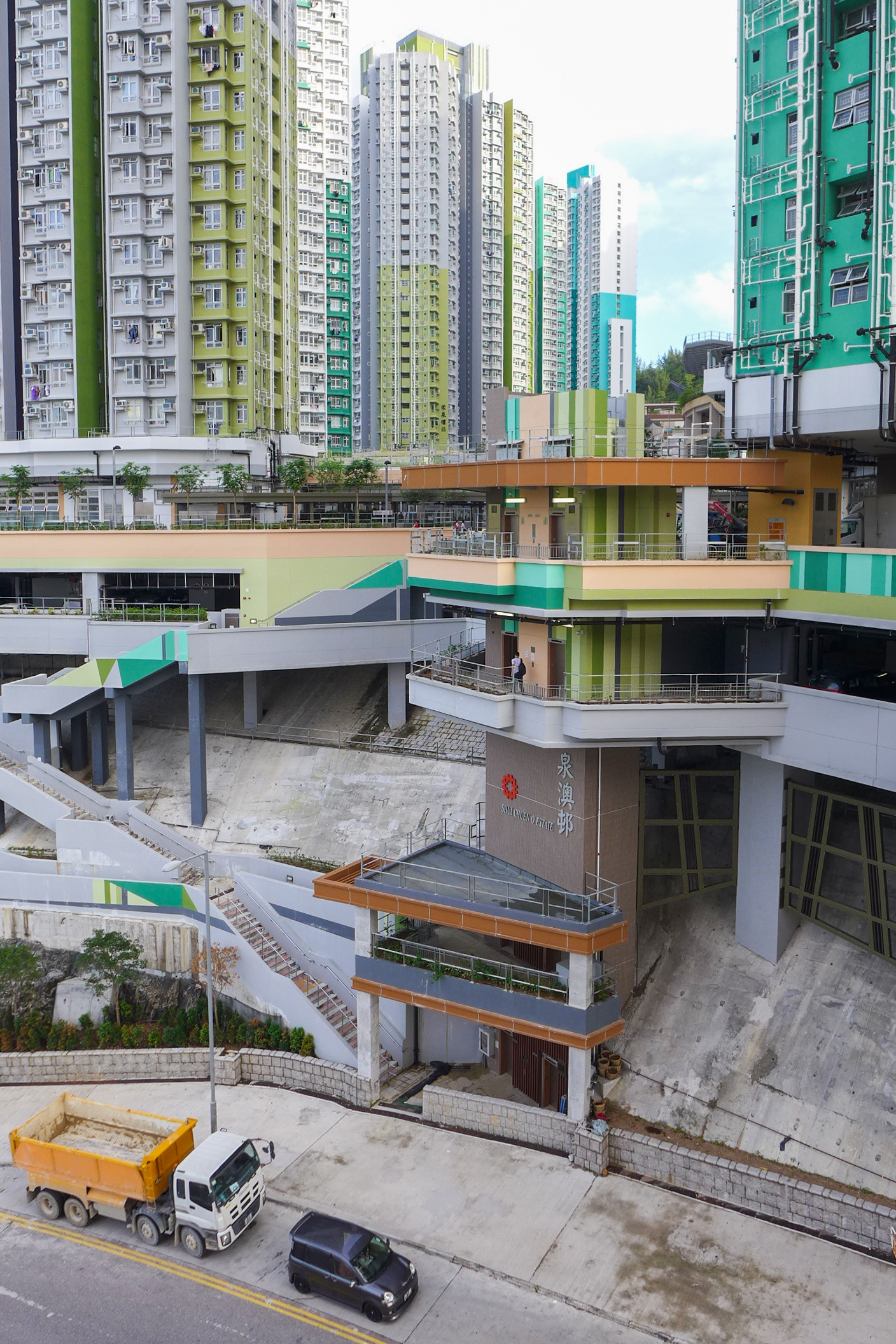
往多石街的升降機塔
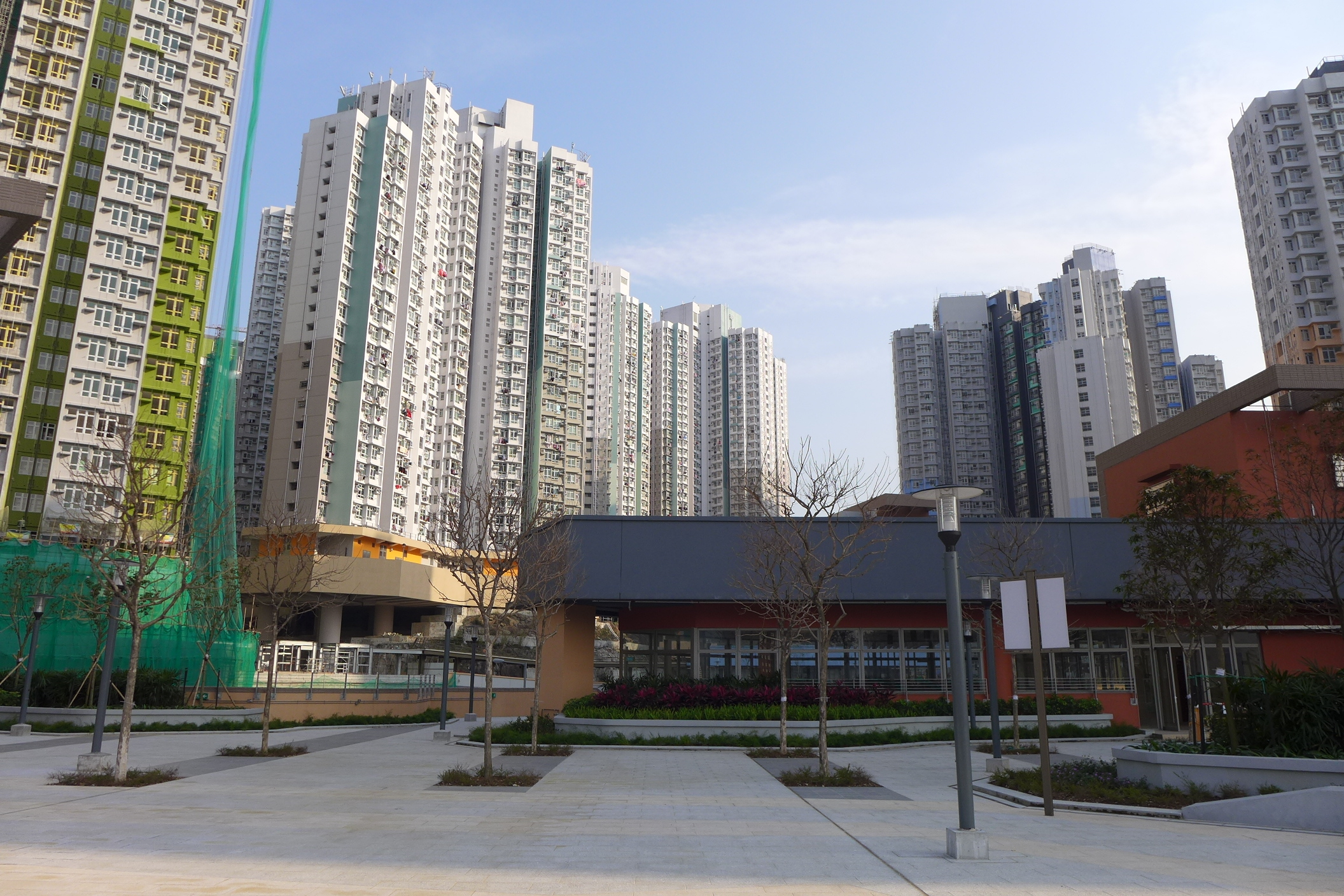
水泉澳邨內貌（2016年3月）

#### 第4期
第4期共有4幢住宅大樓，分別名為崇泉樓、山泉樓、峻泉樓及嶺泉樓，樓高26至30層，合共提供2648個單位。期數內設施包括停車場、園境花園、社區遊樂場地、社區園圃、籃球場和小型足球場。
水泉澳邨4期設有2條行人天橋分別連接1期和3期，可通往商場、街市和交通交匯處，方便居民出入。

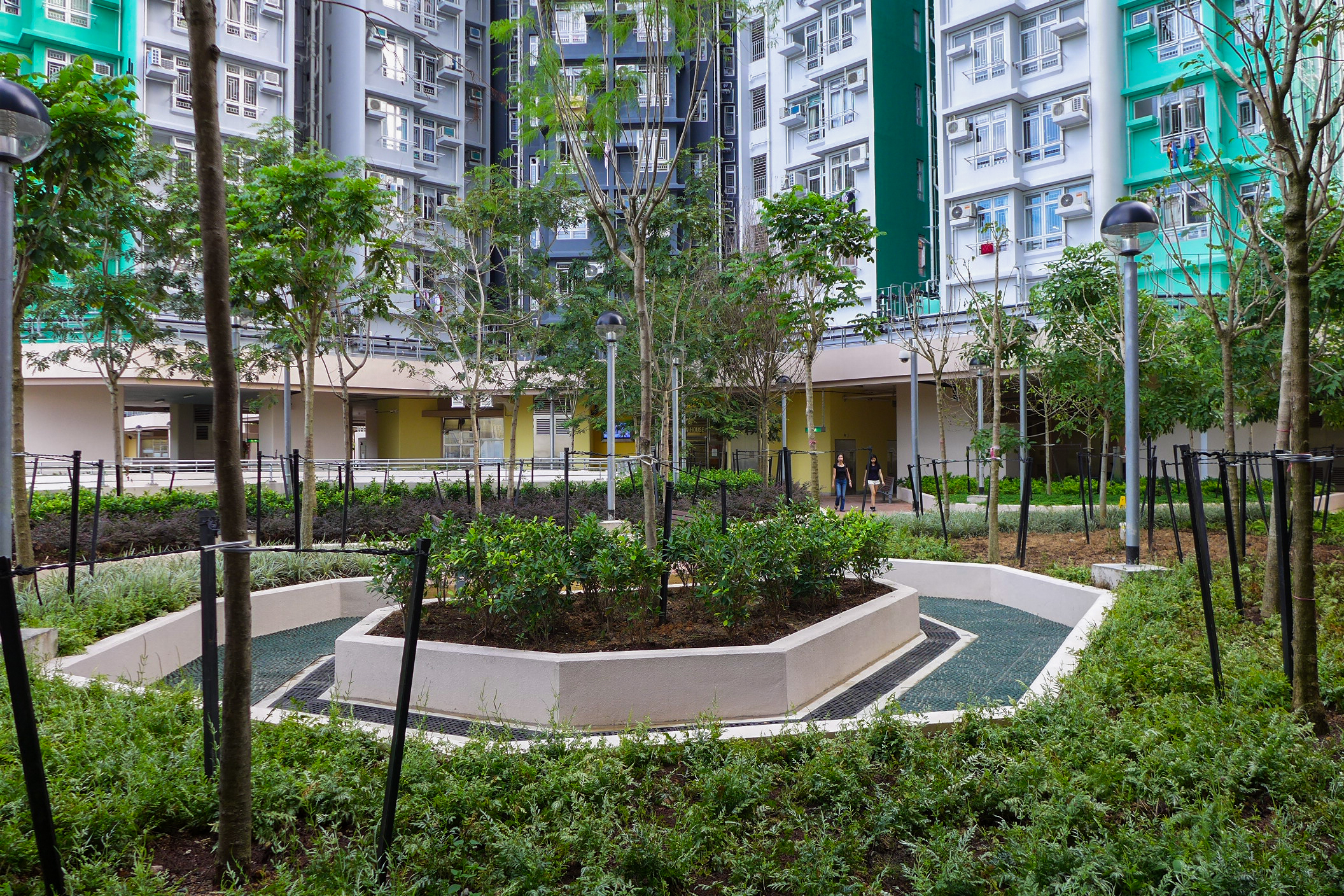
園林區（2017年8月）
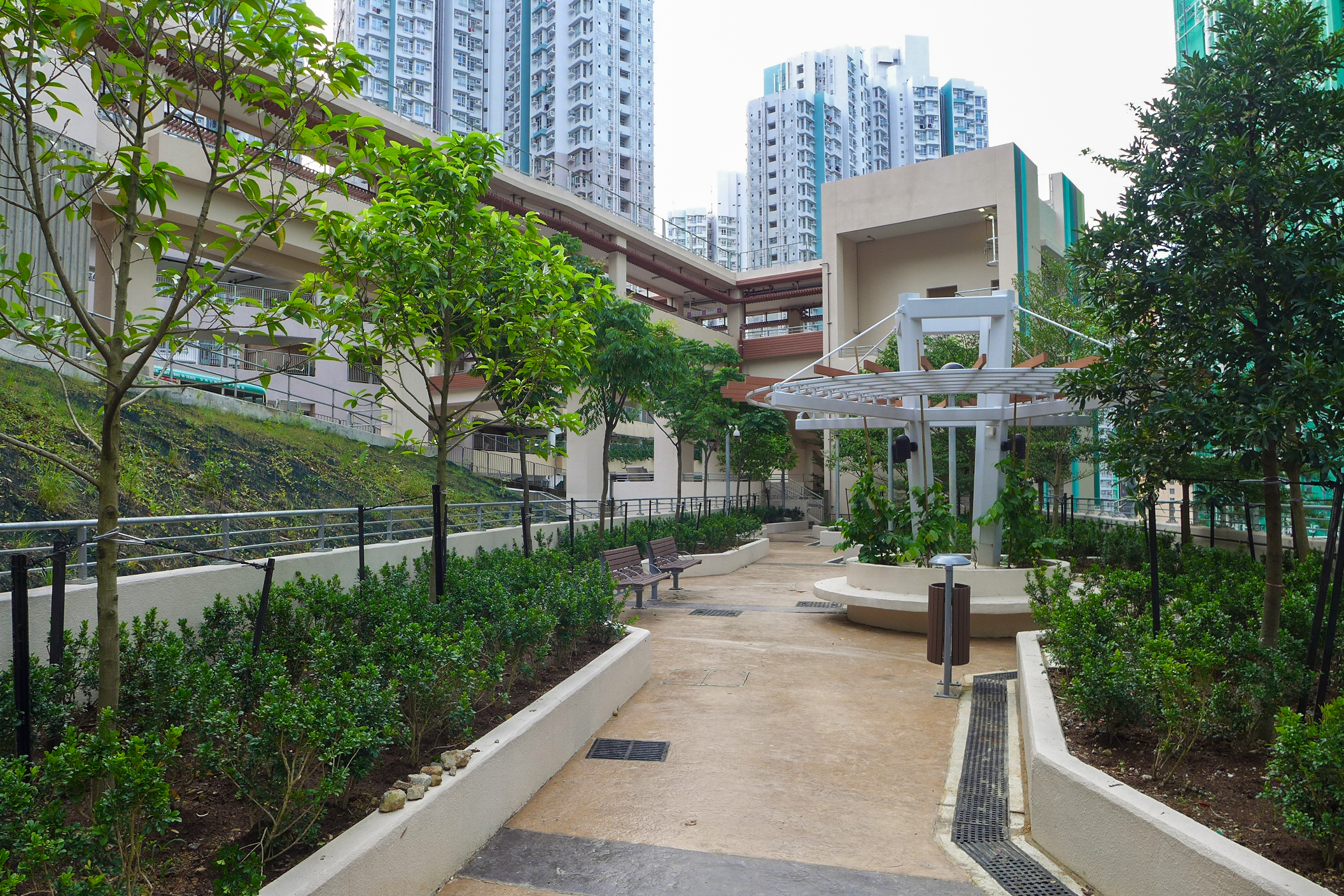
園景花園（2017年8月）
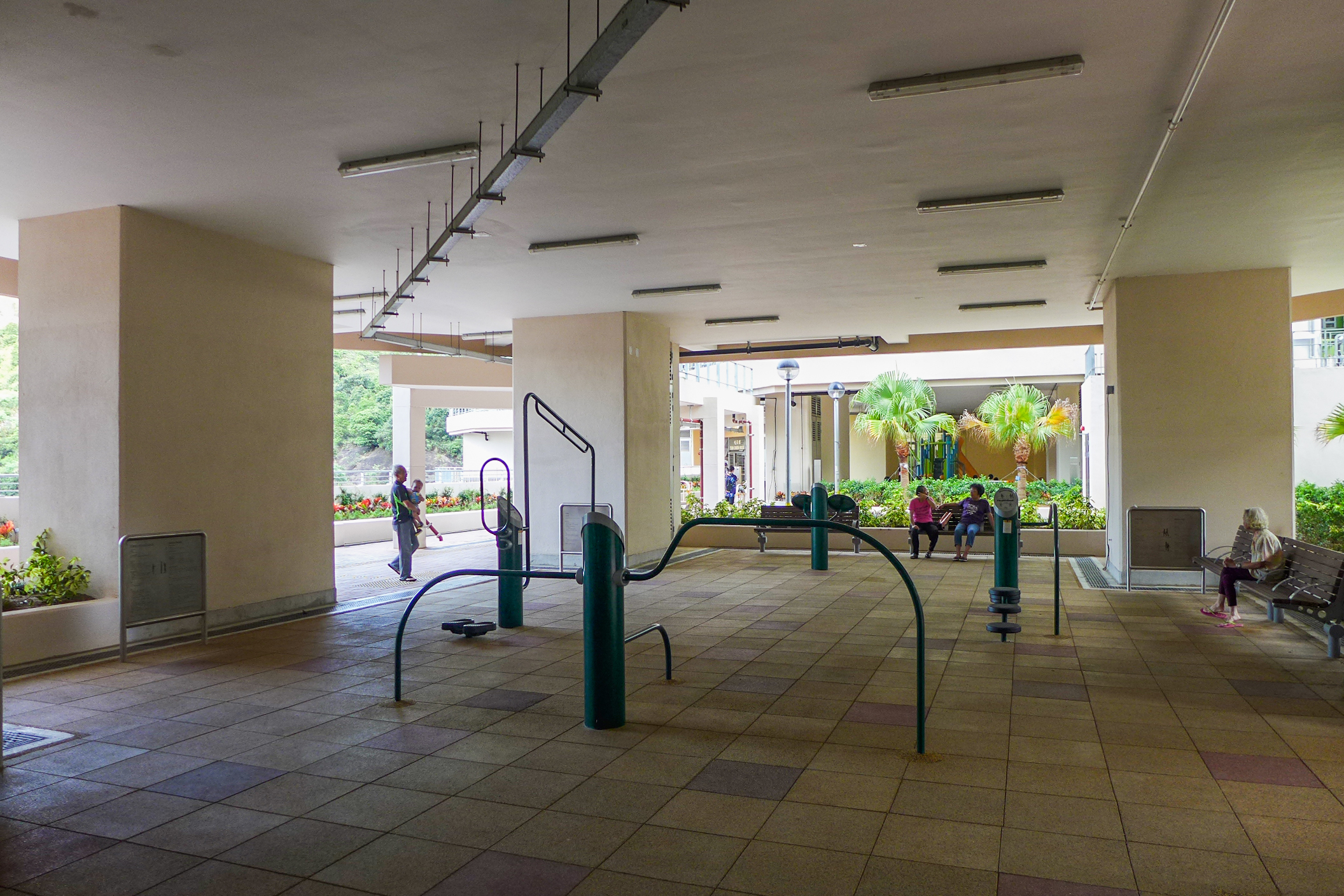
健體區
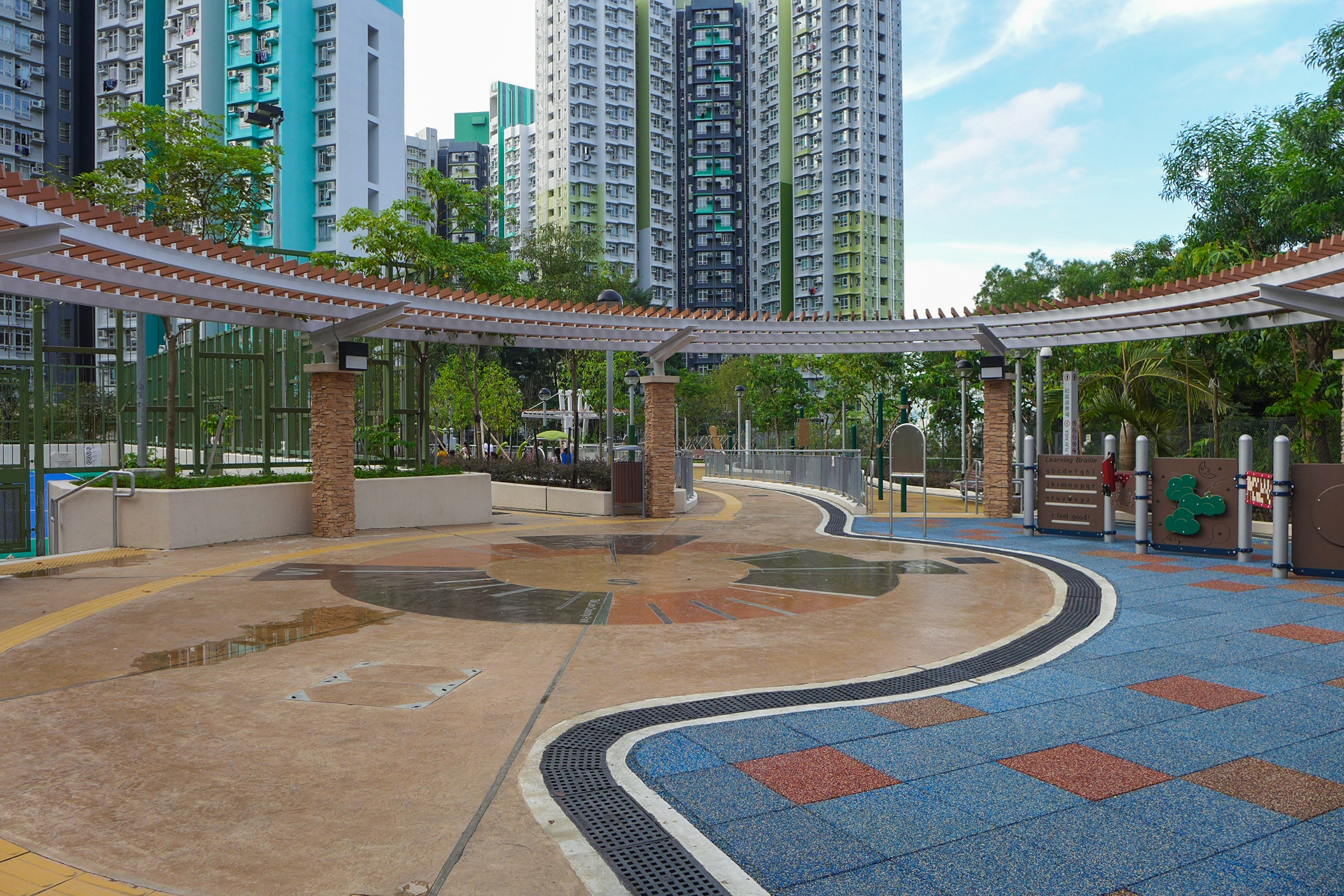
社區遊樂場地（2017年8月）
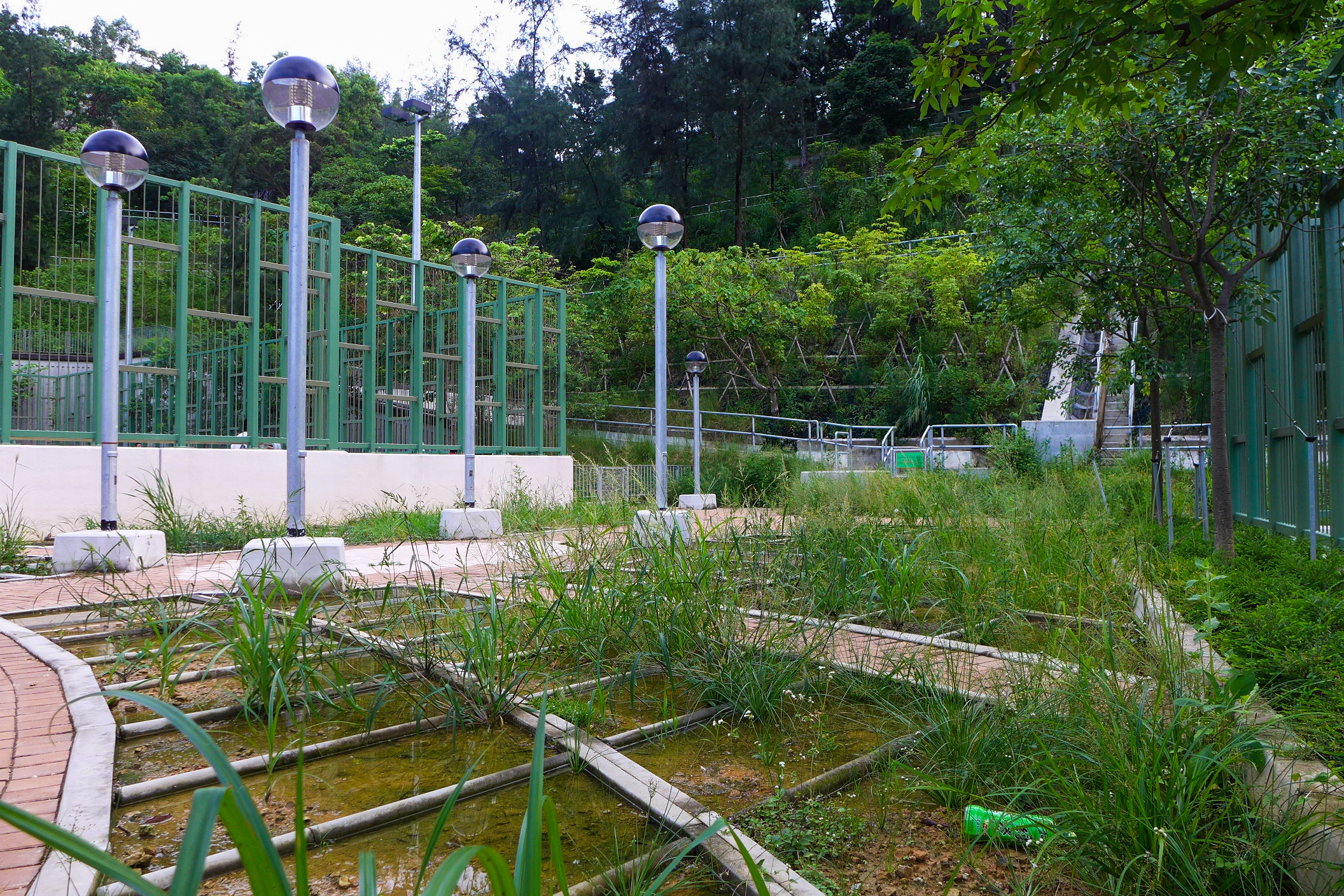
社區園圃
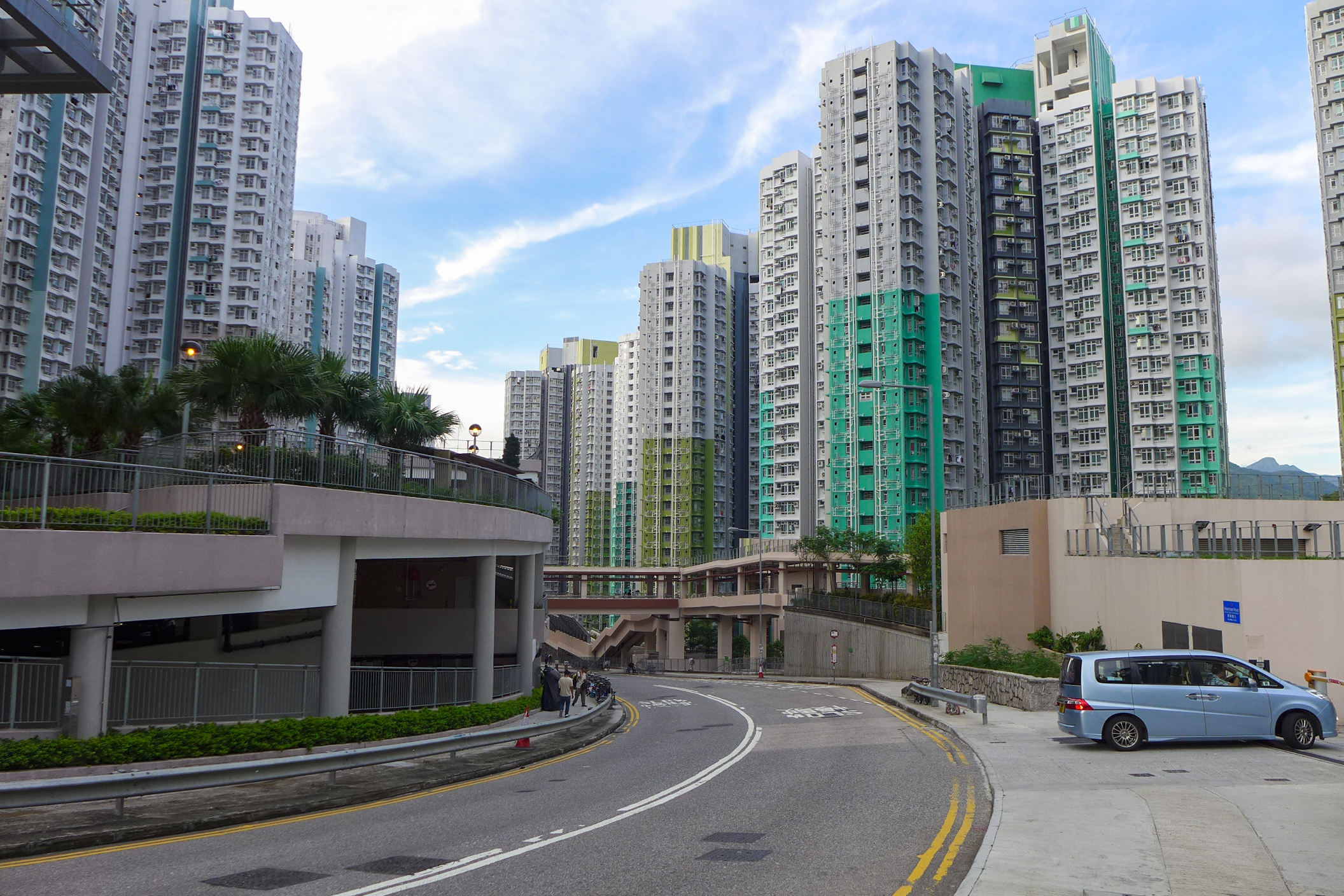
第4期（2017年8月）

### 樓宇
水泉澳邨共有18座，當將所有樓宇名稱拼合時、可以組成兩句句子：「城河明月映，清朗欣喜樂」及「崇山峻嶺，茂林修竹」（後句出自王羲之《蘭亭集序》）

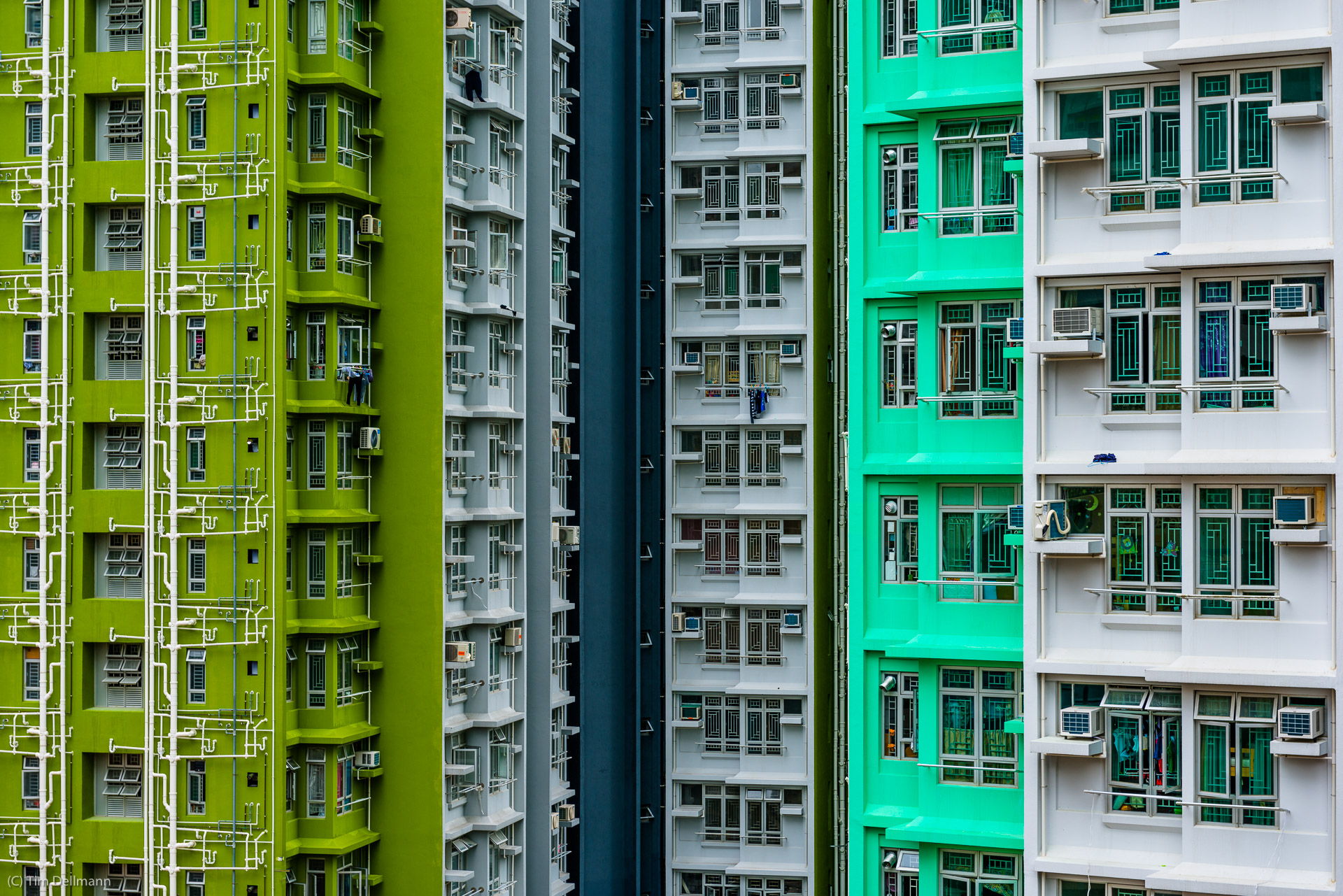
水泉澳邨大廈特寫

| 樓宇名稱（座號） | 樓宇類型                  | 落成年份 | 住宅層數 | 每層伙數 | 每座單位總數（伙） | 建築師 （整體設計） | 建築師 （詳細設計）        | 承建商                       | 提供升降機的廠商                | 期數 |
| ---------------- | ------------------------- | -------- | -------- | -------- | ------------------ | ------------------- | -------------------------- | ---------------------------- | ------------------------------- | ---- |
| 清泉樓（第1座）  | 非標準設計大廈 （Y字型）  | 2015年   | 25       | 最多20伙 | 487                | 房屋署總建築師（1） | 周林建築師有限公司         | 中國建築工程（香港）有限公司 | 公共範圍：通力 住宅範圍：迅達   | 1    |
| 朗泉樓（第2座）  | 非標準設計大廈 （Y字型）  | 2015年   | 28       | 最多22伙 | 591                | 房屋署總建築師（1） | 周林建築師有限公司         | 中國建築工程（香港）有限公司 | 公共範圍：通力 住宅範圍：迅達   | 1    |
| 欣泉樓（第3座）  | 非標準設計大廈 （Y字型）  | 2015年   | 28       | 最多22伙 | 595                | 房屋署總建築師（1） | 周林建築師有限公司         | 中國建築工程（香港）有限公司 | 公共範圍：通力 住宅範圍：迅達   | 1    |
| 喜泉樓（第4座）  | 非標準設計大廈 （Y字型）  | 2015年   | 28       | 最多20伙 | 547                | 房屋署總建築師（1） | 周林建築師有限公司         | 中國建築工程（香港）有限公司 | 公共範圍：通力 住宅範圍：迅達   | 1    |
| 樂泉樓（第5座）  | 非標準設計大廈 （十字型） | 2015年   | 30       | 最多28伙 | 819                | 房屋署總建築師（1） | 周林建築師有限公司         | 中國建築工程（香港）有限公司 | 公共範圍：通力 住宅範圍：迅達   | 1    |
| 城泉樓 （第6座） | 非標準設計大廈 （Y字型）  | 2016年   | 28       | 最多27伙 | 703                | 房屋署總建築師（1） | 房屋署總建築師             | 中國建築工程（香港）有限公司 | 三菱                            | 2    |
| 河泉樓（第7座）  | 非標準設計大廈 （Y字型）  | 2016年   | 28       | 最多25伙 | 653                | 房屋署總建築師（1） | 房屋署總建築師             | 中國建築工程（香港）有限公司 | 三菱                            | 2    |
| 明泉樓（第8座）  | 非標準設計大廈 （Y字型）  | 2016年   | 26       | 最多22伙 | 545                | 房屋署總建築師（1） | 興業建築師事務所有限公司   | 中國建築工程（香港）有限公司 | 三菱                            | 2    |
| 月泉樓（第9座）  | 非標準設計大廈 （X字型）  | 2016年   | 28       | 最多28伙 | 751                | 房屋署總建築師（1） | 李景勳、雷煥庭建築師事務所 | 中國建築工程（香港）有限公司 | 三菱                            | 2    |
| 映泉樓（第10座） | 非標準設計大廈 （X字型）  | 2016年   | 30       | 最多28伙 | 807                | 房屋署總建築師（1） | 李景勳、雷煥庭建築師事務所 | 中國建築工程（香港）有限公司 | 三菱                            | 2    |
| 茂泉樓（第11座） | 非標準設計大廈 （Y字型）  | 2017年   | 28       | 最多18伙 | 489                | 房屋署總建築師（1） | 興業建築師事務所有限公司   | 中國建築工程（香港）有限公司 | 公共範圍：三菱 住宅範圍：奧的斯 | 3    |
| 林泉樓（第12座） | 非標準設計大廈 （Y字型）  | 2017年   | 28       | 最多18伙 | 493                | 房屋署總建築師（1） | 興業建築師事務所有限公司   | 中國建築工程（香港）有限公司 | 公共範圍：三菱 住宅範圍：奧的斯 | 3    |
| 修泉樓（第13座） | 非標準設計大廈 （Y字型）  | 2017年   | 28       | 最多18伙 | 497                | 房屋署總建築師（1） | 興業建築師事務所有限公司   | 中國建築工程（香港）有限公司 | 公共範圍：三菱 住宅範圍：奧的斯 | 3    |
| 竹泉樓（第14座） | 非標準設計大廈 （Y字型）  | 2017年   | 28       | 最多18伙 | 498                | 房屋署總建築師（1） | 興業建築師事務所有限公司   | 中國建築工程（香港）有限公司 | 公共範圍：三菱 住宅範圍：奧的斯 | 3    |
| 崇泉樓（第15座） | 非標準設計大廈 （Y字型）  | 2017年   | 25       | 最多18伙 | 449                | 房屋署總建築師（1） | 周林建築師有限公司         | 中國建築工程（香港）有限公司 | 公共範圍：三菱 住宅範圍：奧的斯 | 4    |
| 山泉樓（第16座） | 非標準設計大廈 （十字型） | 2017年   | 27       | 最多30伙 | 809                | 房屋署總建築師（1） | 周林建築師有限公司         | 中國建築工程（香港）有限公司 | 公共範圍：三菱 住宅範圍：奧的斯 | 4    |
| 峻泉樓（第17座） | 非標準設計大廈 （十字型） | 2017年   | 29       | 最多30伙 | 869                | 房屋署總建築師（1） | 周林建築師有限公司         | 中國建築工程（香港）有限公司 | 公共範圍：三菱 住宅範圍：奧的斯 | 4    |
| 嶺泉樓（第18座） | 非標準設計大廈 （Y字型）  | 2016年   | 29       | 最多18伙 | 521                | 房屋署總建築師（1） | 周林建築師有限公司         | 中國建築工程（香港）有限公司 | 公共範圍：三菱 住宅範圍：奧的斯 | 4    |

提供扶手電梯的廠商：
- 第1期公共範圍：迅達
- 第2期公共範圍：三菱
- 第3期公共範圍：奧的斯
- 第4期並無扶手電梯

- 水泉澳邨大廈特寫

### 設施
屋邨設有多元化設施，第1期包括羽毛球場、籃球場、兒童遊戲室給第1及第2期居民使用。
第2期的月泉樓及映泉樓下方設有房屋署分區租約事務管理處、房屋署分區管理處、樂善堂李賢義幼稚園及停車場；河泉樓下則設救世軍水泉澳幼稚園；明泉樓及其下方的社會福利大樓內則設有10個社會福利設施。
第3期的修泉樓設有幼稚園，基座下方為小型會所，給第3及第4期居民使用。
第4期的崇泉樓設水泉澳邨辦事處（分處），基座下方為停車場。

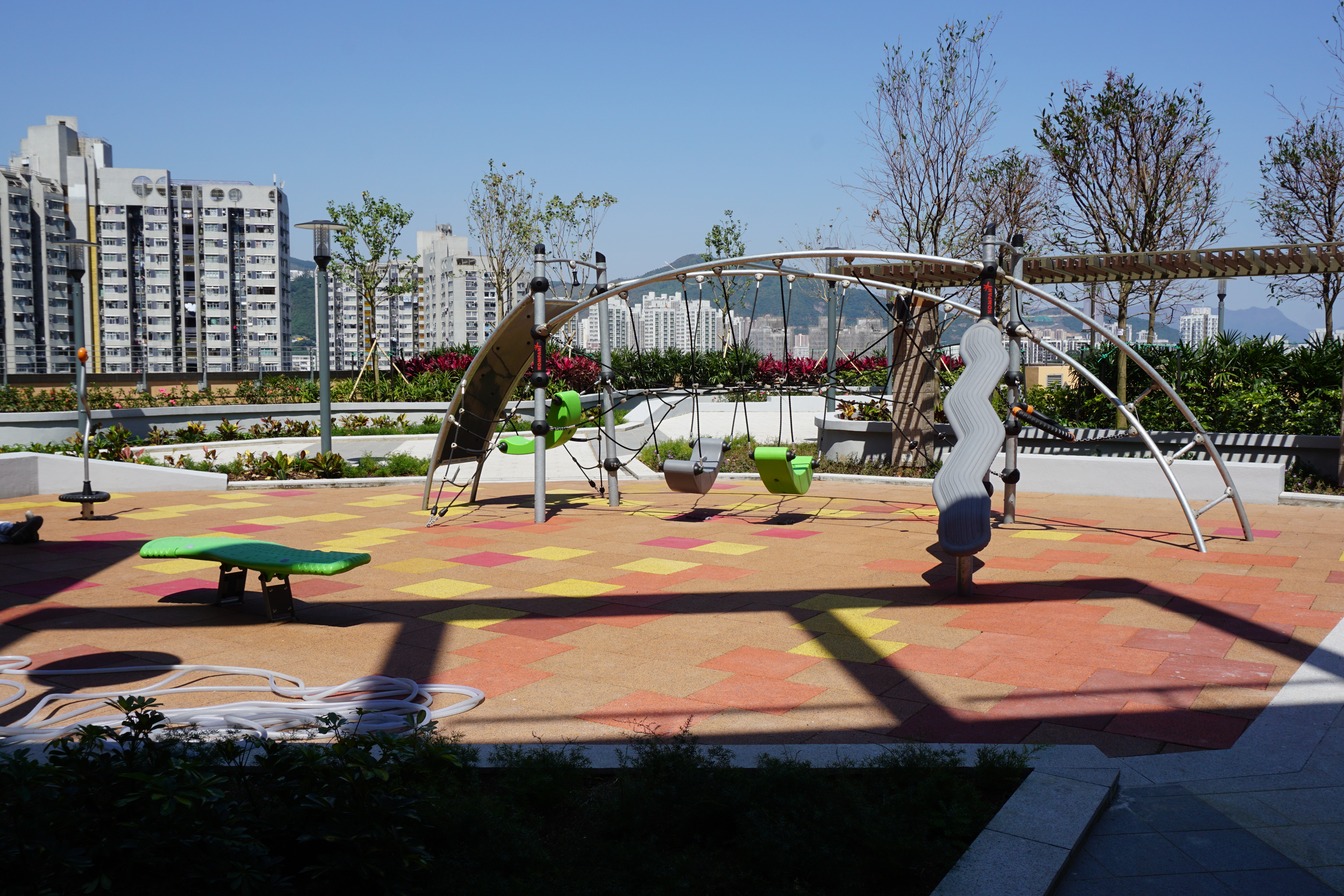
水泉澳廣場兒童遊樂場
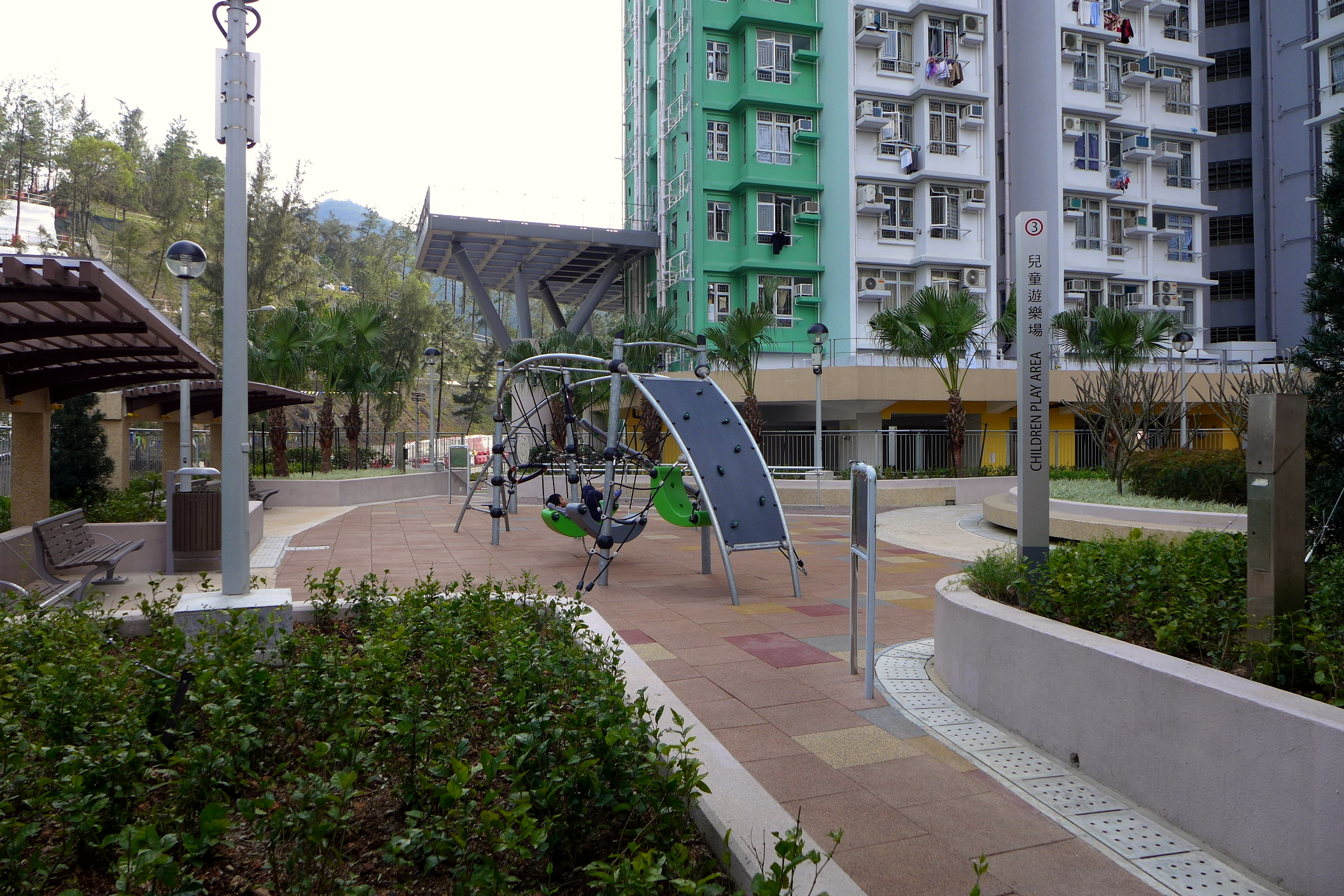
近樂泉樓的兒童遊樂場（2016年3月）
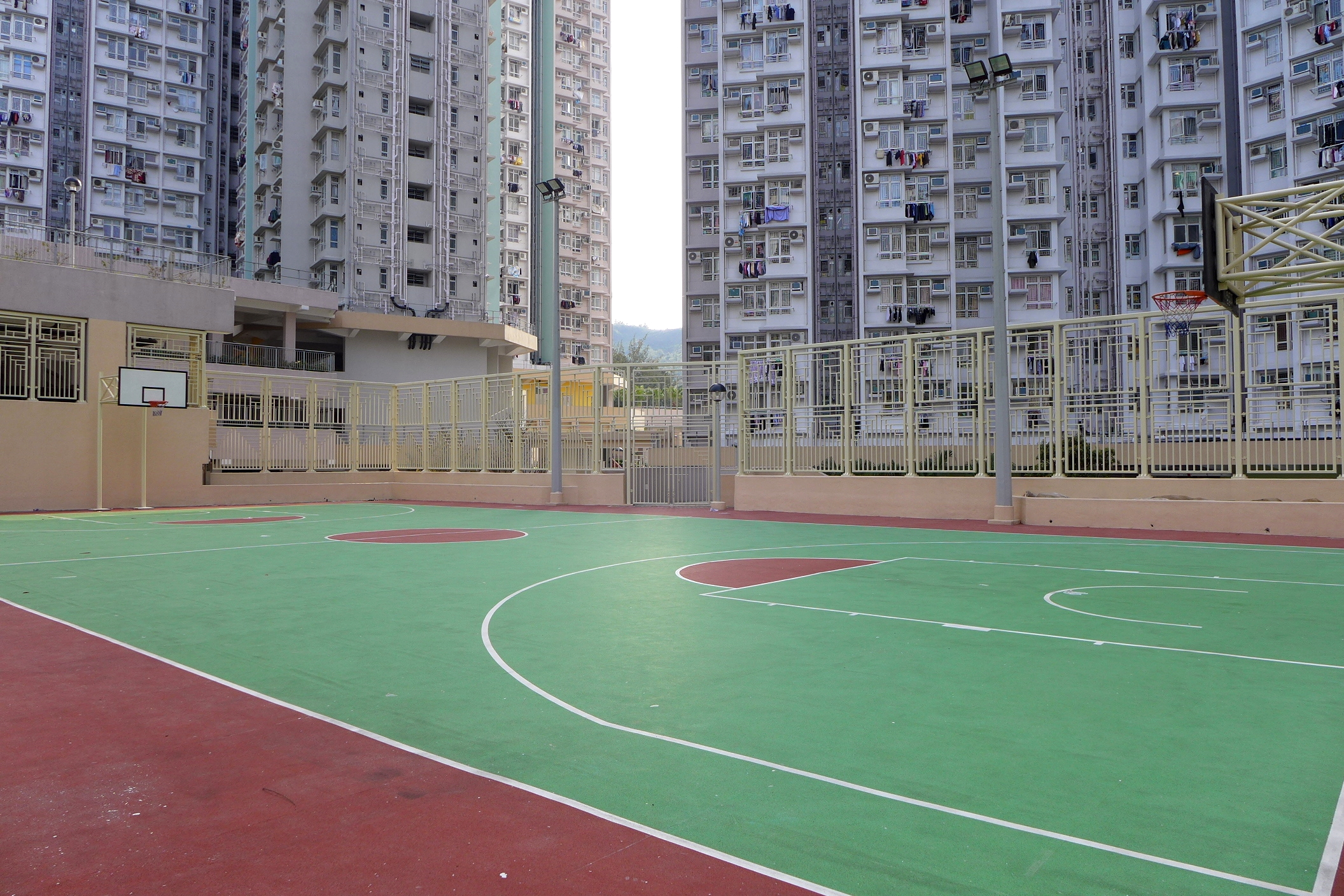
位於5樓的籃球場（2016年3月）
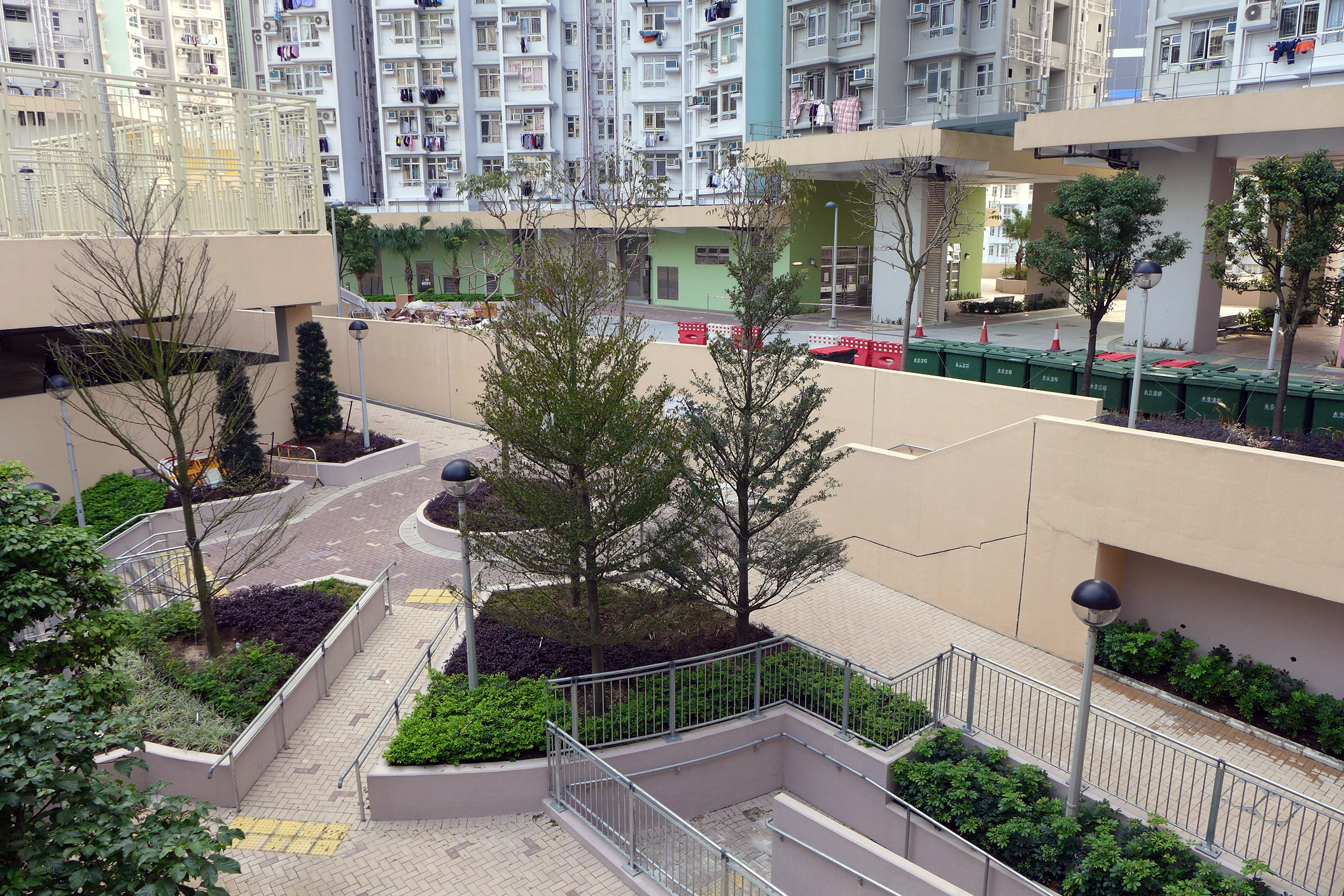
水泉澳邨第1期園林花園（2016年3月）
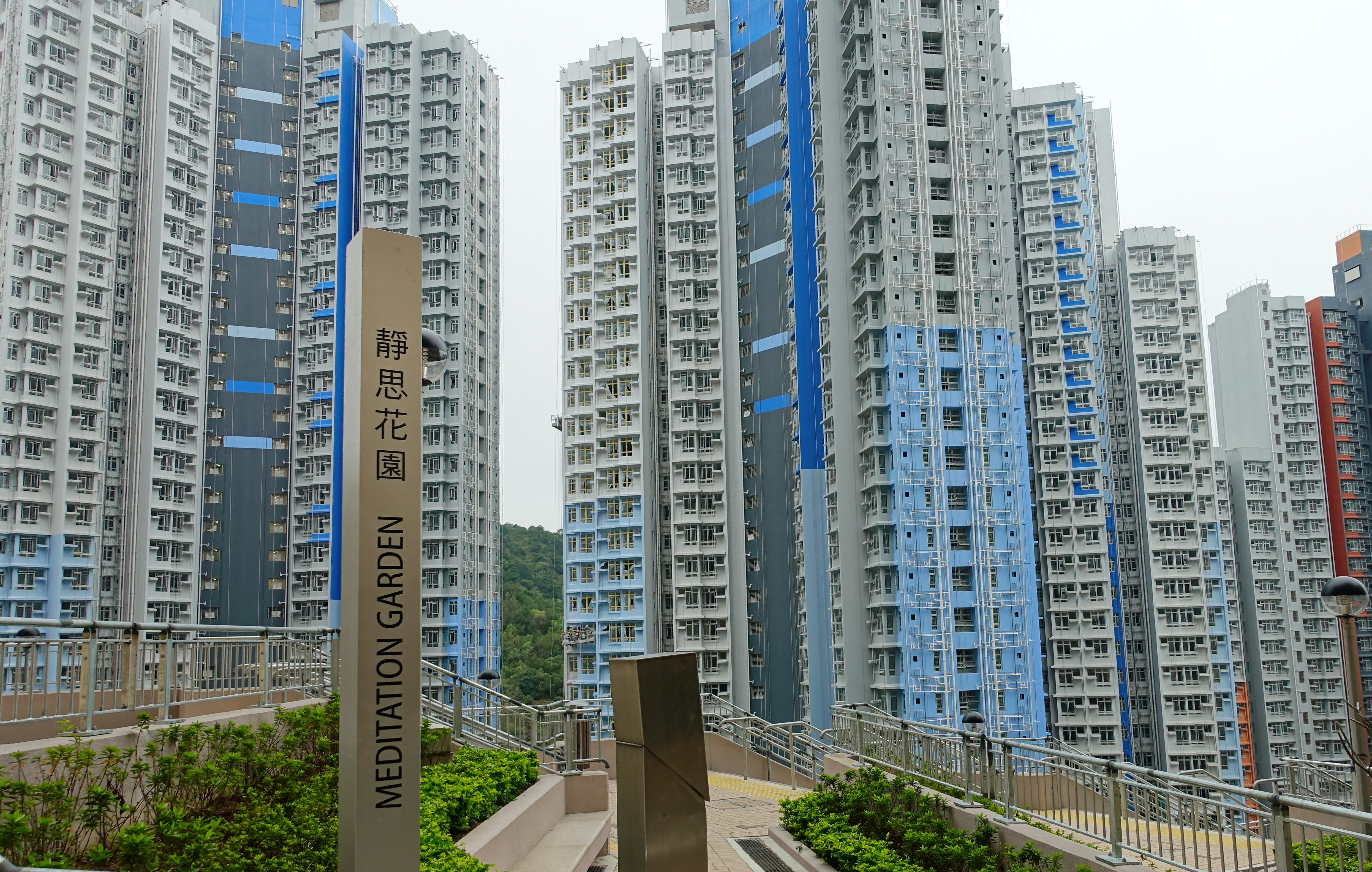
水泉澳邨第1期靜思花園，後方為映泉樓和月泉樓
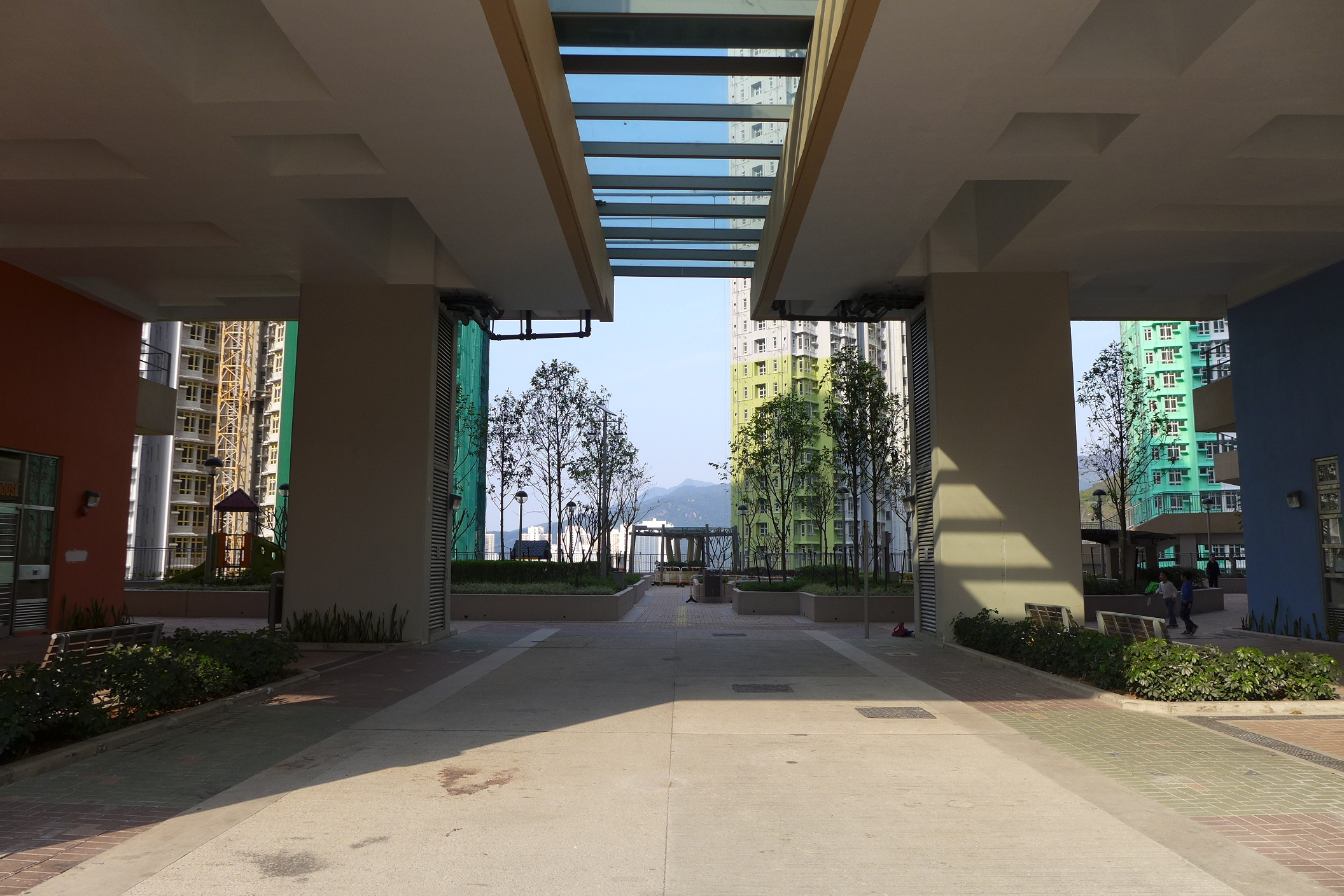
水泉澳邨第1期大廈之間設玻璃天幕（2016年3月）
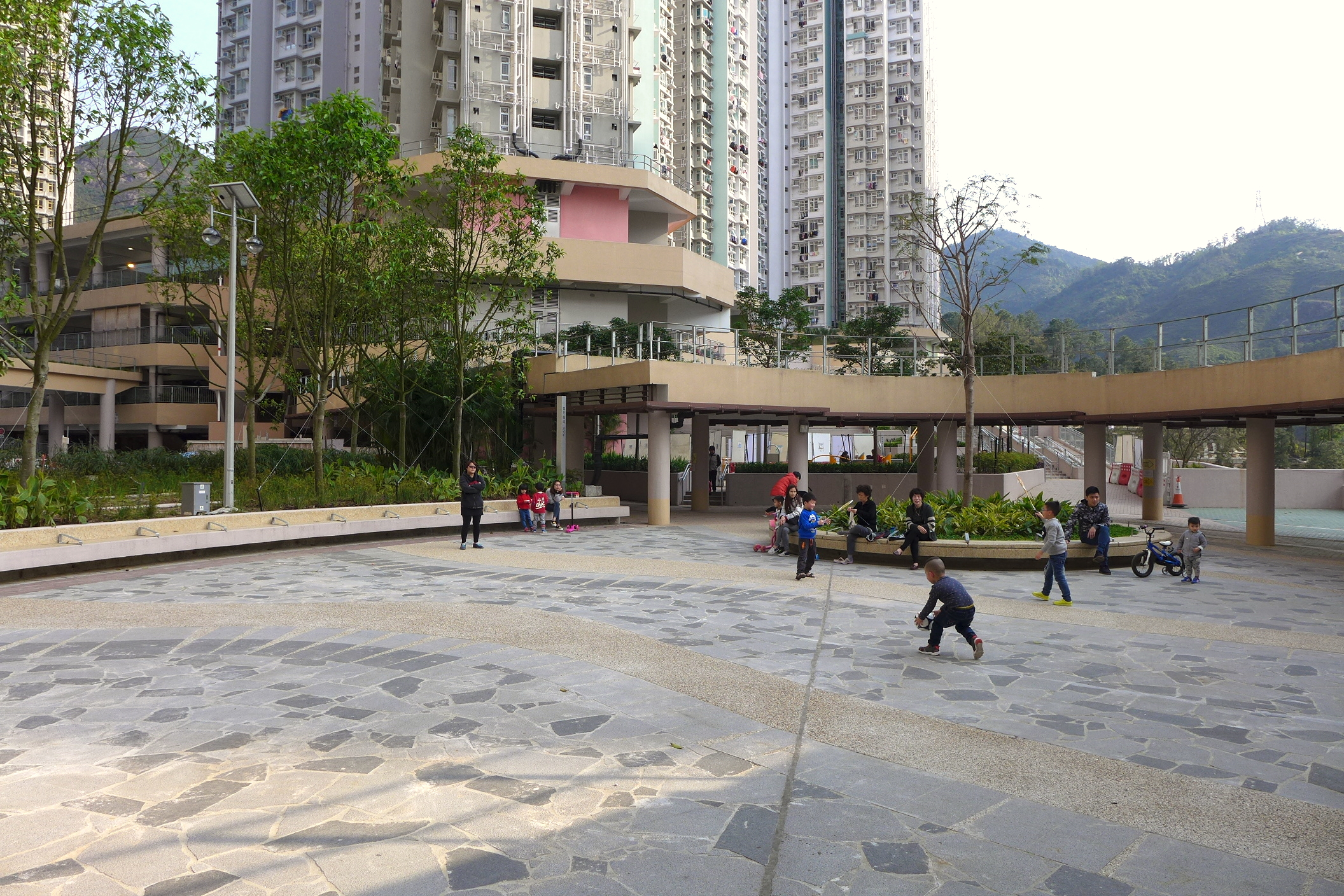
第1期廣場（2016年3月）
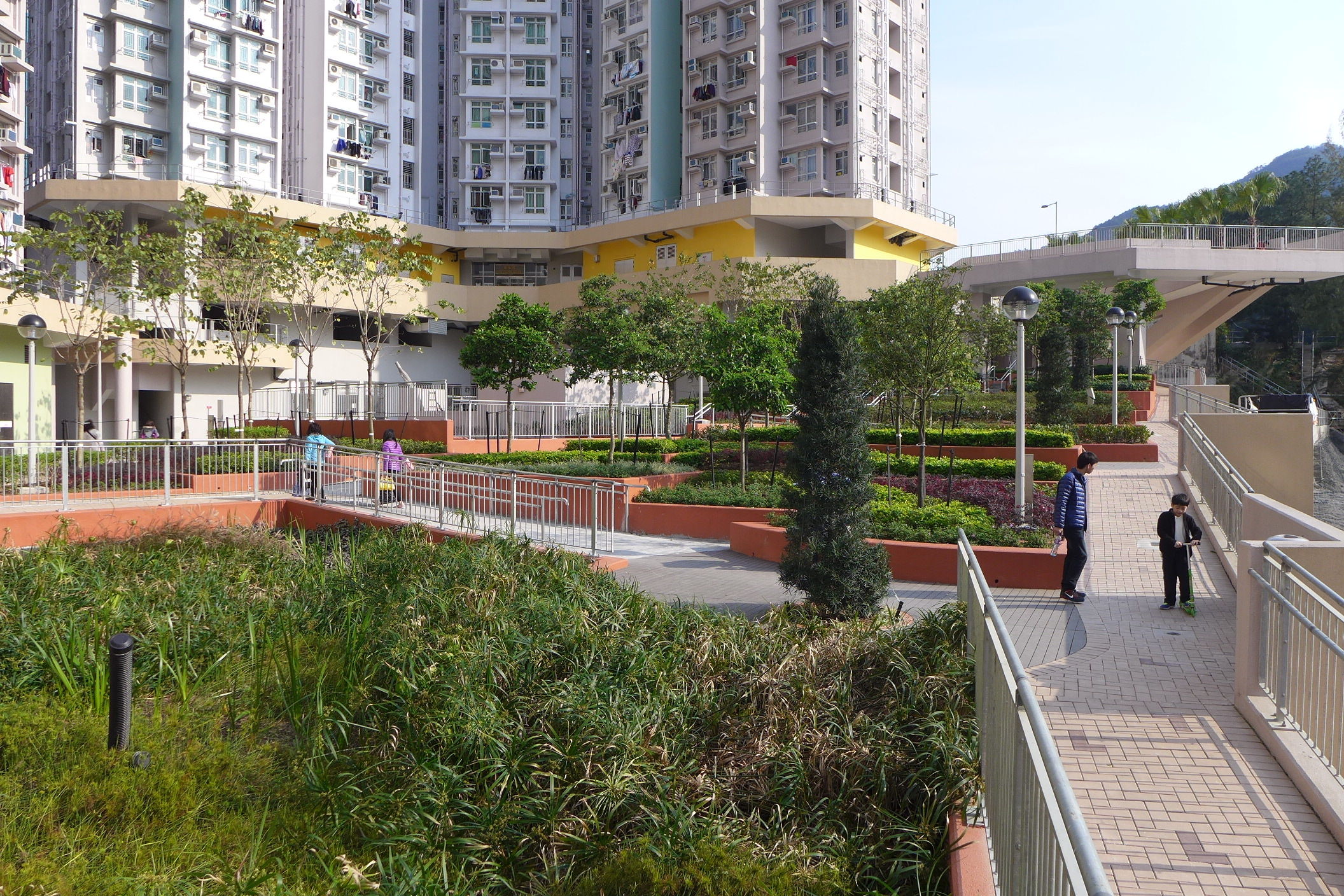
第1期設露天劇場（2016年3月）
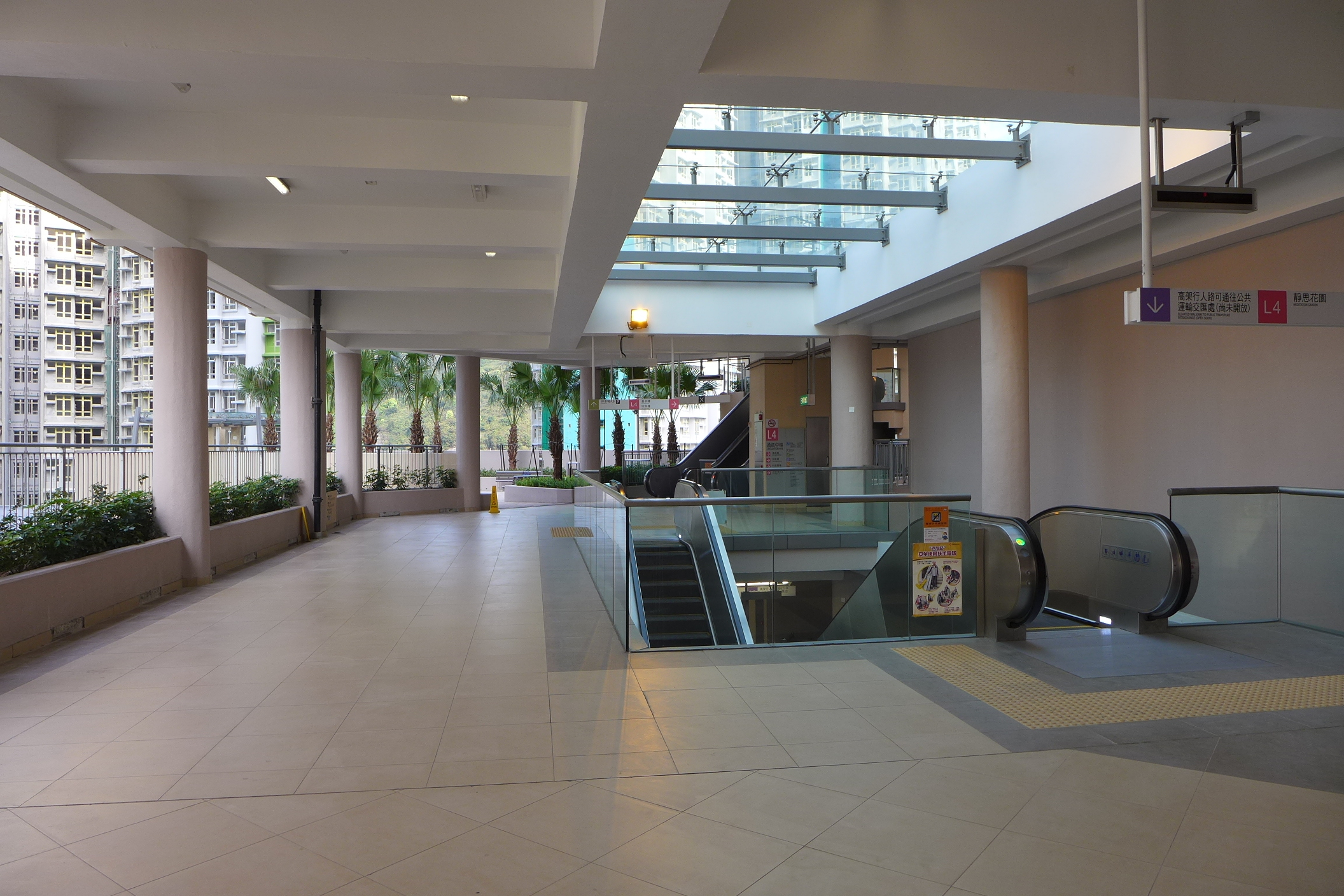
第1期以通道中樞連接屋苑各處（2016年3月）

### 教育設施

##### 幼稚園
- 樂善堂李賢義幼稚園
- 救世軍水泉澳幼稚園
- 基督教香港崇真會安頌幼稚園

##### 小學
- 東華三院蔡榮星小學

### 行人通道
因水泉澳邨是依山而建，不同期數的水平各有不同，其中最低的與最高的水平相差約90米，為方便居民出入，屋苑共建有6組升降機塔、10組扶手電梯及9條行人天橋（其中包括1條連接水泉澳廣場南、北兩翼的行人天橋），連接屋苑各期、商場、公共交通交匯處和博康邨。其中第1期的通道命名為通道中樞，樓高7層，連接1樓露天廣場至7樓的樂泉樓，還設有天橋連接第4期的嶺泉樓。
連接博康邨的行人天橋在2017年7月對外開放，全長70米，是香港公共屋邨中跨度最大的行人天橋，並成為邨內的地標。

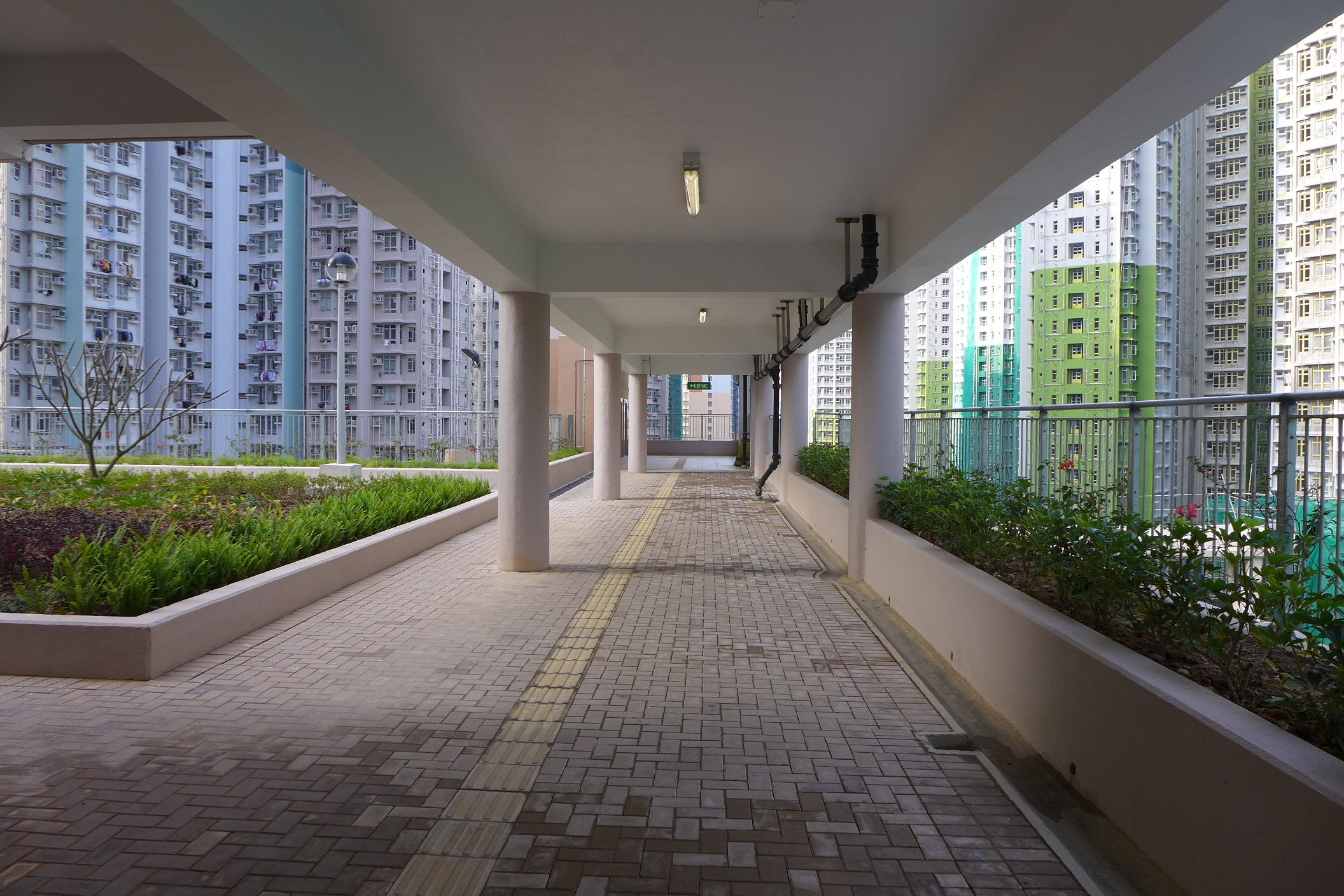
第1期7樓通道中樞（2016年3月）
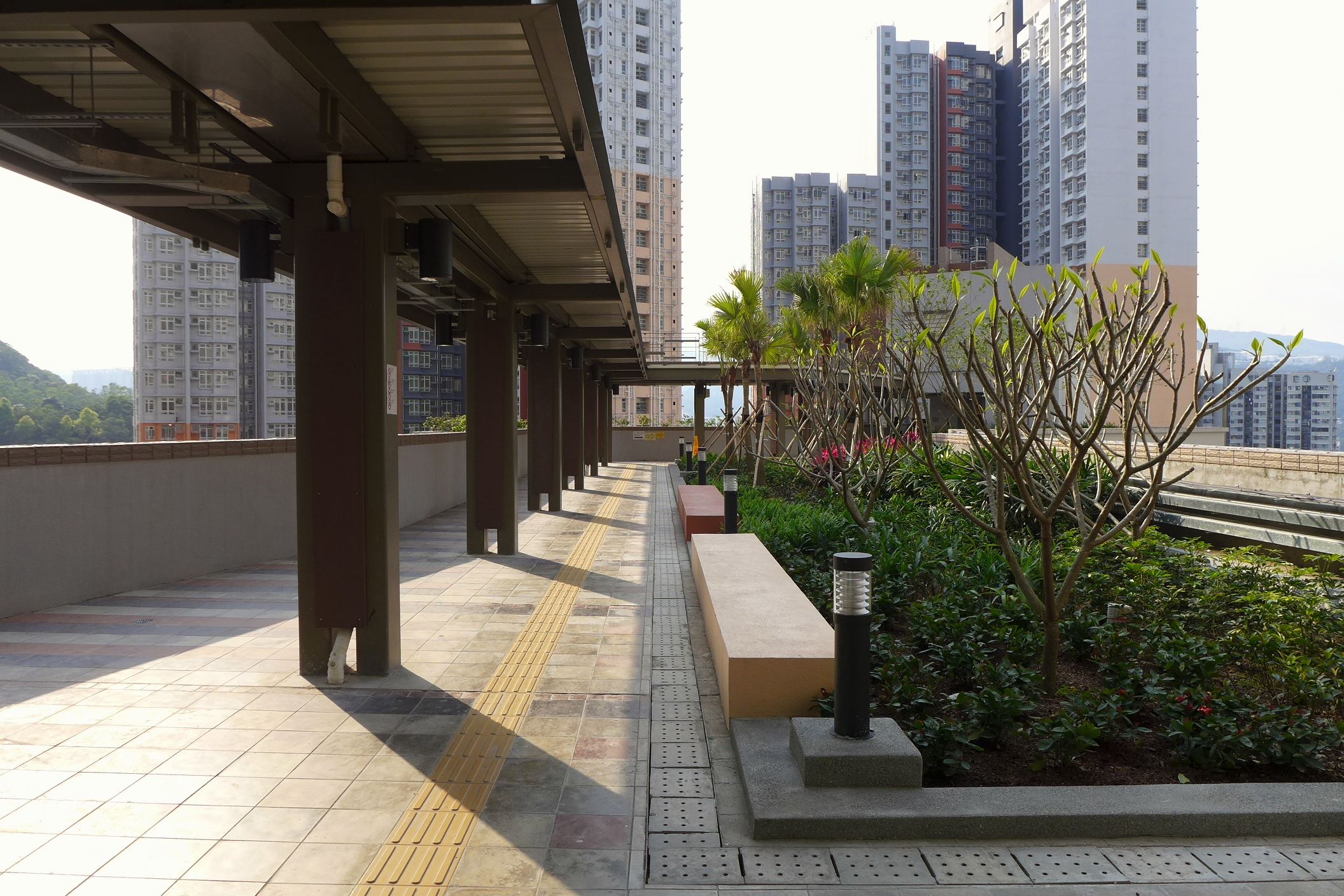
往水泉澳廣場的升降機塔（2016年3月）
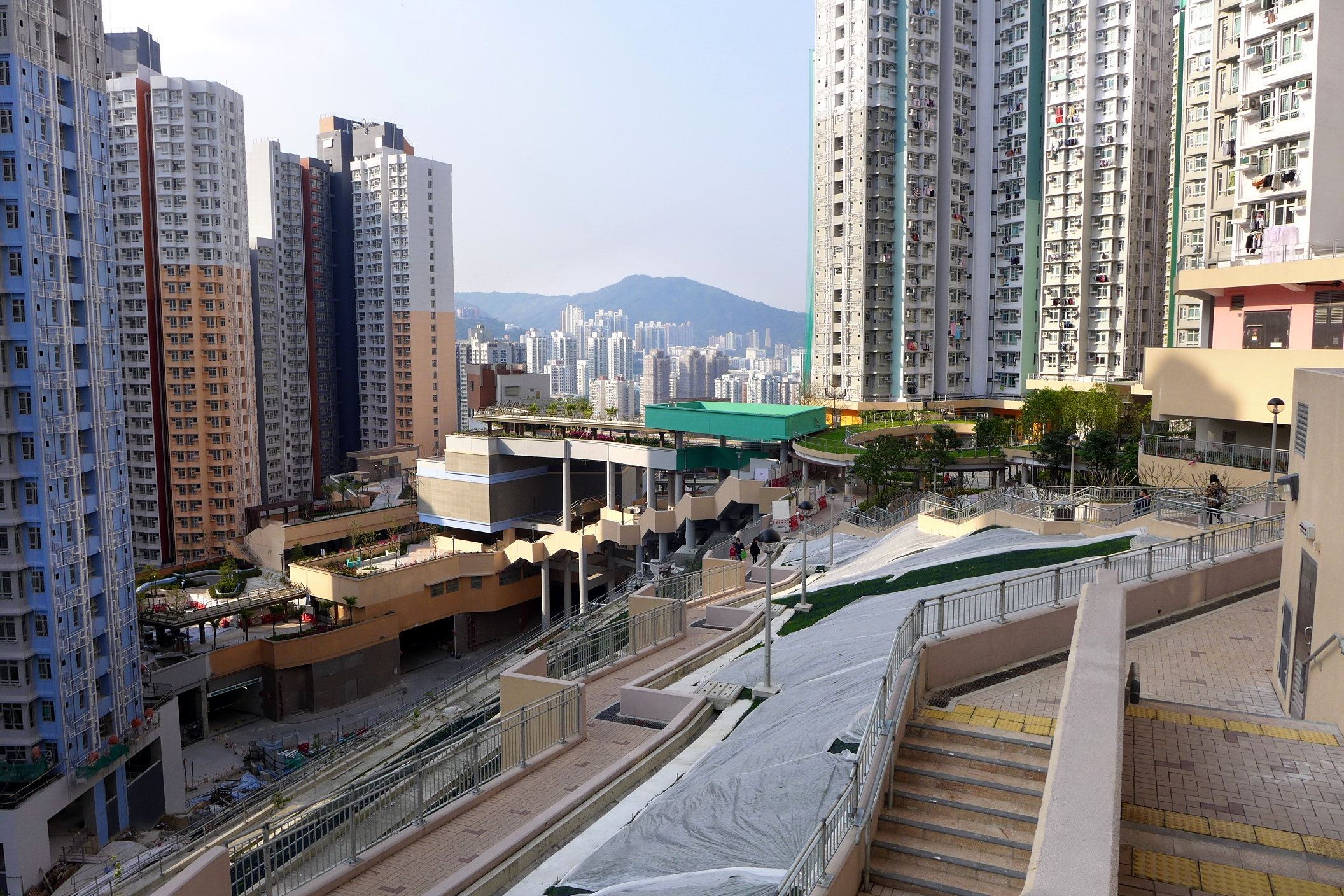
屋苑依山而建，有樓梯連接屋苑各期（2016年3月）
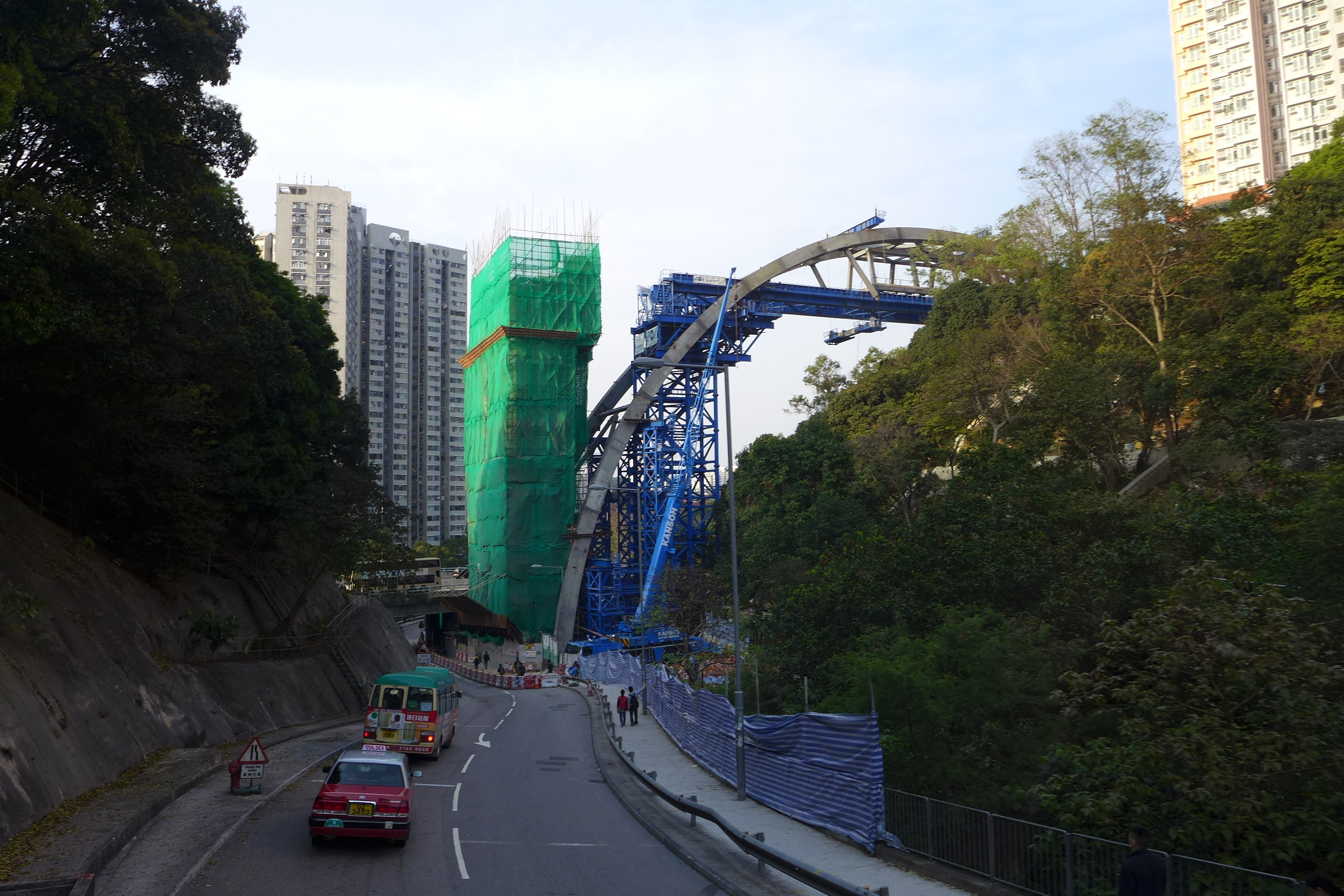
連接博康邨的行人天橋工程（2016年3月）
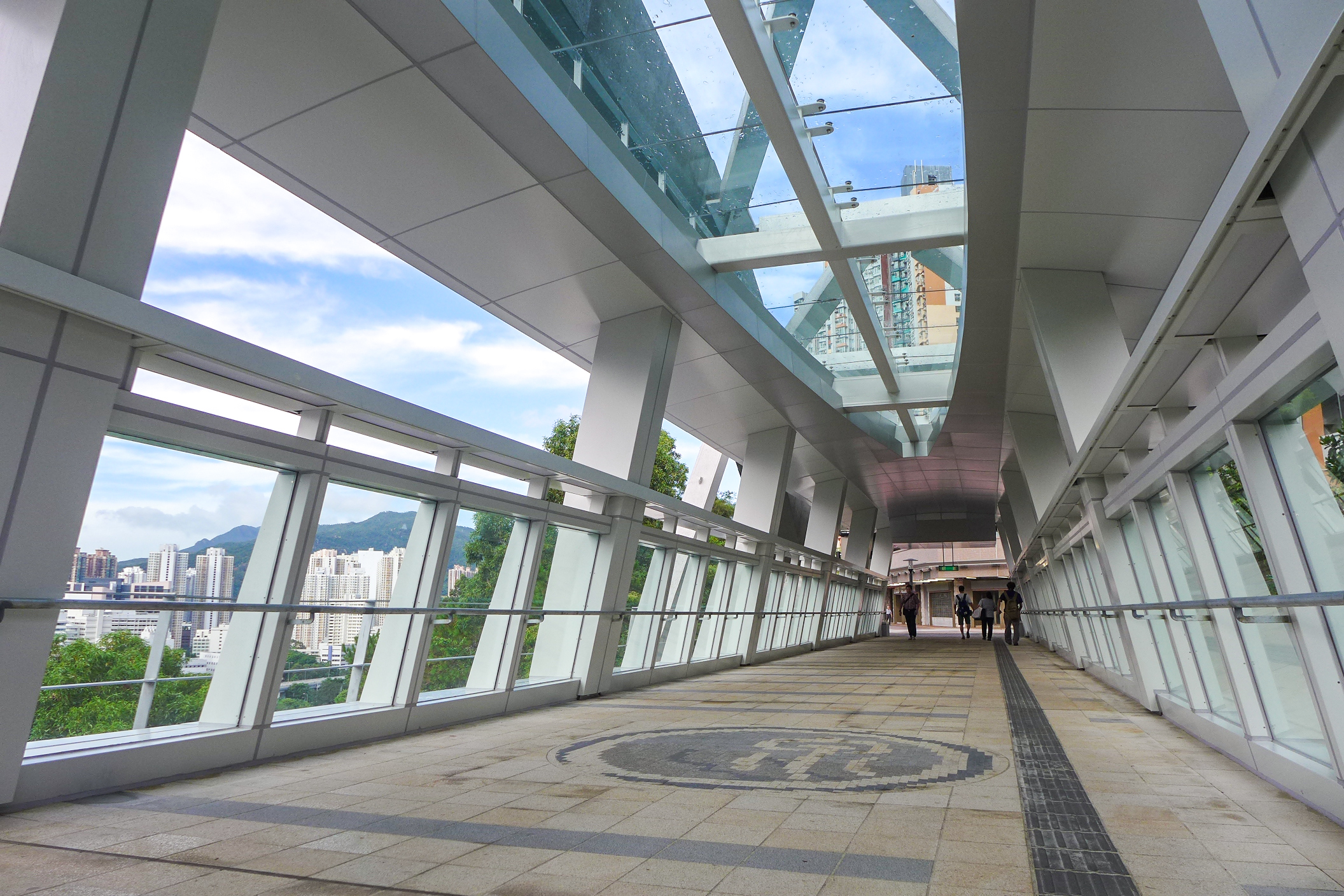
行人天橋（2017年8月）

### 水泉澳廣場
商場名為水泉澳廣場，樓高3層，設有58個商舖及1個街市，總商用面積達7000多平方米，商場內設有多個園景平台，提供綠化空間，並可以連接其他樓宇；而在欣泉樓對出也有一個面積約100平方米的商舖。
商場於2016年2月開始對外開放，截至2016年6月中，已有多間商舖開業，包括惠康超級市場、日本城、大快活、兩間雜貨店，以及玩具店、藥房、酒樓等。部份商舖仍然空置。
可惜的是，商場施工質素馬虎，天台出現漏水問題，商戶需擺放多個水桶盛載雨水。
商場現時由總承建商中國建築的姊妹公司中國海外物業服務有限公司管理。

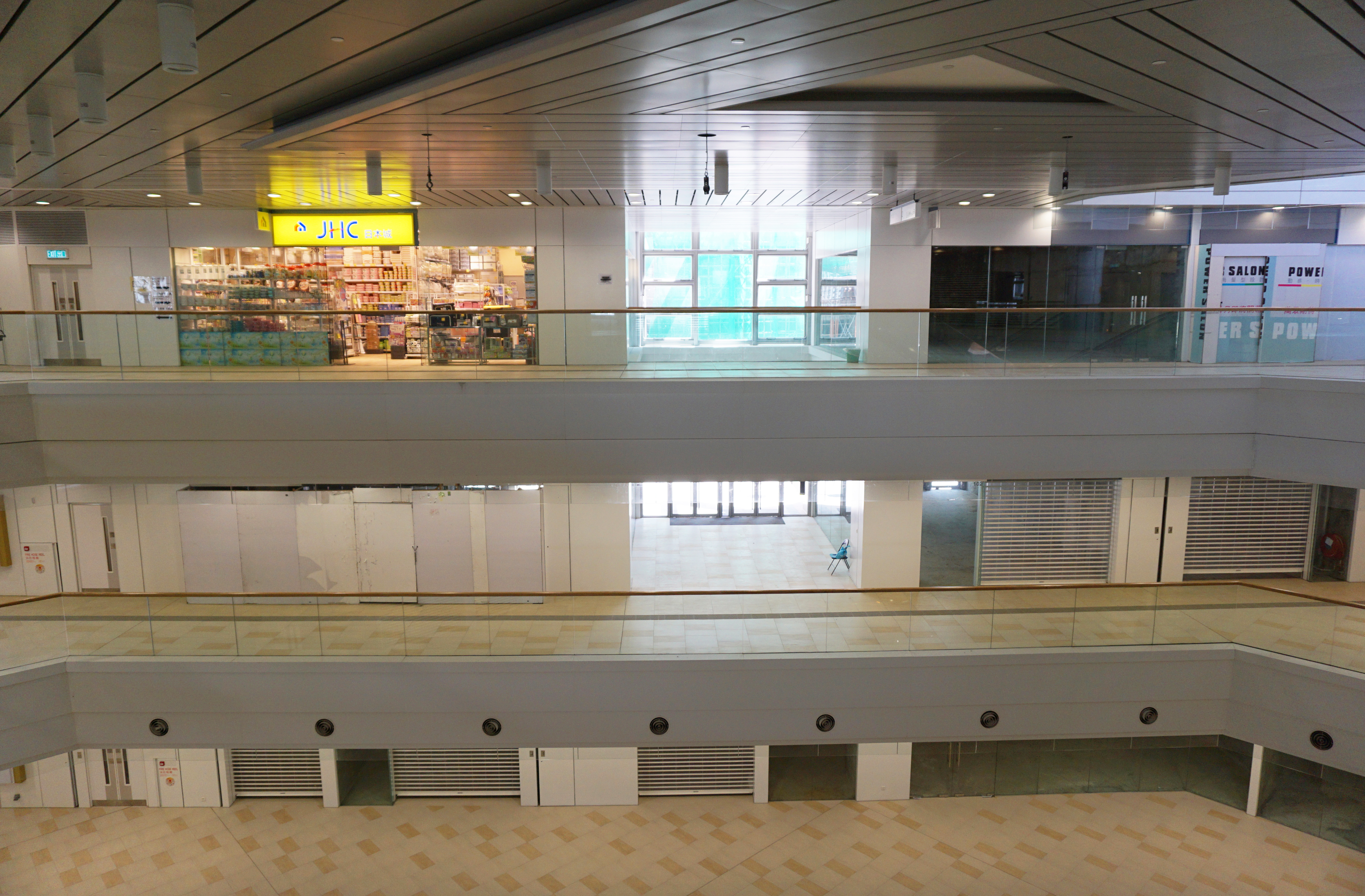
日本城為首間進駐商場的店舖（2016年2月）
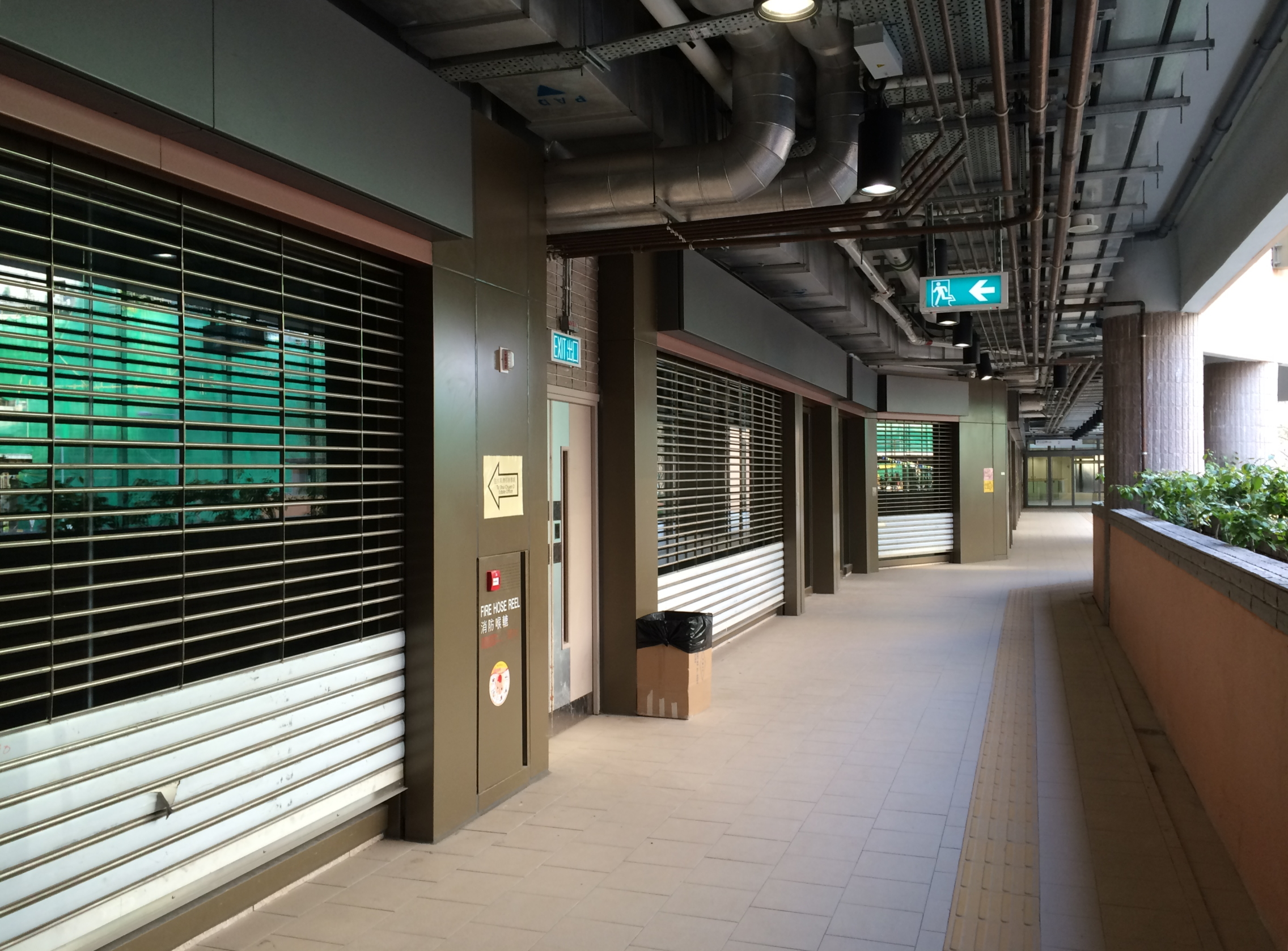
商場大部份商舖仍然空置（2016年3月）
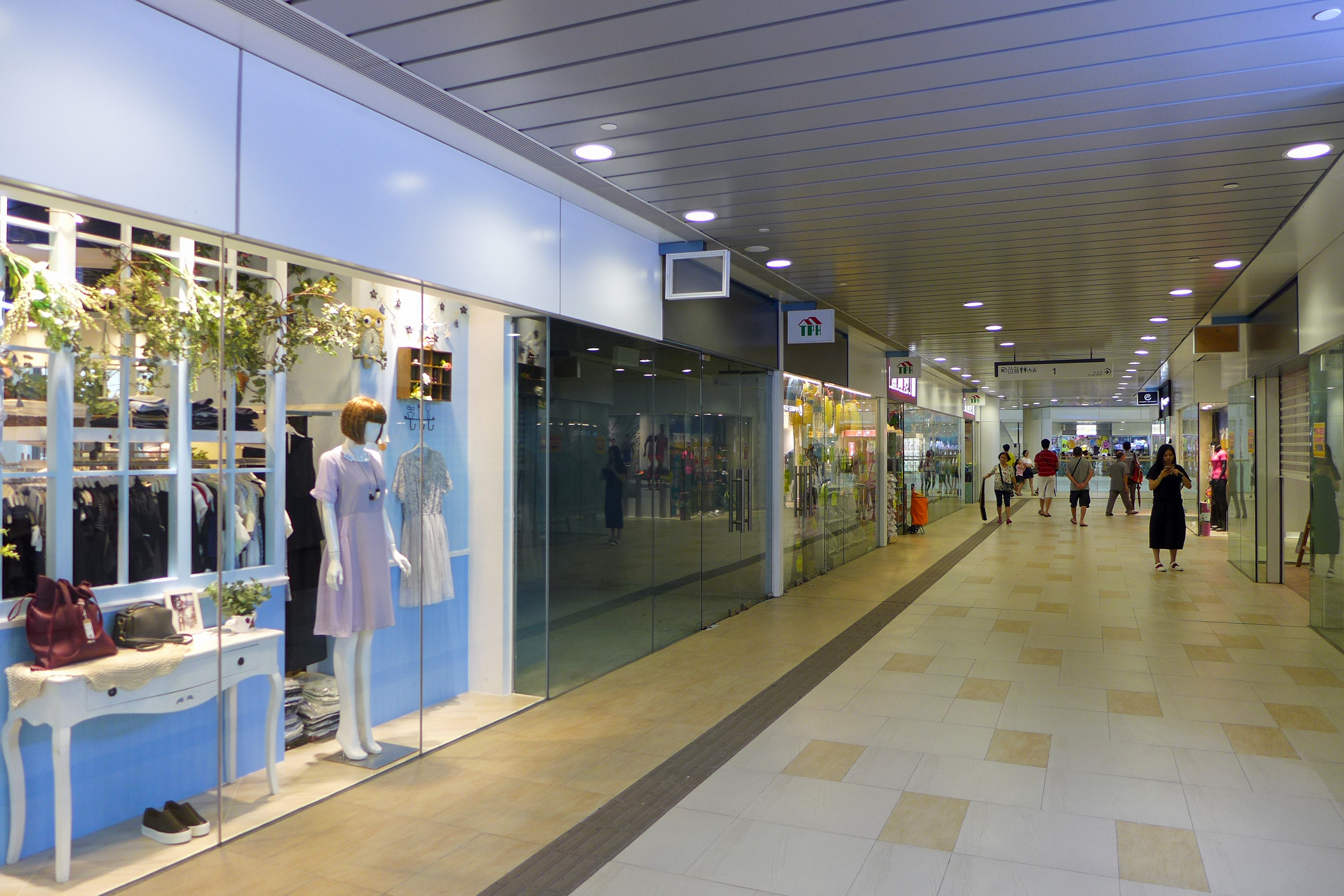
商場1樓通道（2017年8月）
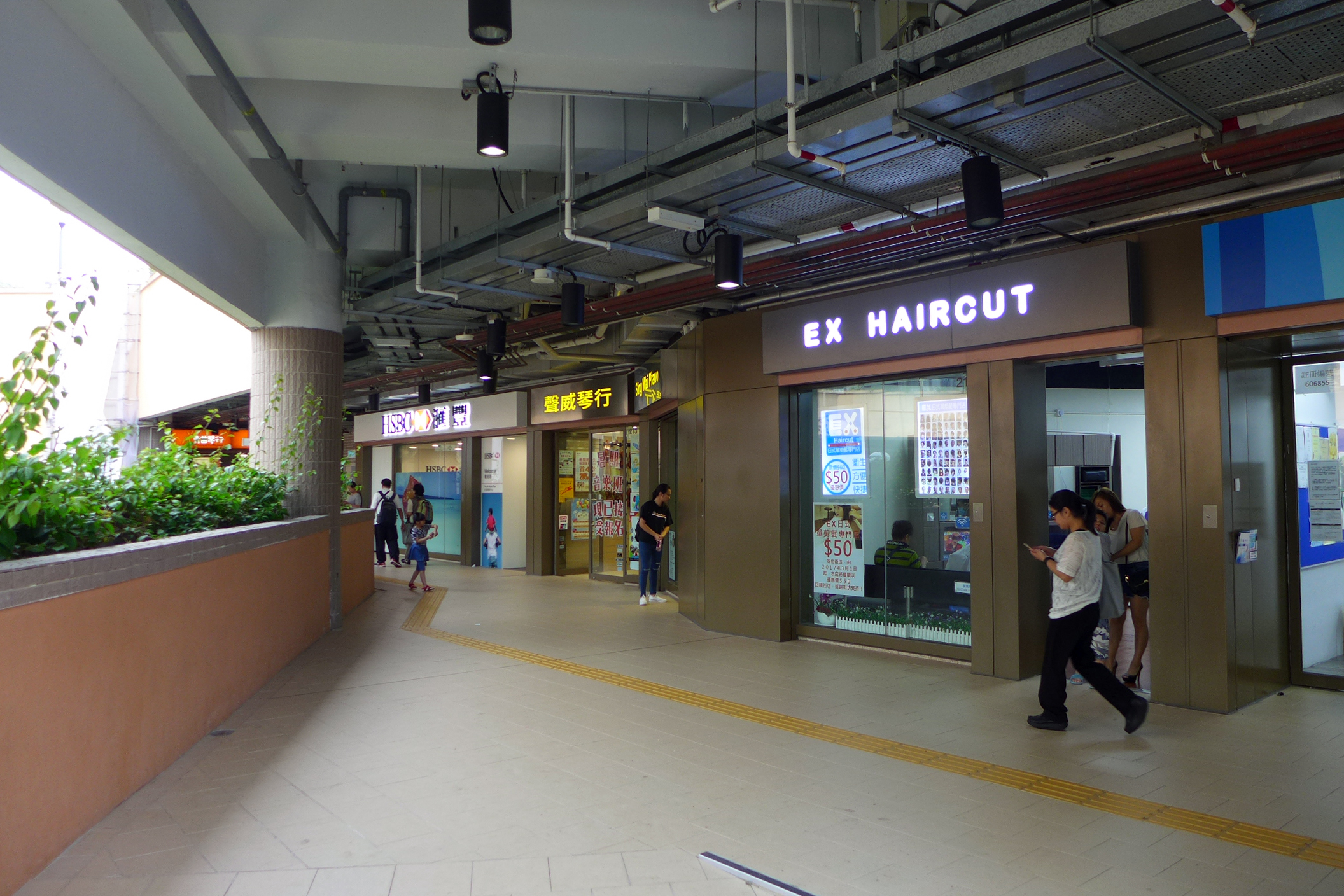
商場2樓商店
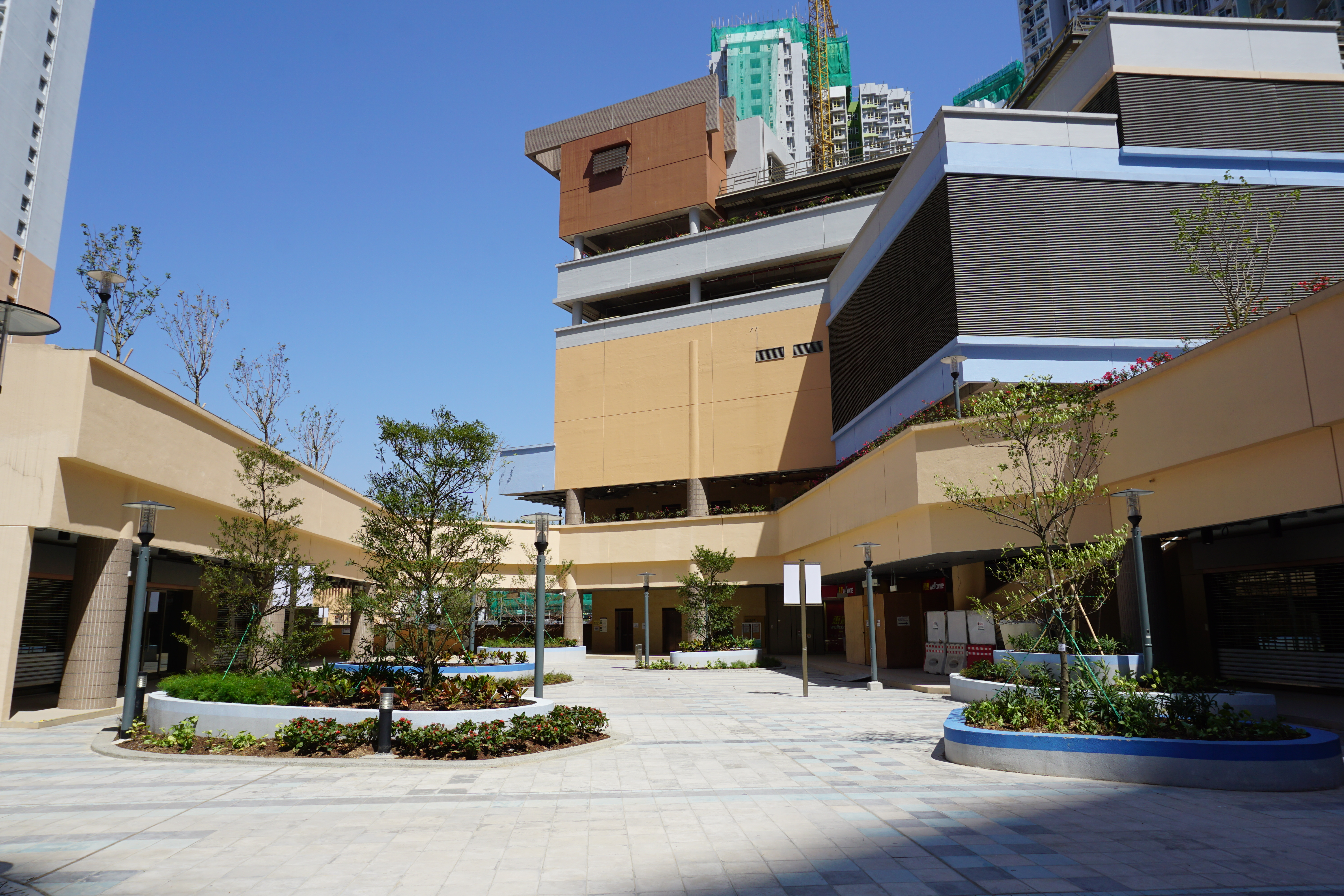
南翼2樓園境平台
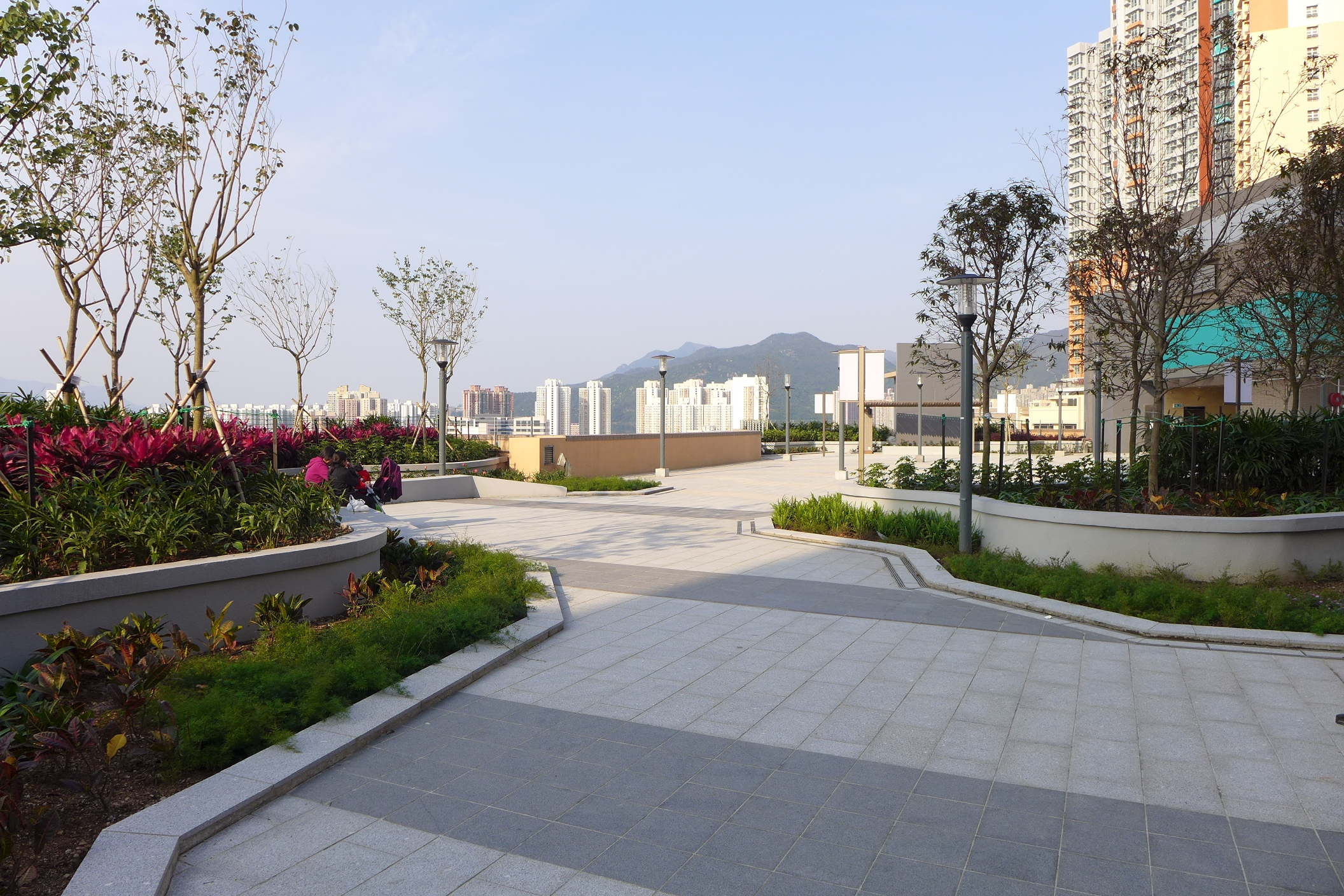
商場天台花園（2016年3月）
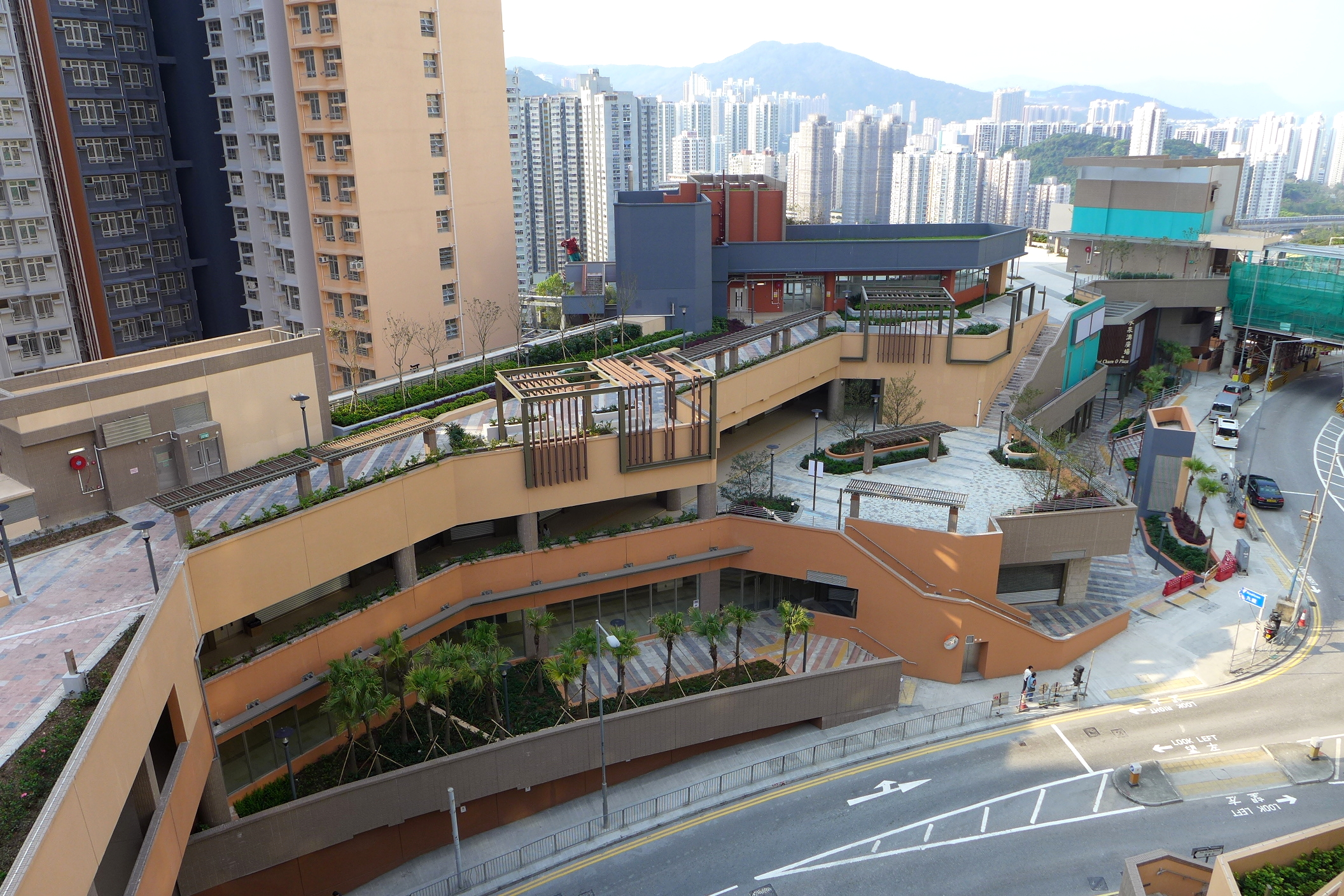
俯瞰水泉澳廣場（2016年3月）
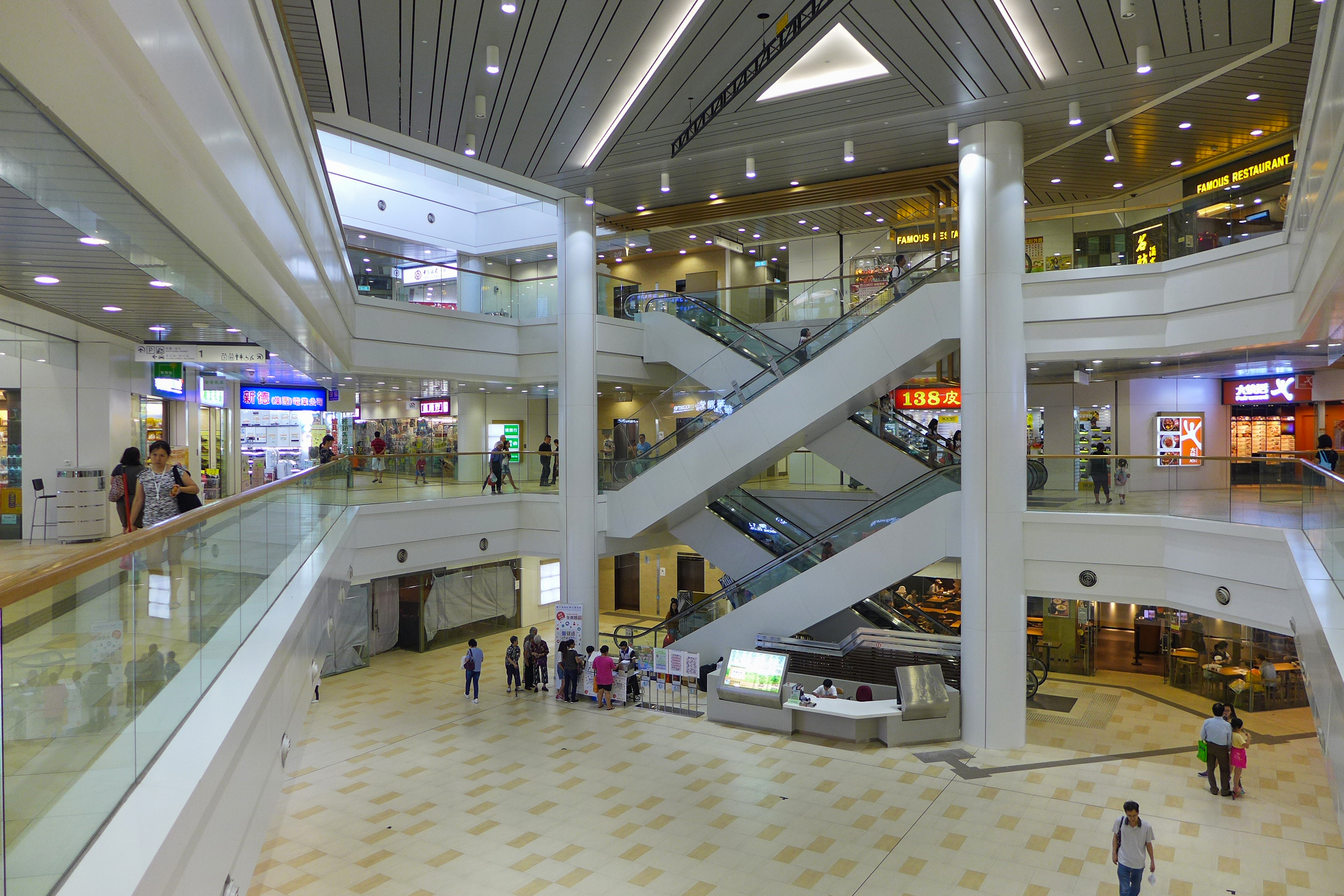
水泉澳廣場中庭（2017年8月）

### 萬有（水泉澳）街市
水泉澳街市位於南翼一樓，已於2016年6月7日開業。不過街市人流稀疏，加上平均每個商戶收取正價2萬至4萬元租金，沒有提供房署提供予承包商的入伙率租金優惠。一批街市商戶於同年8月23日到樂富房委會辦事處抗議，要求正視邨內街市管理問題，並收回街市管理權及提供免租。

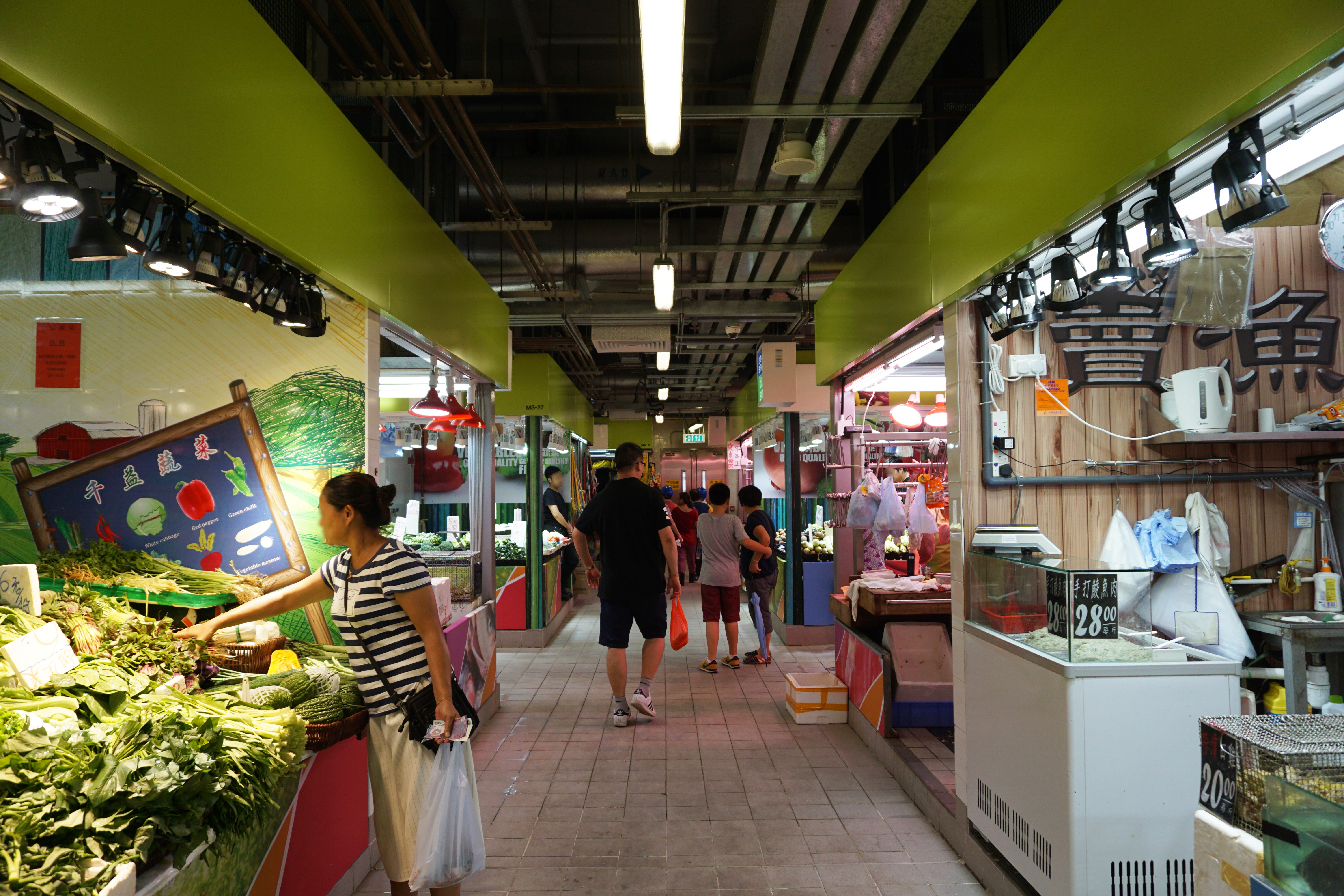
街市菜檔
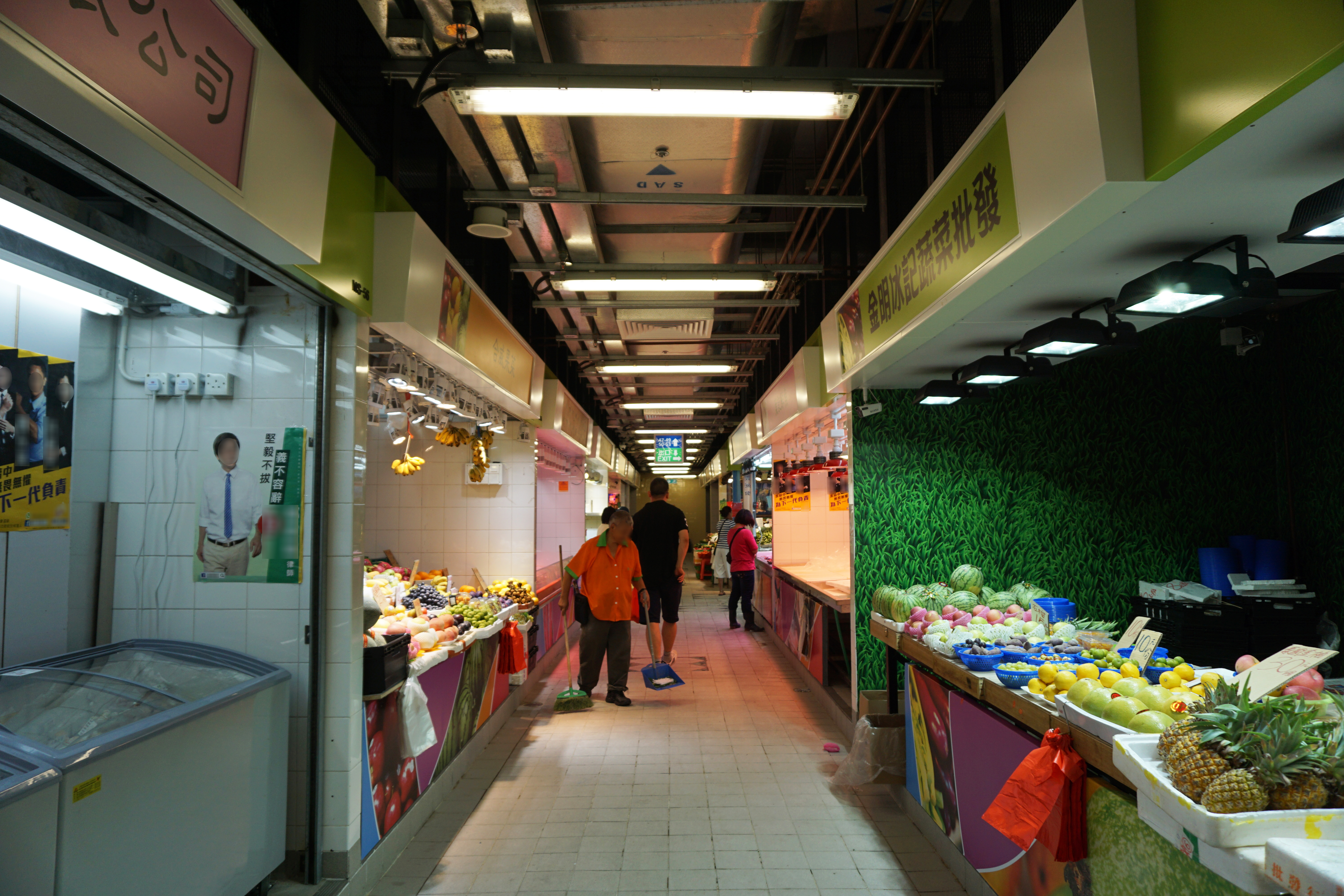
街市水果檔
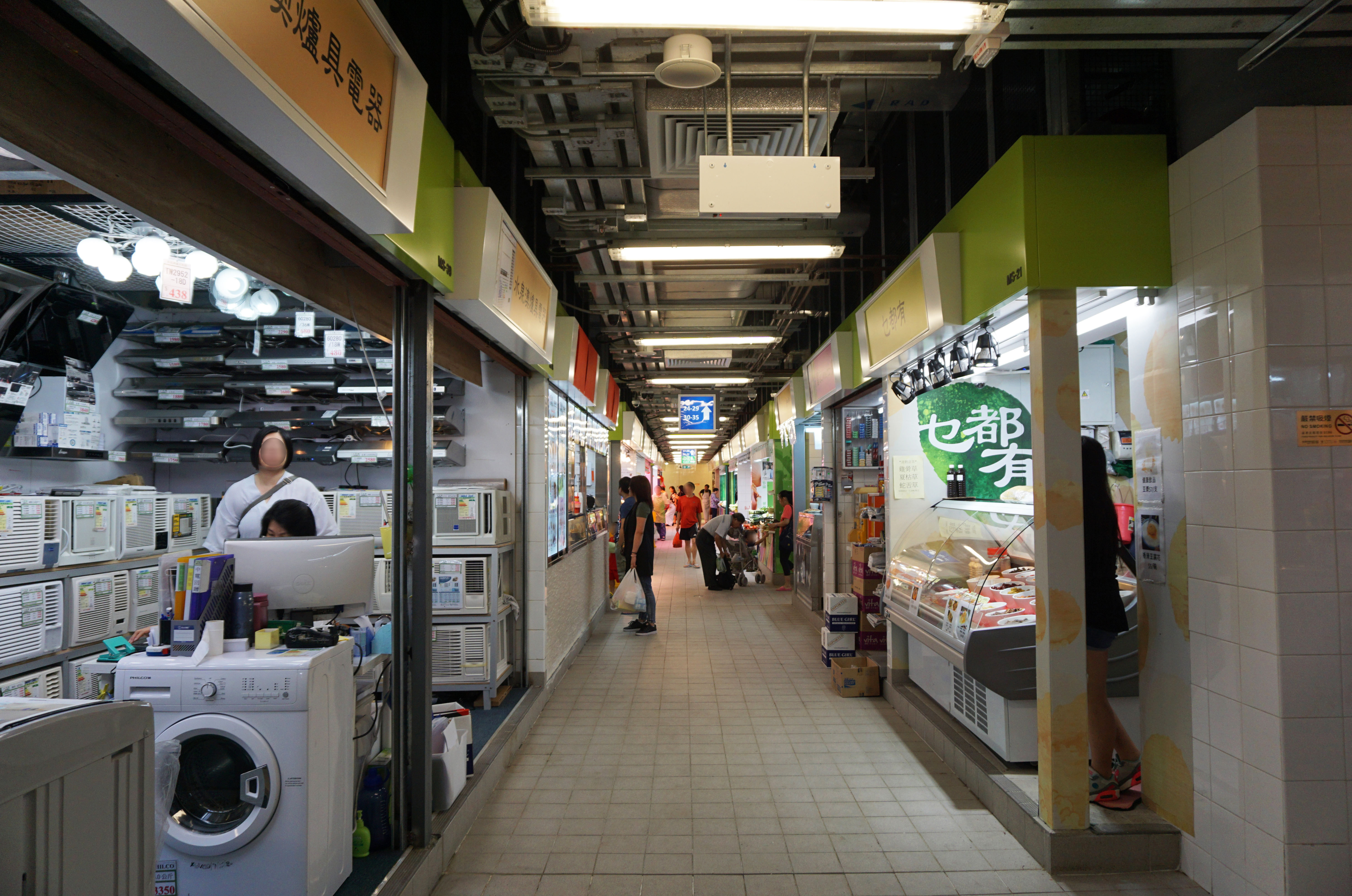
電器店及飲品店
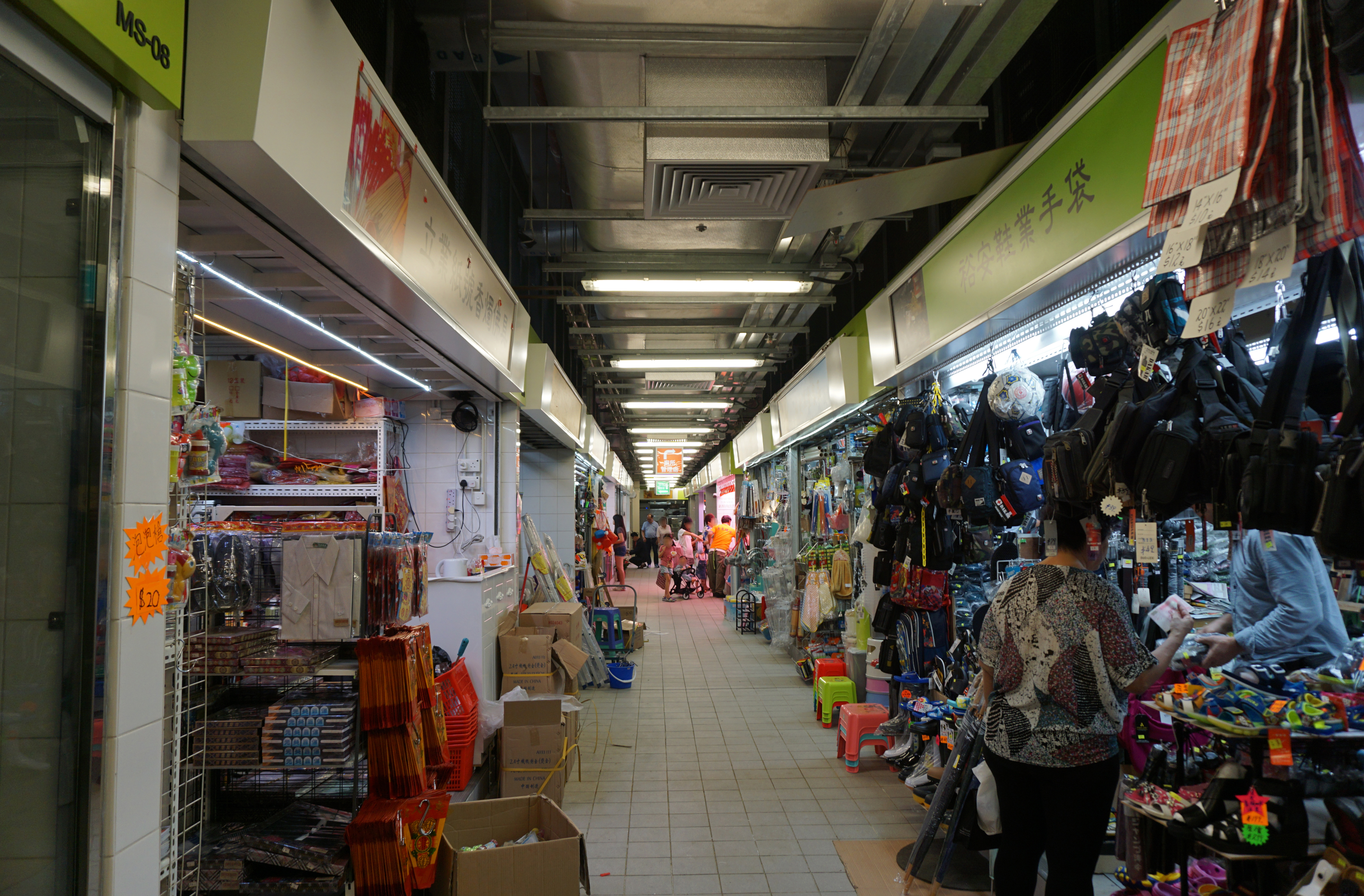
香燭祭品及手袋鞋類店
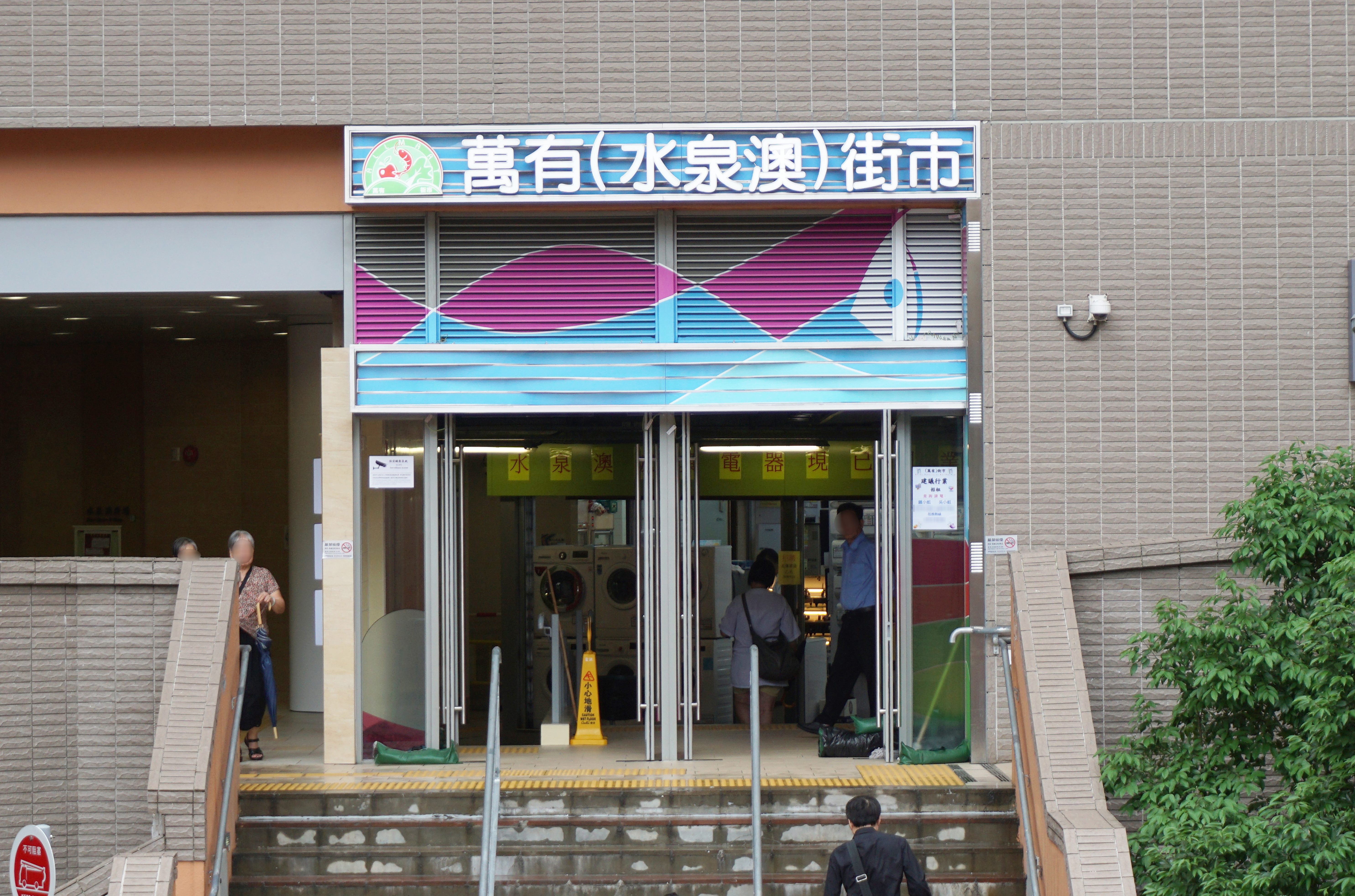
萬有（水泉澳）街市入口
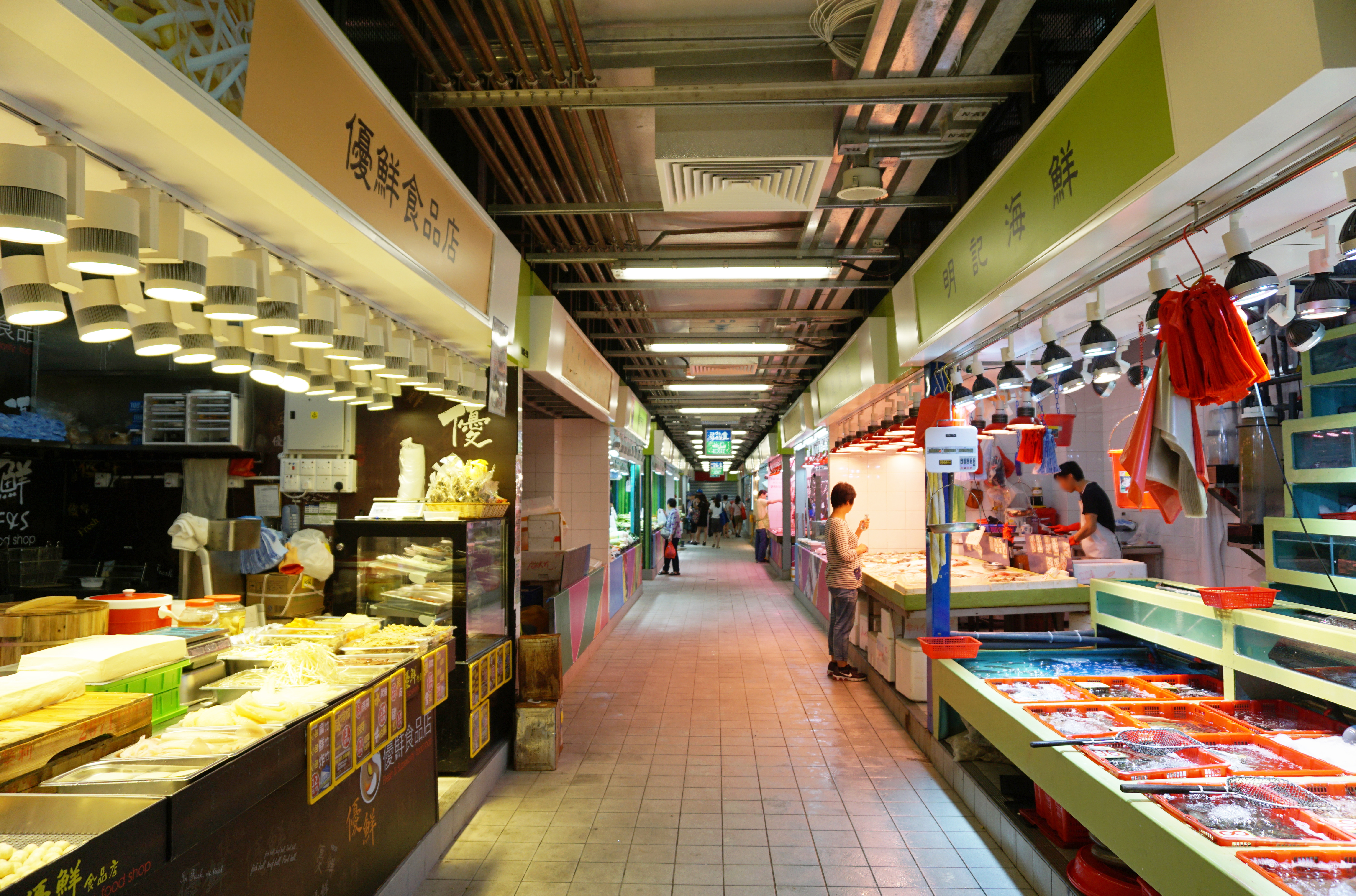
萬有（水泉澳）街市

## 興建期間的圖片庫

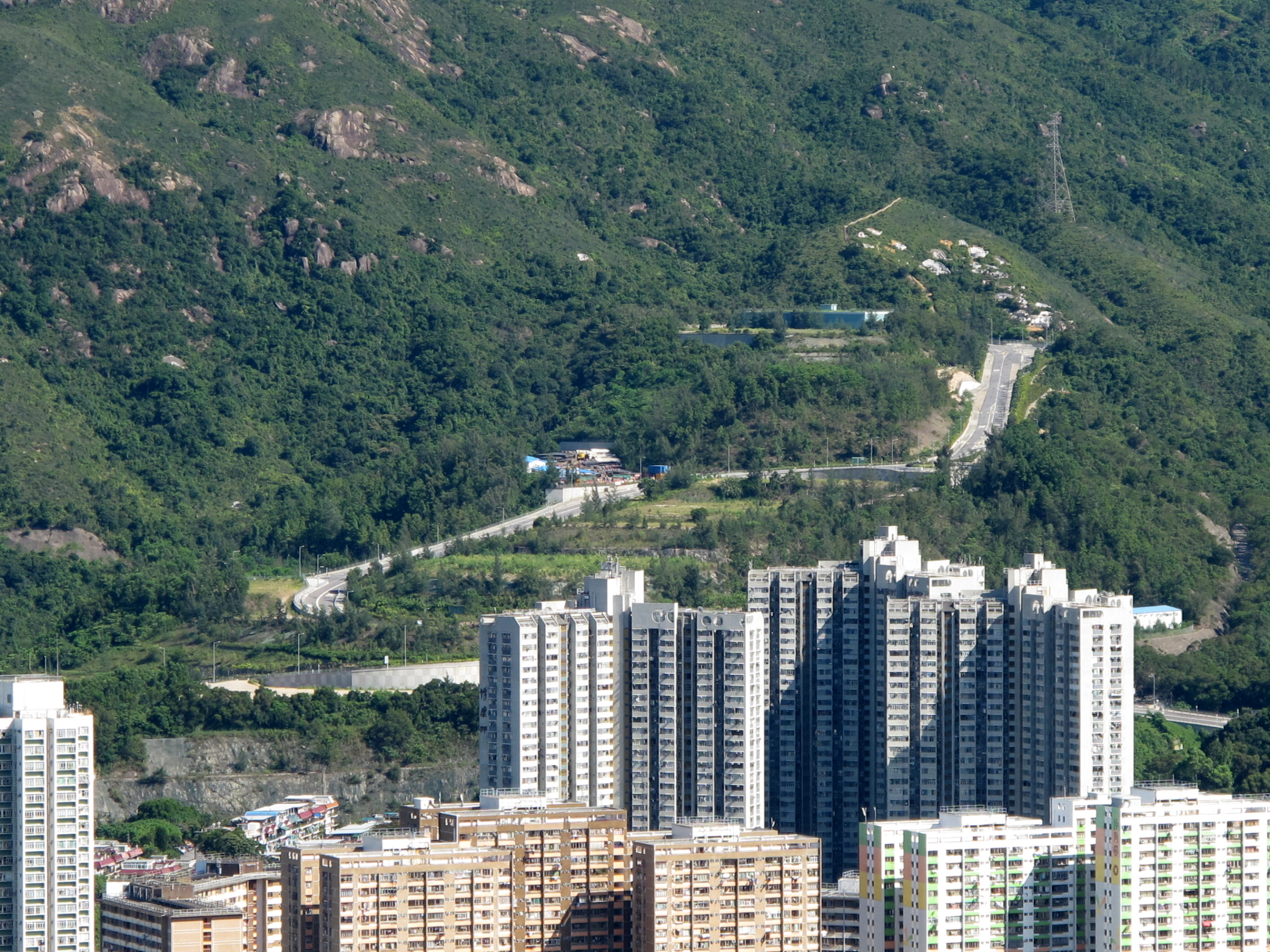
動工前，前方屋邨為博康邨（2010年8月）
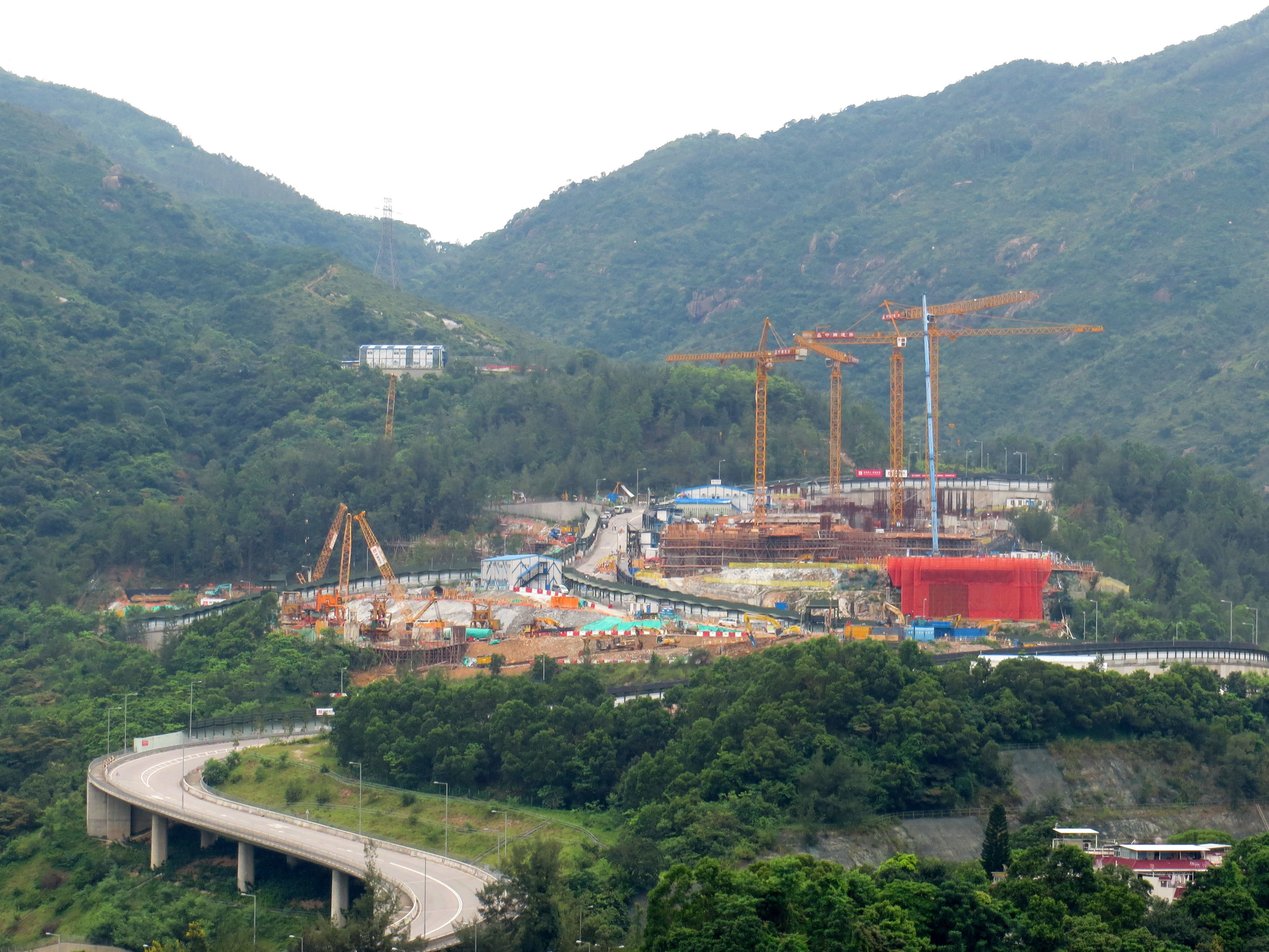
建築中之水泉澳邨1期（2012年8月）
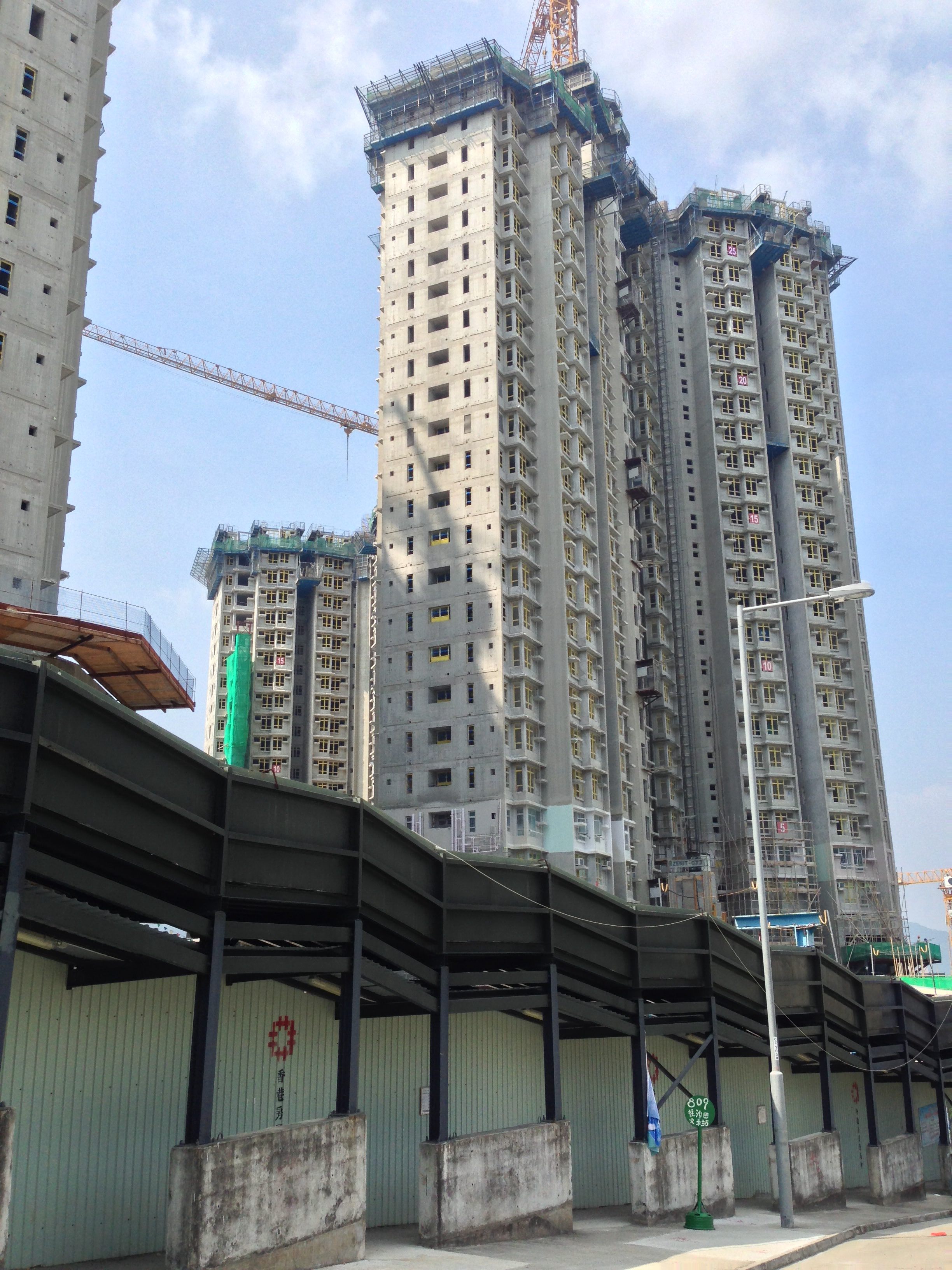
建築中之水泉澳邨1期（2013年10月）
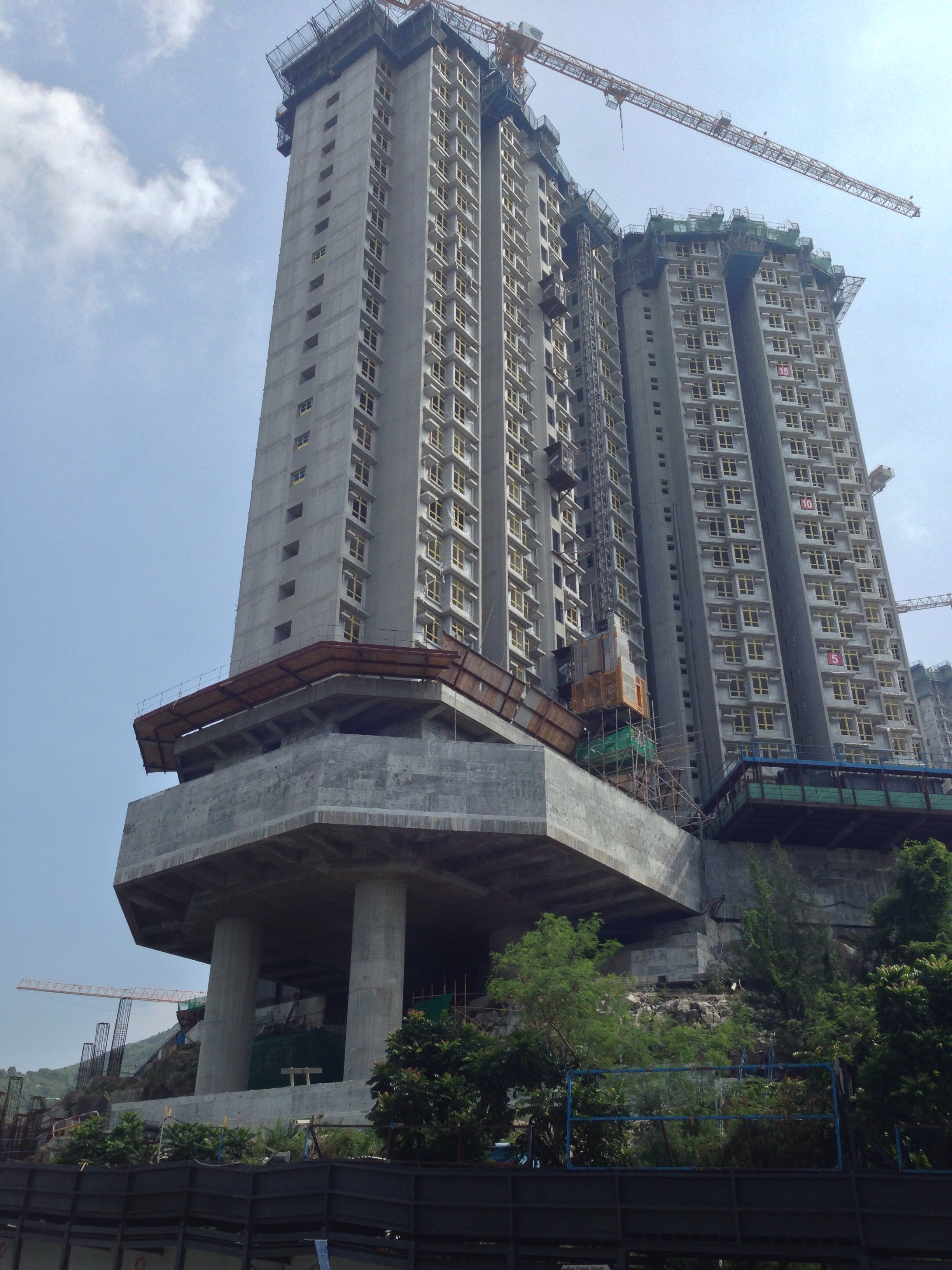
建築中之水泉澳邨（2013年10月）
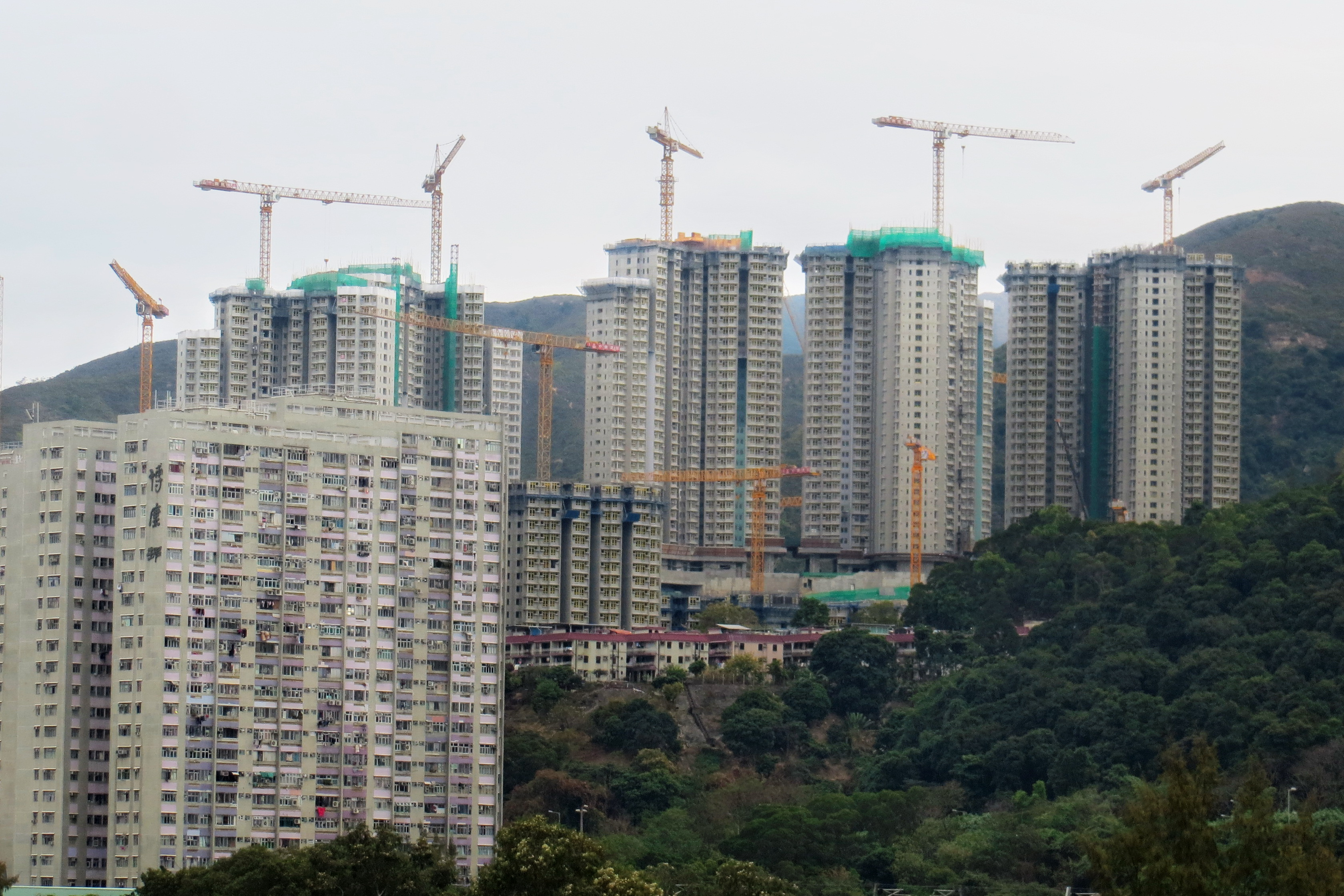
從香港文化博物館眺望興建之的水泉澳邨，左前方為博康邨（2014年2月）
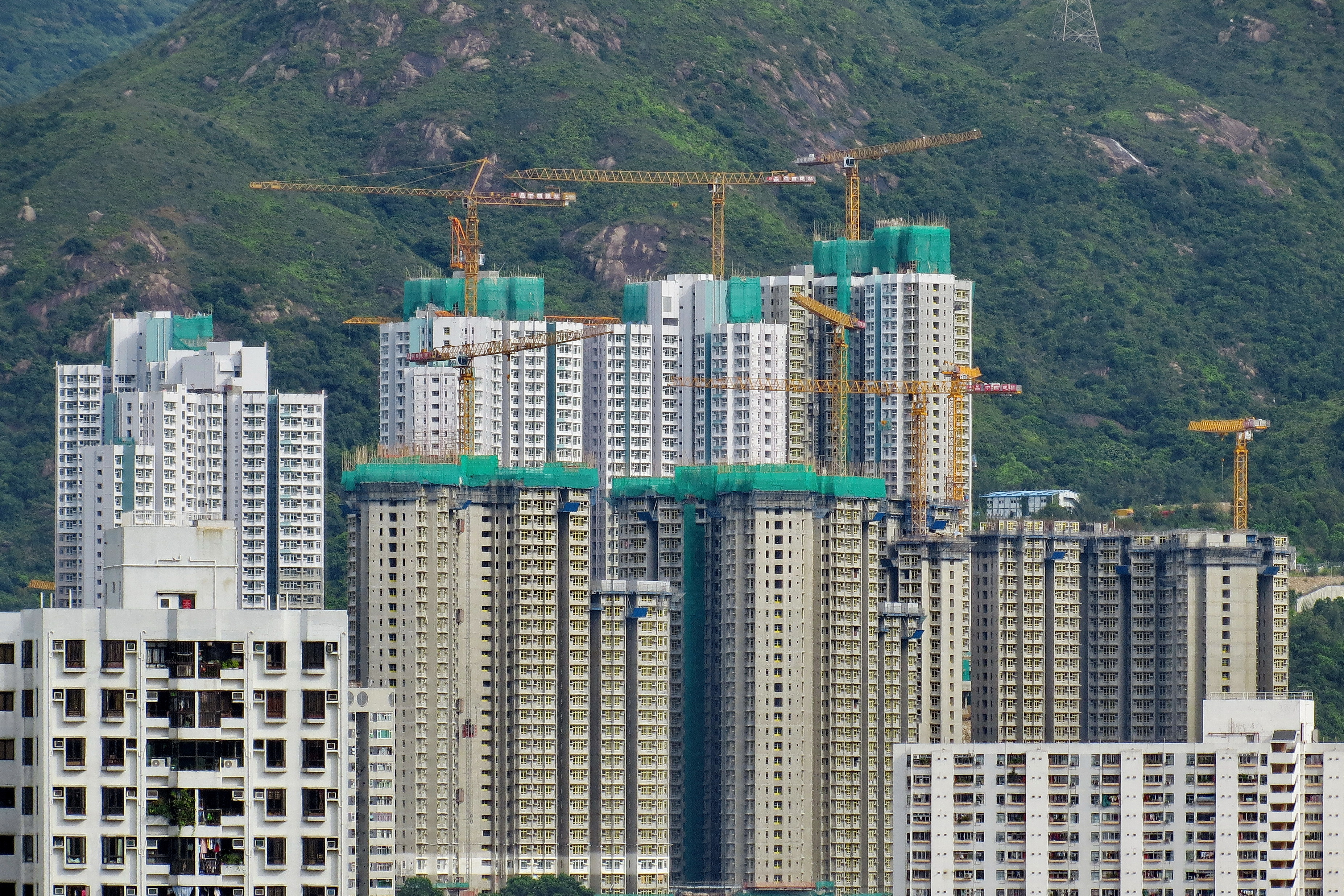
建築中之水泉澳邨（2014年8月）
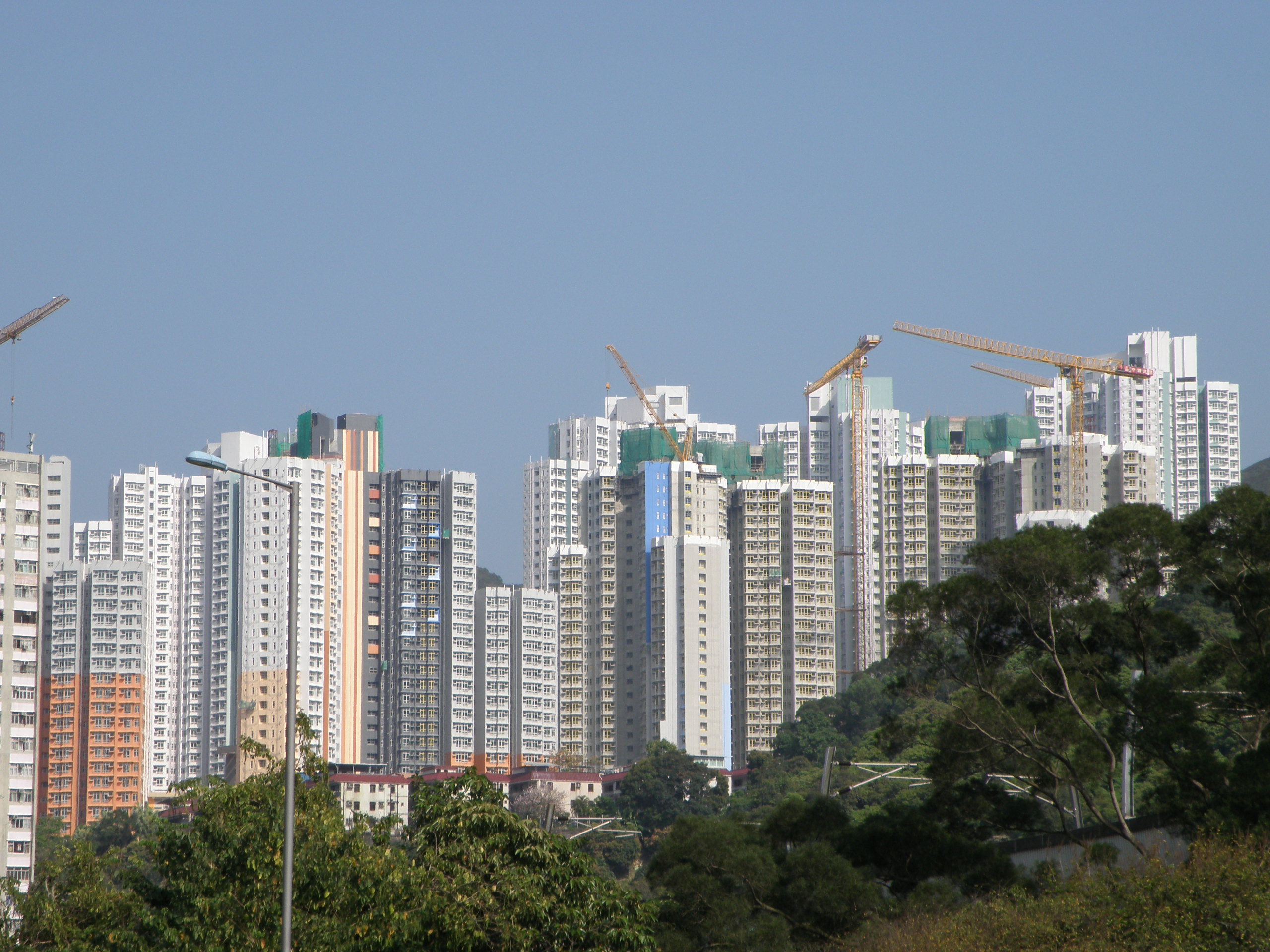
建築中之水泉澳邨（2015年3月）
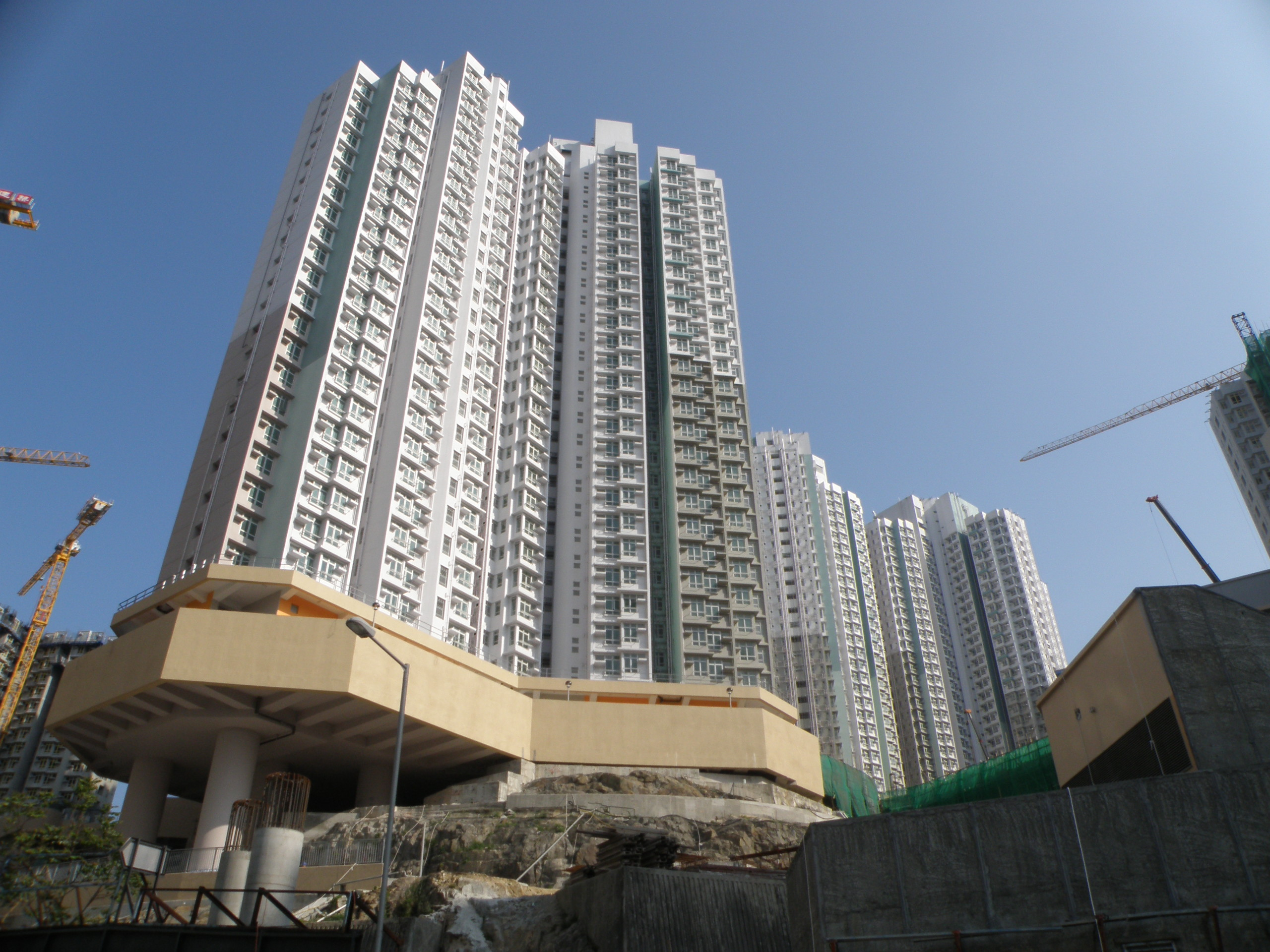
建築中之水泉澳邨1期（2015年3月）
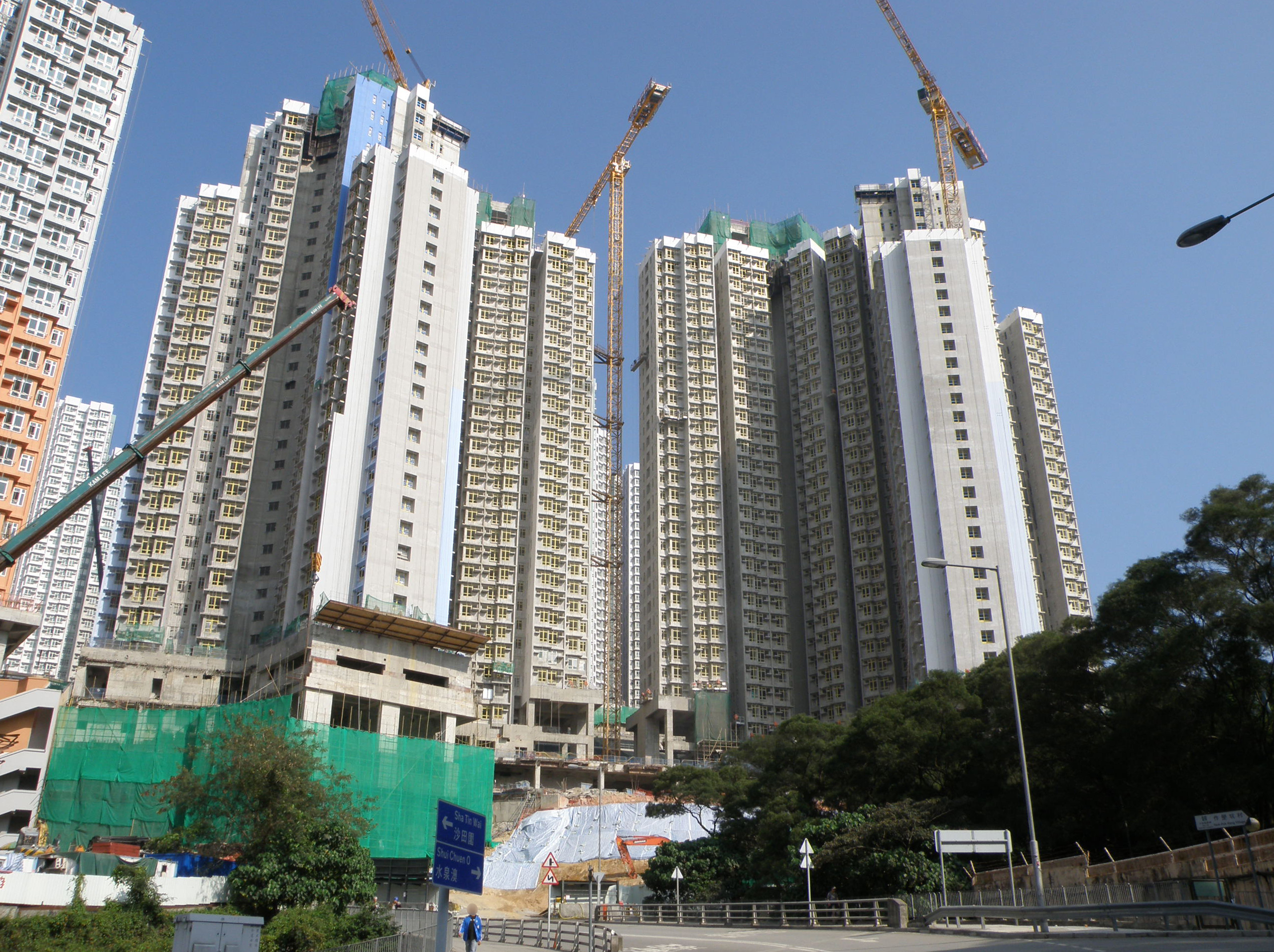
建築中之水泉澳邨2期（月泉樓及映泉樓）（2015年3月）
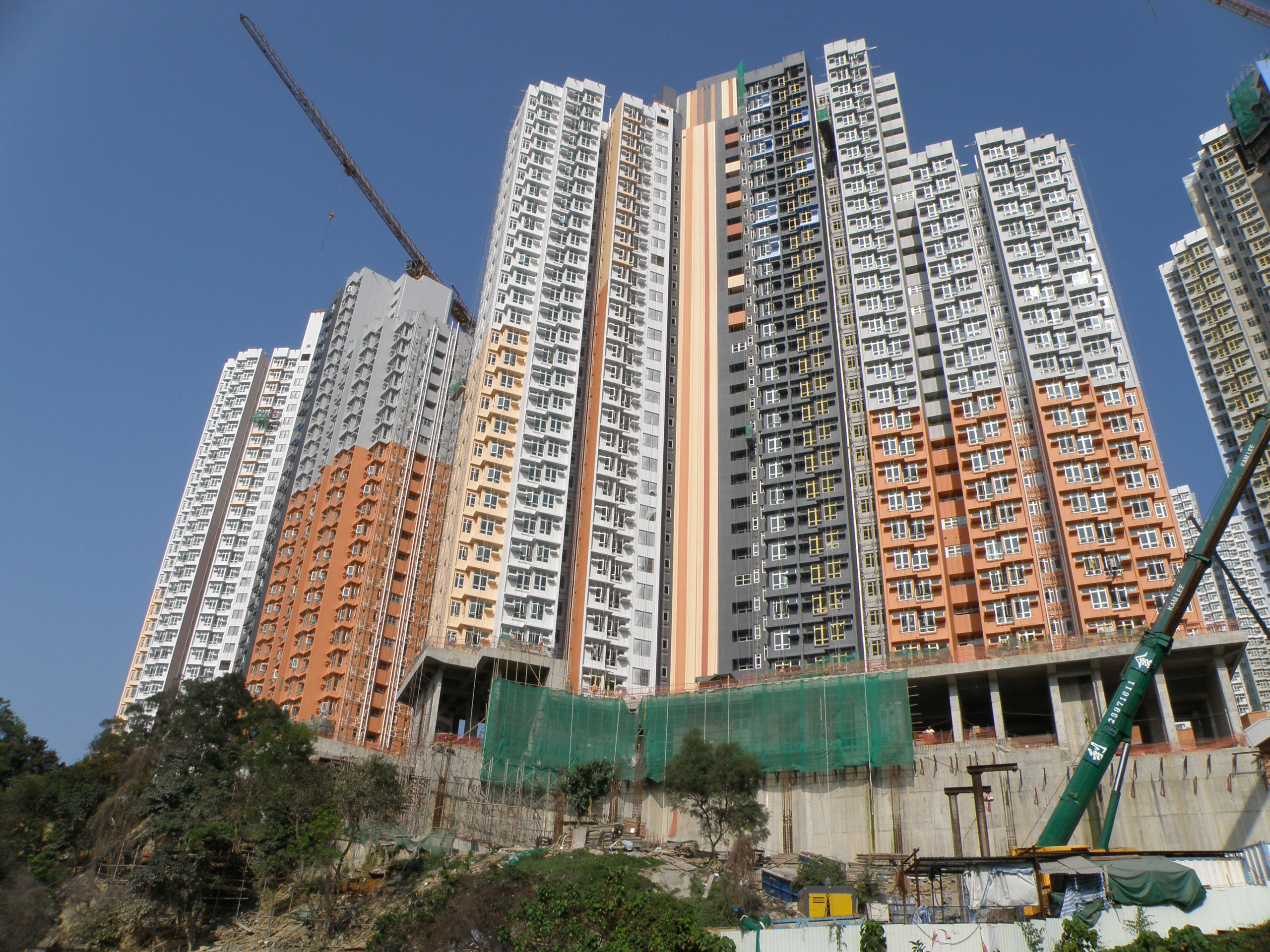
建築中之水泉澳邨2期（河泉樓及城泉樓）（2015年3月）
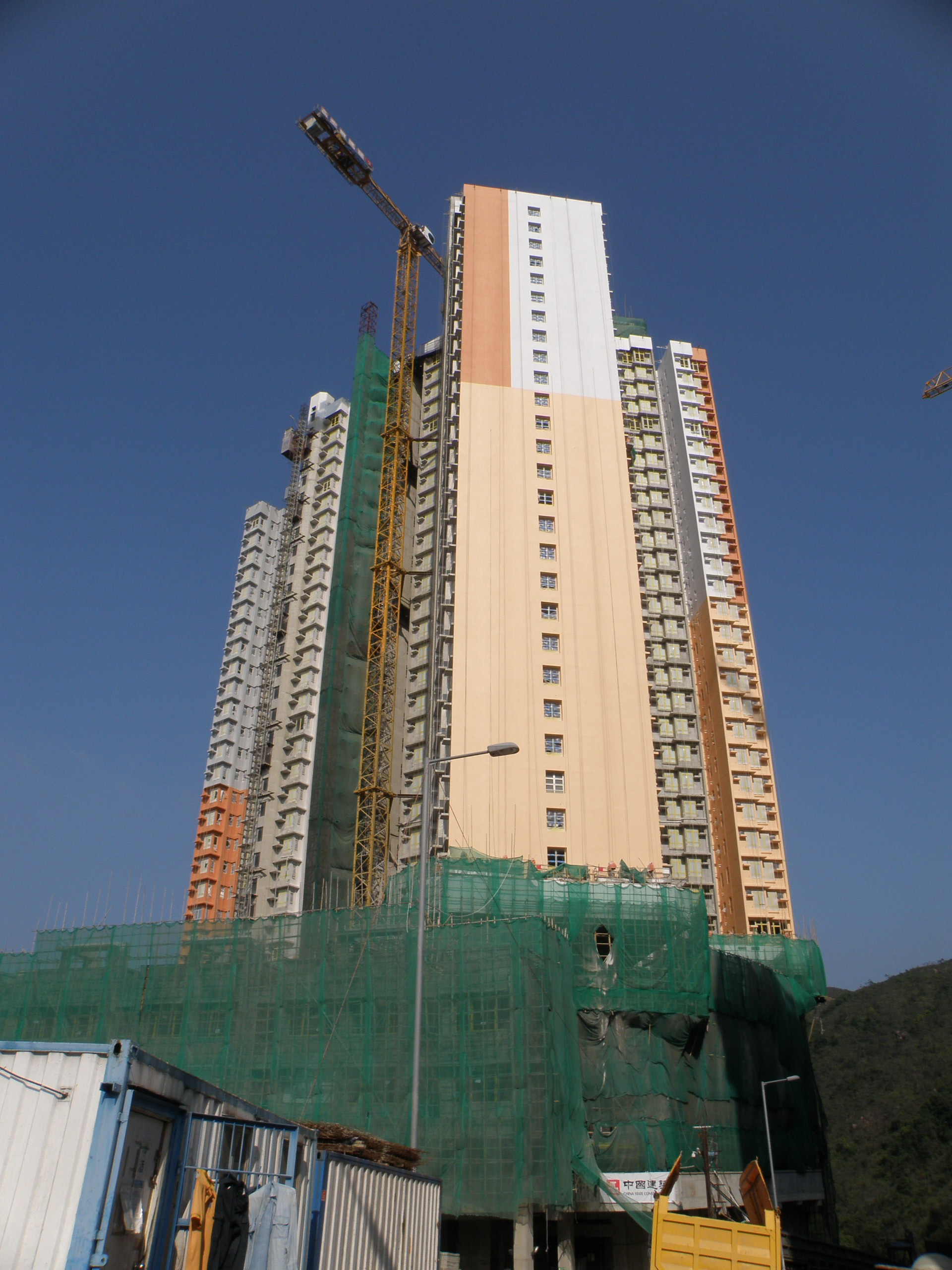
建築中之水泉澳邨2期（明泉樓）（2015年3月）
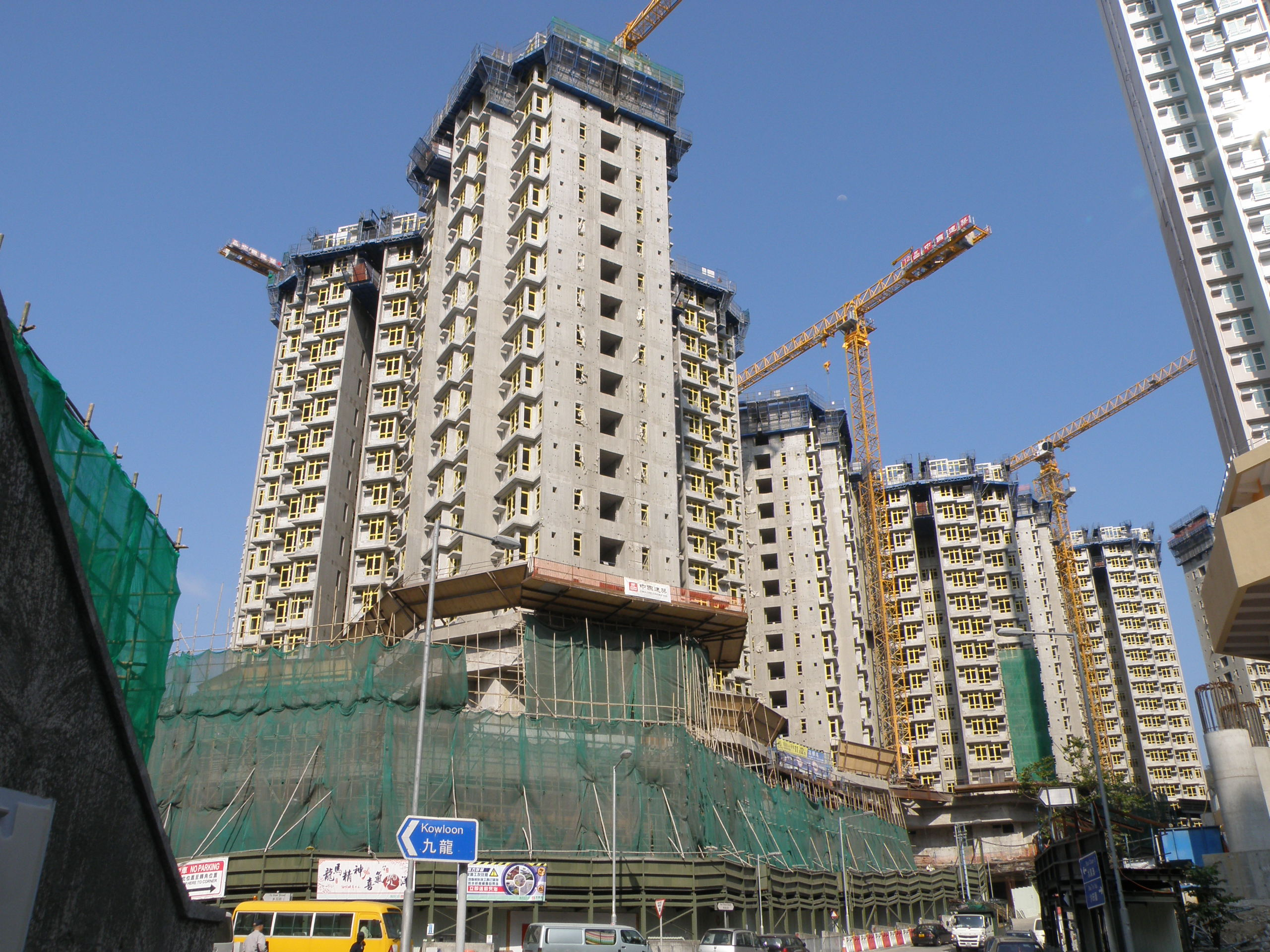
建築中之水泉澳邨3期（2015年3月）
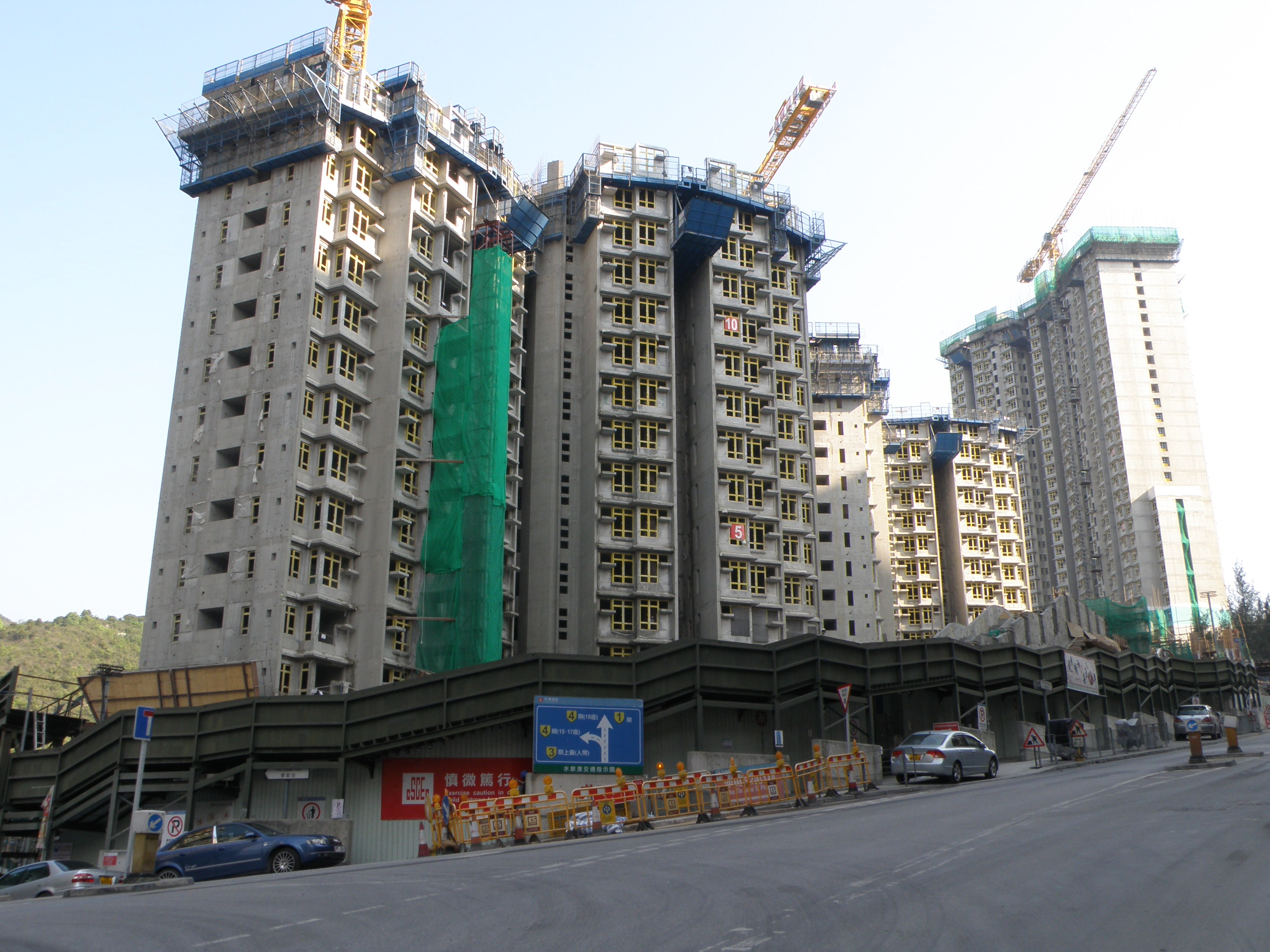
建築中之水泉澳邨4期（2015年3月）
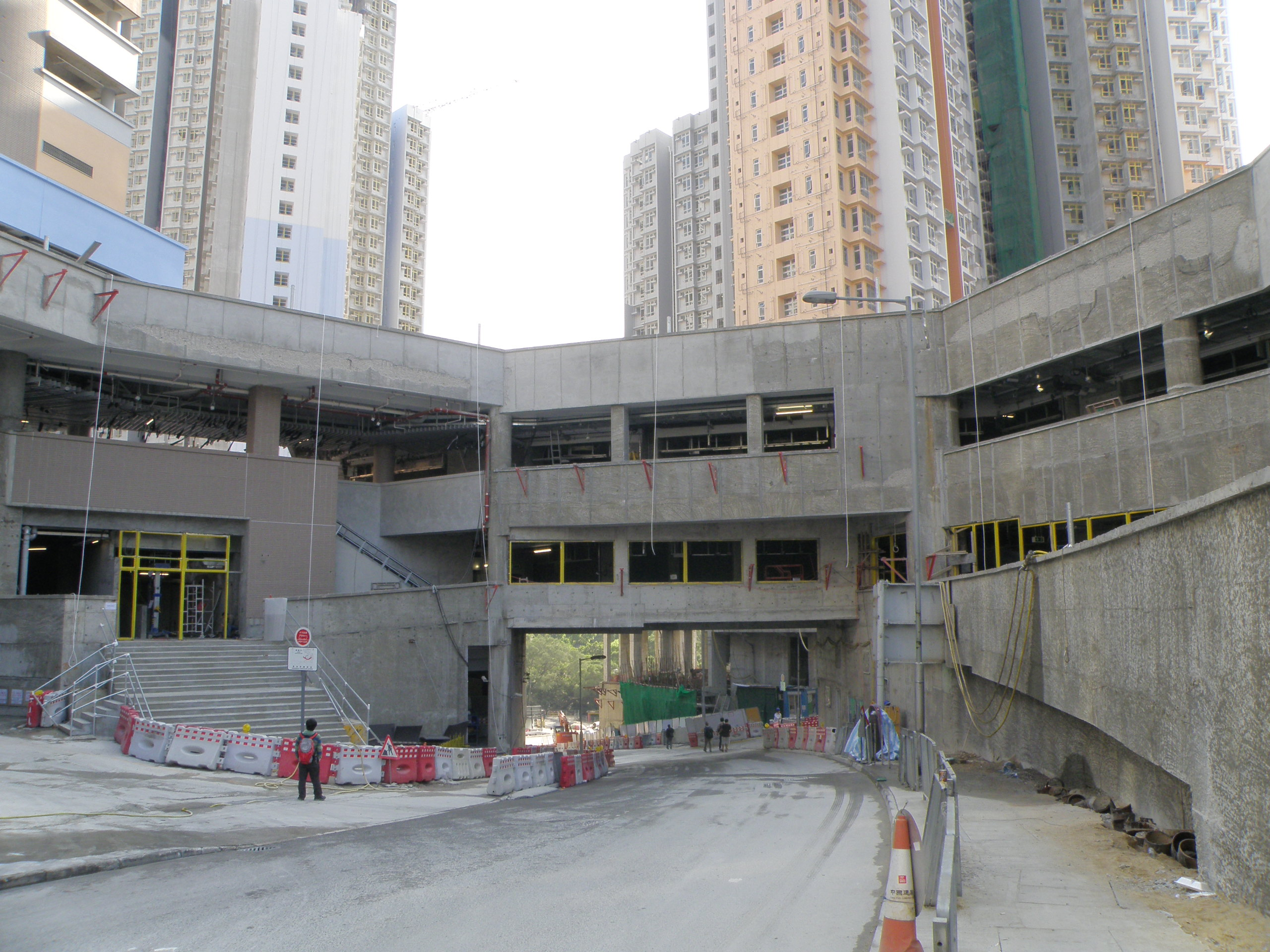
建築中之水泉澳街市（左）、水泉澳廣場南翼（左）及水泉澳廣場北翼（右）（2015年3月）
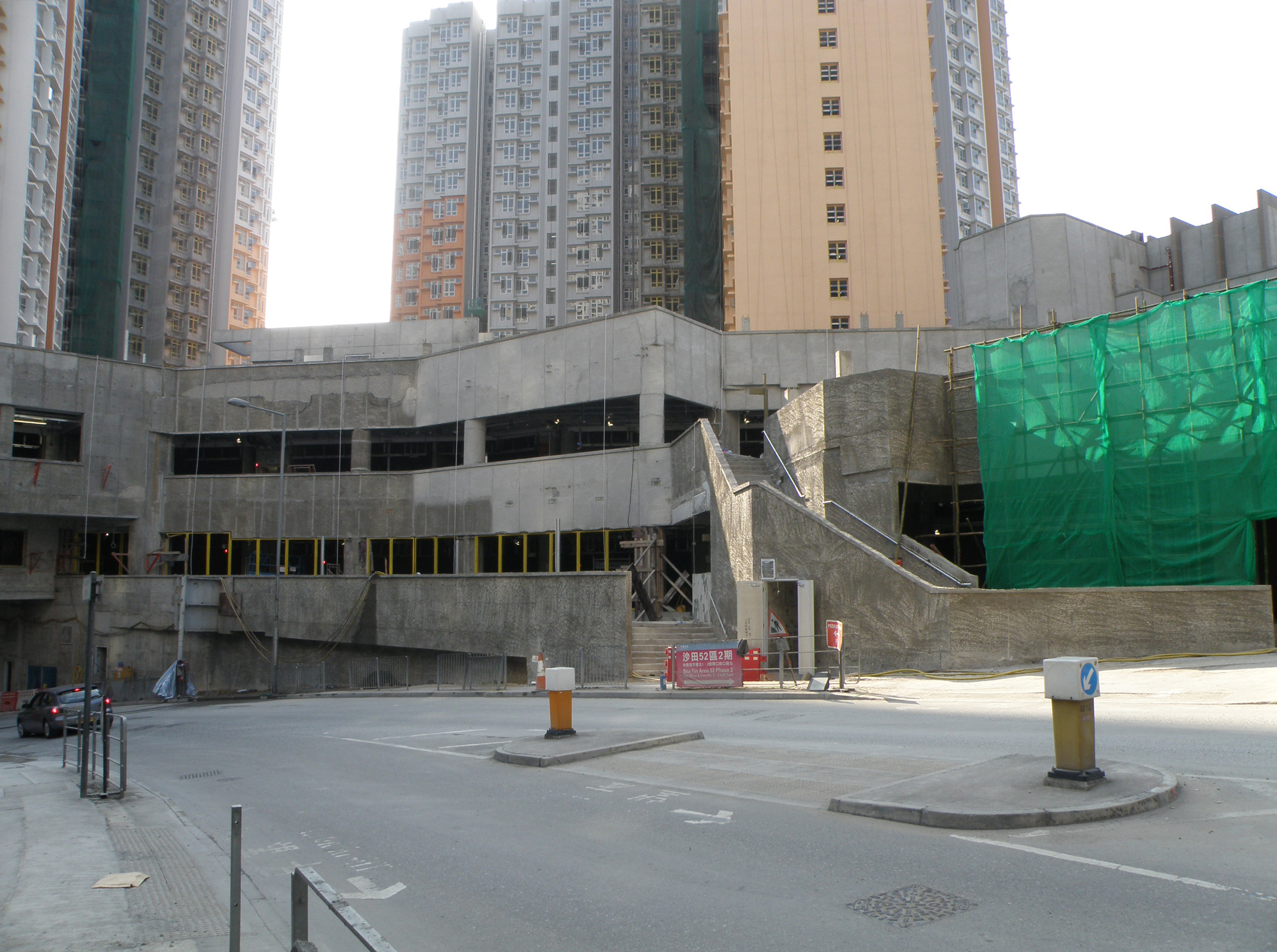
建築中的水泉澳廣場北翼南面（2015年3月）
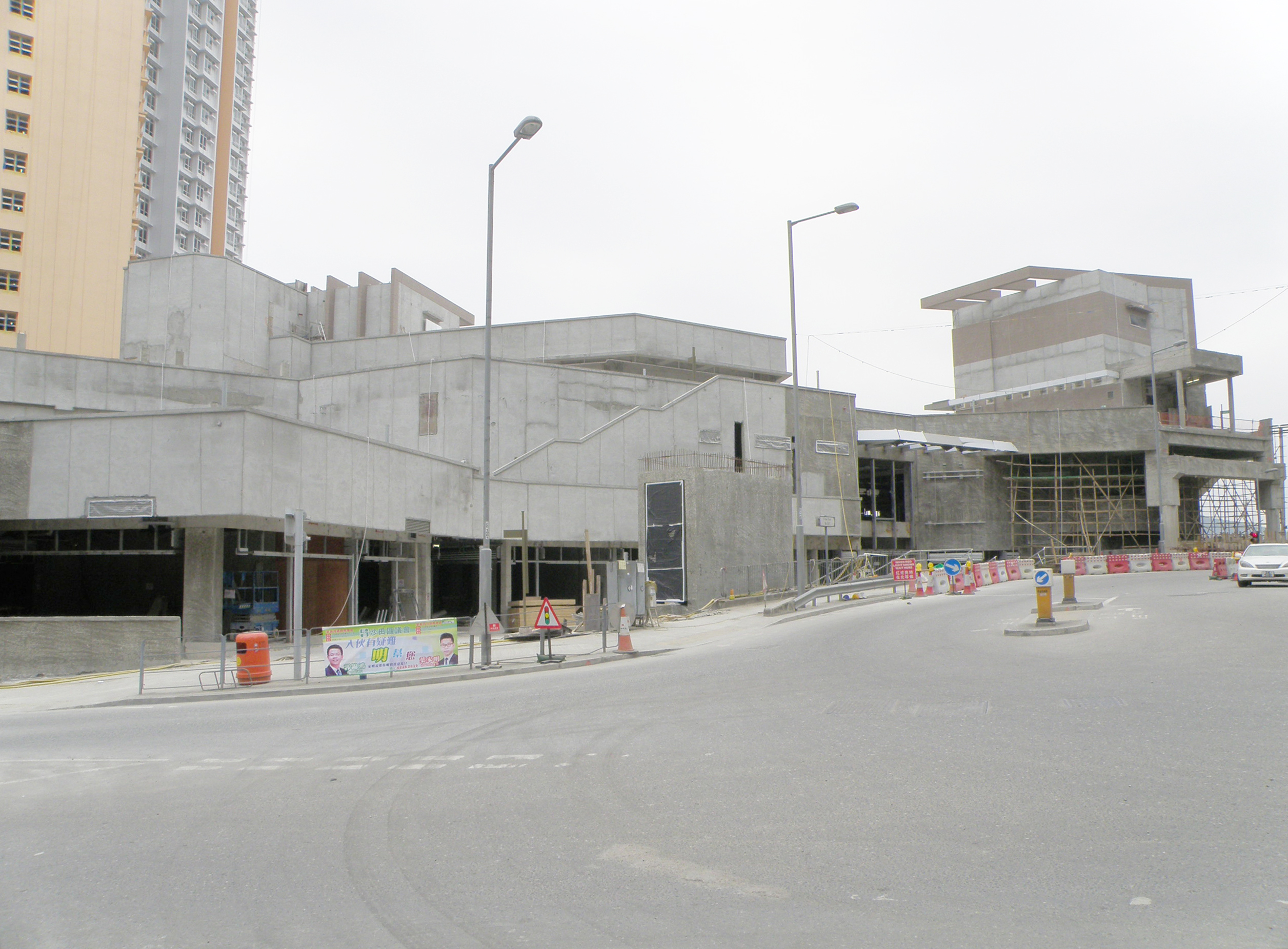
建築中之水泉澳廣場北翼北面（2015年3月）
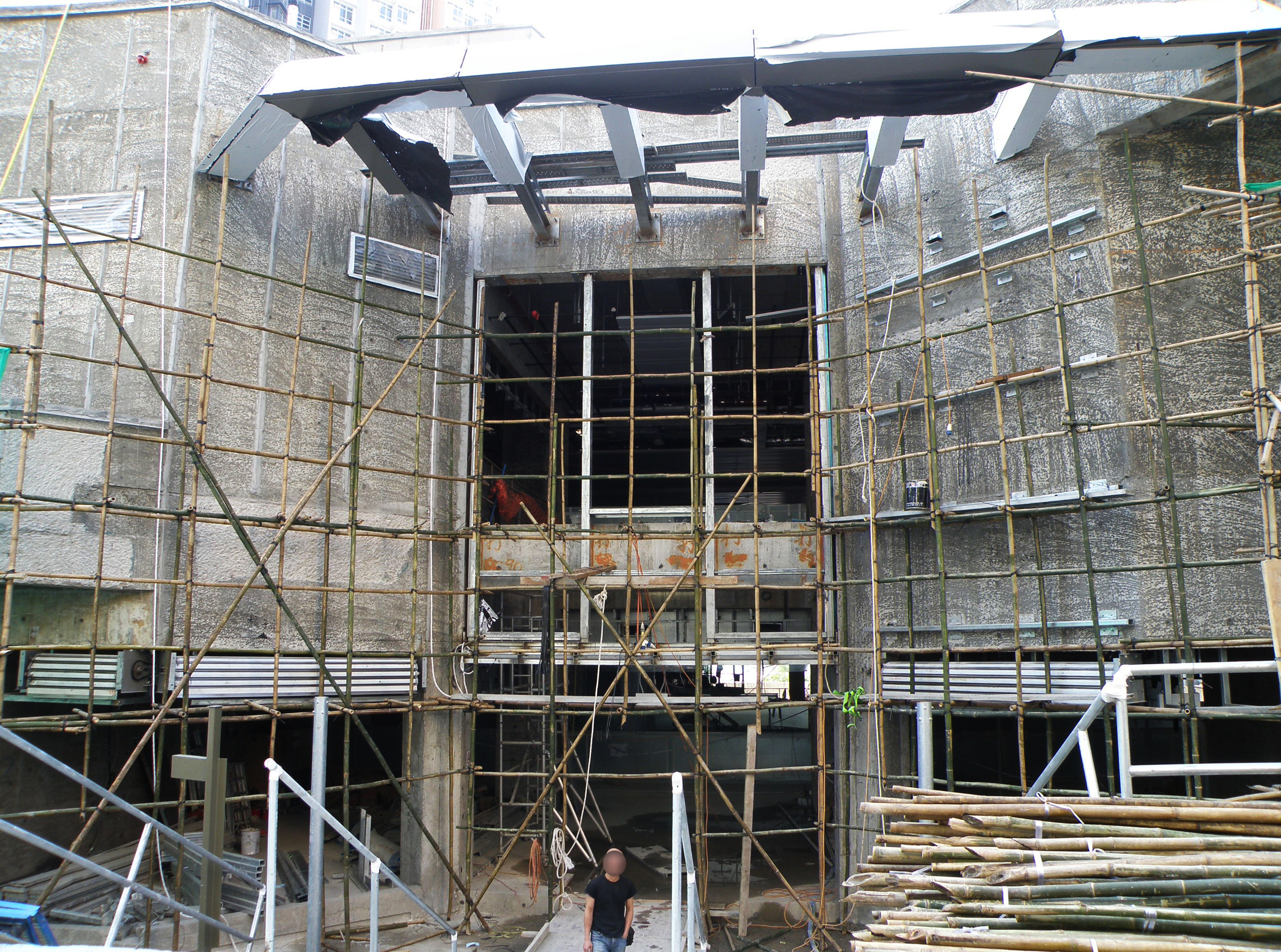
建築中之水泉澳廣場北翼主入口（2015年3月）
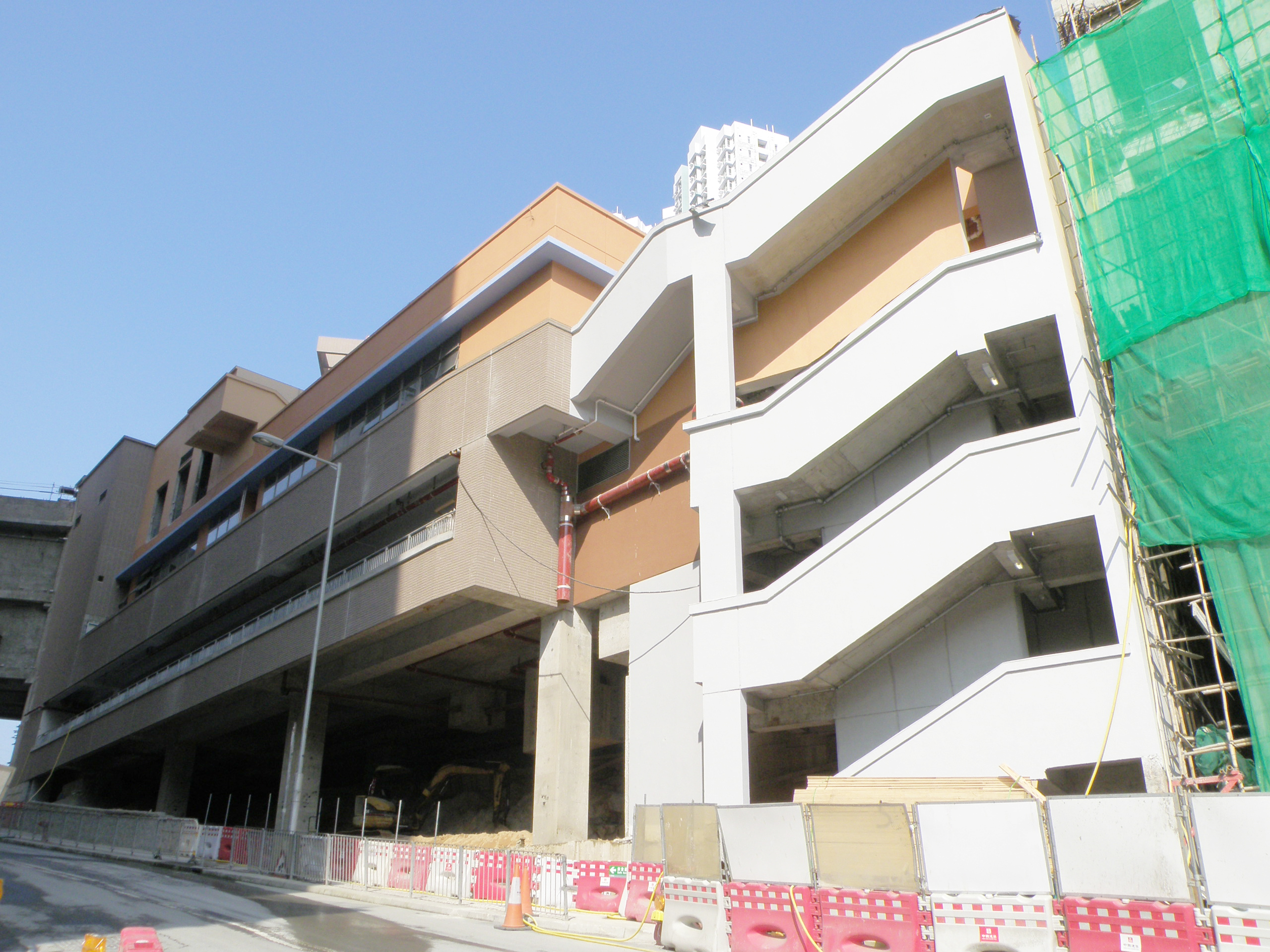
建築中之水泉澳街市（2015年3月）
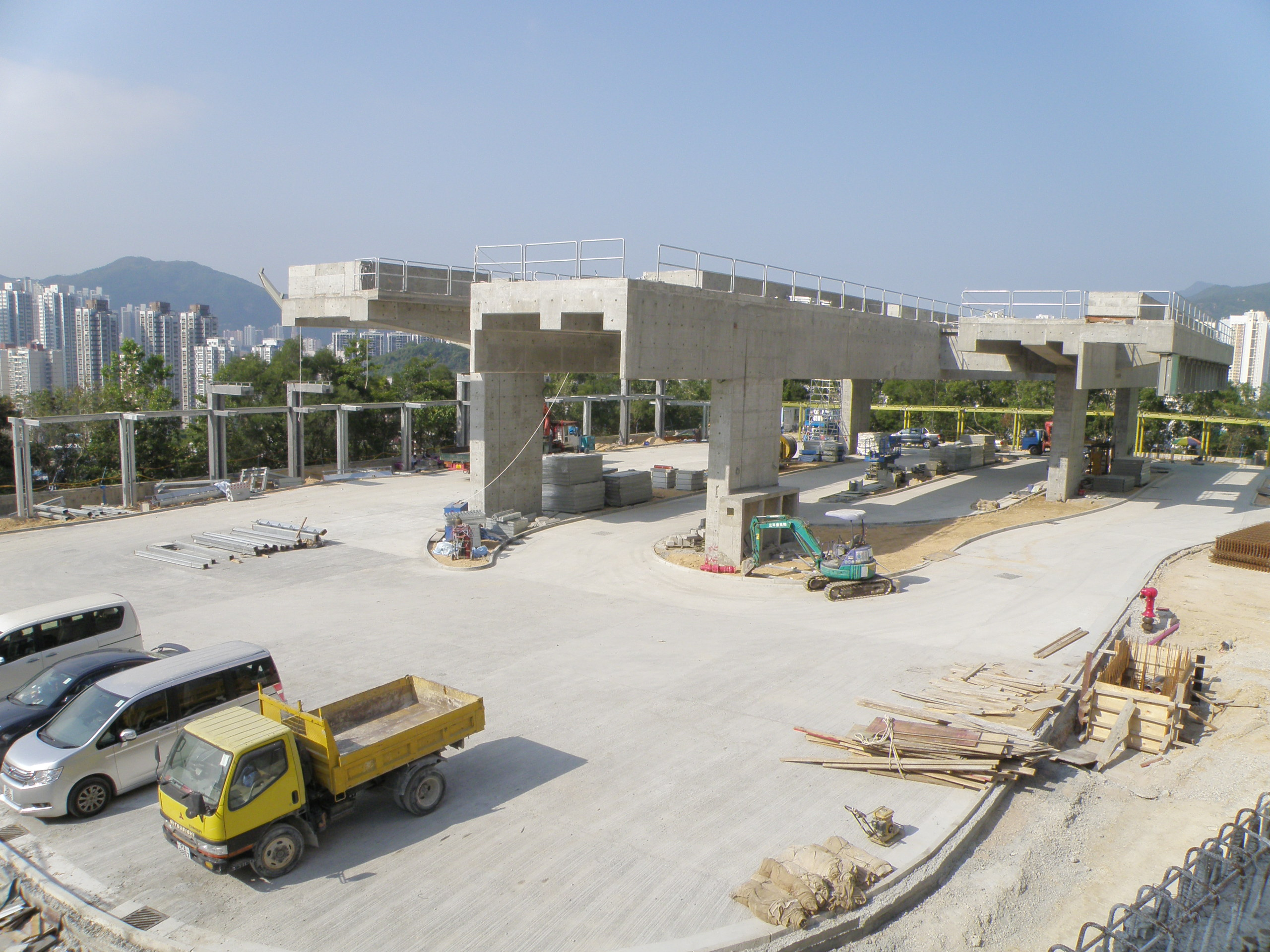
建築中之水泉澳巴士總站（2015年3月）
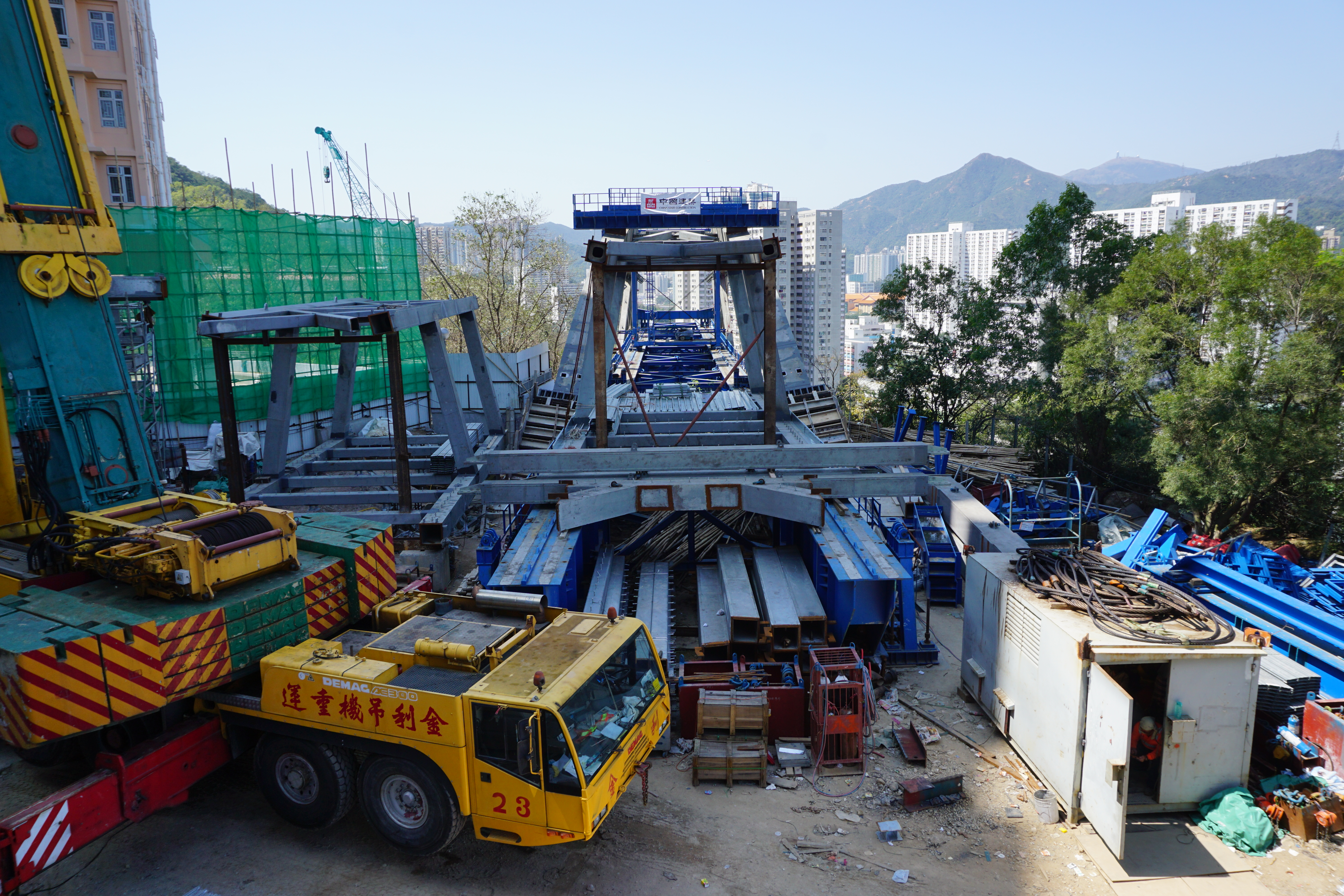
連接博康邨的行人天橋工程（水泉澳邨入口，2016年2月）
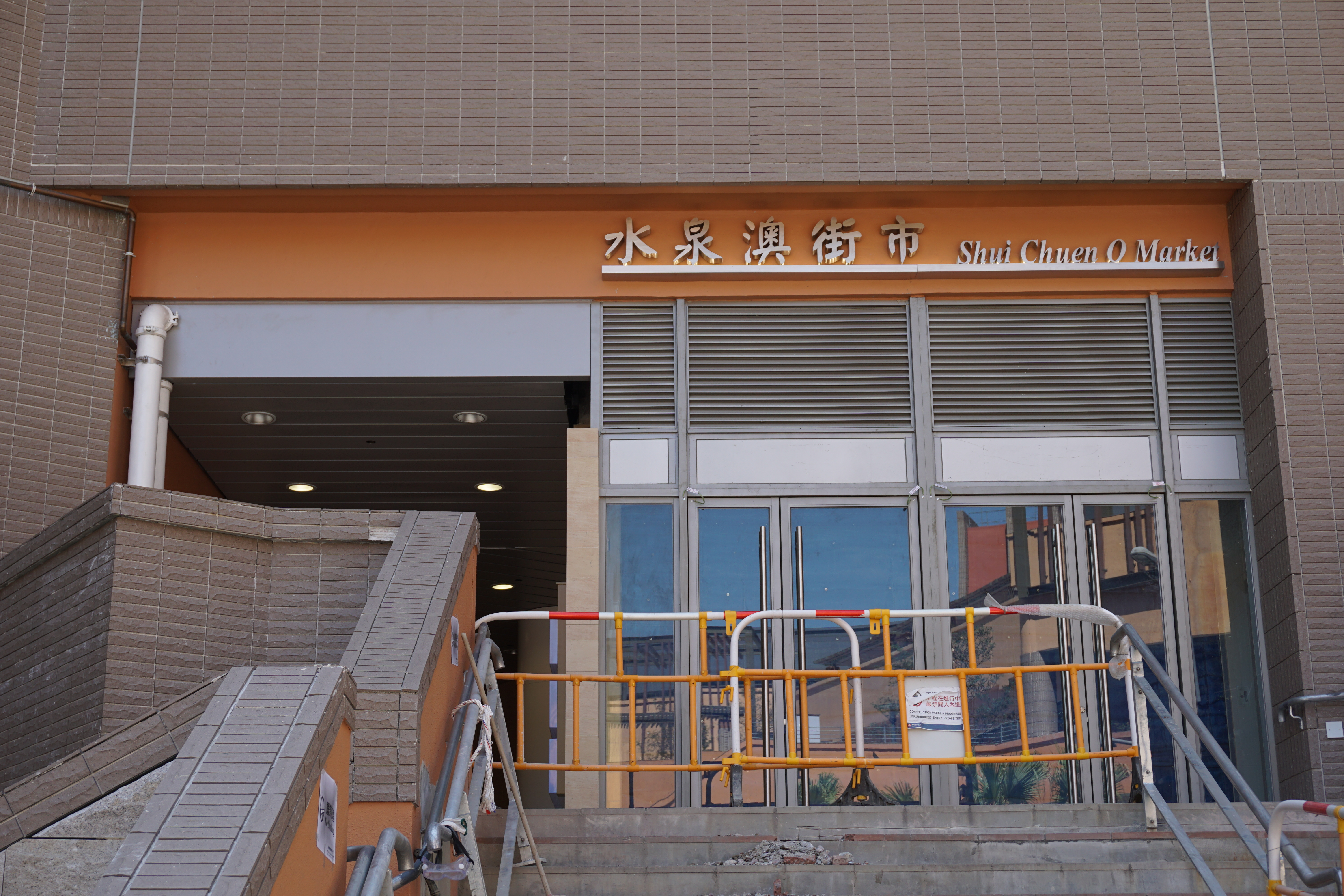
裝修中之水泉澳街市（2016年2月）

## 交通

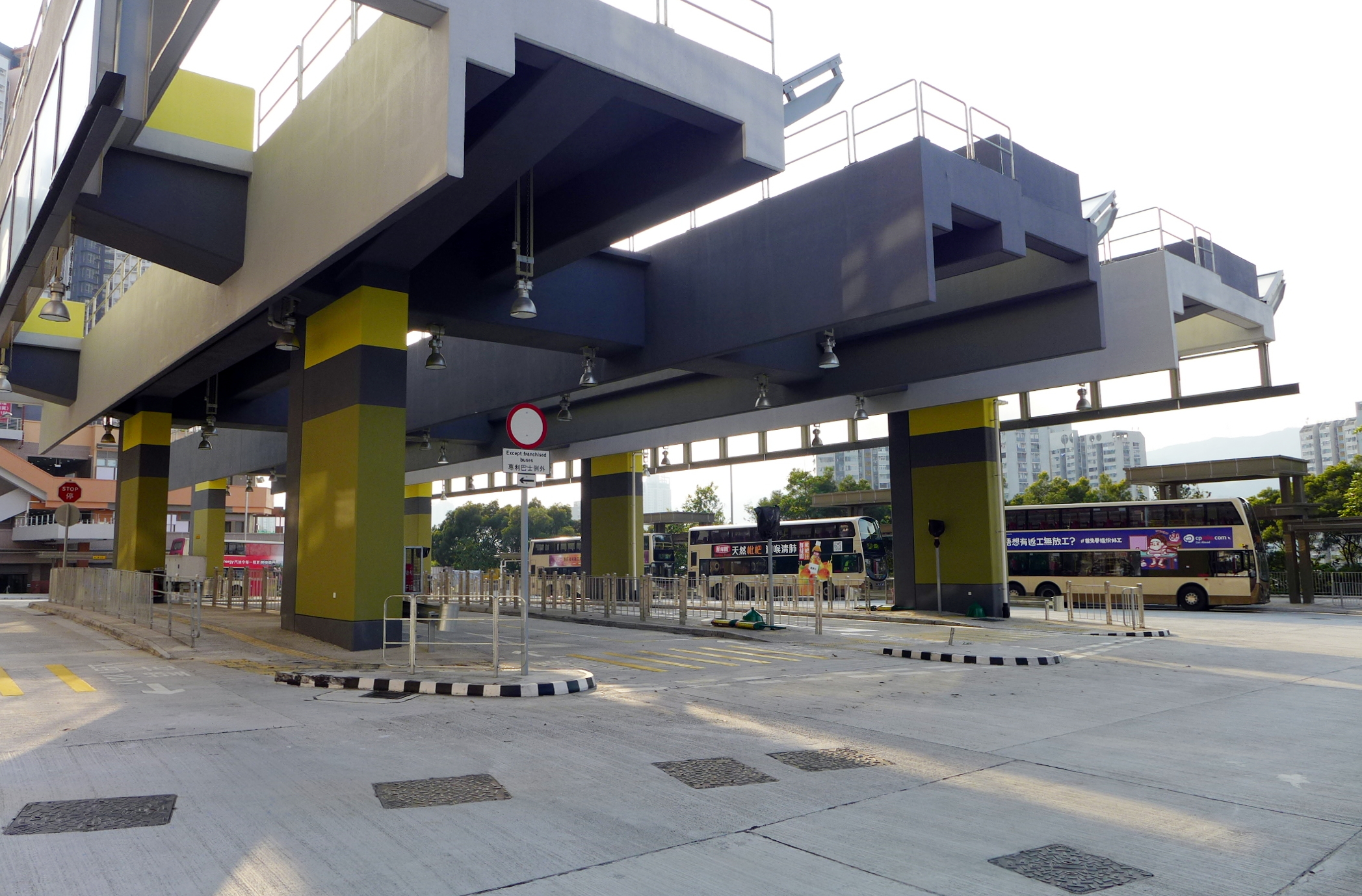
水泉澳公共運輸交匯處

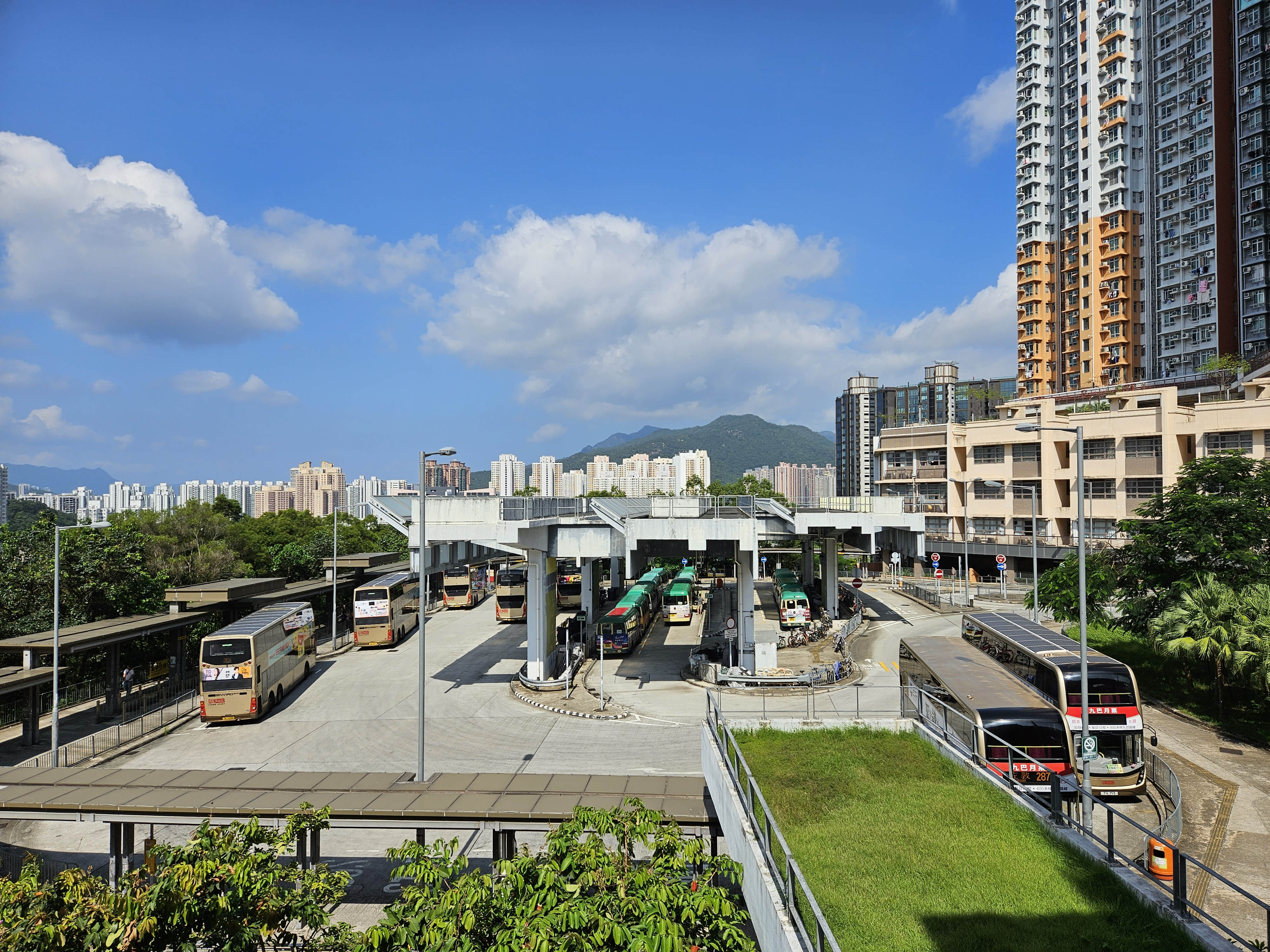
水泉澳公共運輸交匯處（2023年10月）

## 區議會議席分布
| 年度/範圍                                        | 2012-2015    | 2016-2019    | 2020-2023      |
| ------------------------------------------------ | ------------ | ------------ | -------------- |
| 第1期 （清泉樓、朗泉樓、欣泉樓、喜泉樓及樂泉樓） | R09 乙明選區 | R09 乙明選區 | R09 水泉澳選區 |
| 第2期 （城泉樓、河泉樓、明泉樓、月泉樓及映泉樓） | 尚未落成     | R09 乙明選區 | R10 乙泉選區   |
| 第3期 （茂泉樓、林泉樓、修泉樓及竹泉樓）         | 尚未落成     | R09 乙明選區 | R09 水泉澳選區 |
| 第4期 （崇泉樓、山泉樓、峻泉樓及嶺泉樓）         | 尚未落成     | R09 乙明選區 | R09 水泉澳選區 |

## 未來發展
原先水泉澳邨第4期附近的空地，或會發展為第5期項目，但計劃已遭到否決。
該地較高部份為東華三院蔡榮星小學永久校舍（但該校須於2018年在美林邨循理會美林小學舊址先行辦學四年，並於2023年1月9日遷入水泉澳邨永久校舍。）

## 問題

### 食水含鉛超標
2015年7月14日，當區區議員丘文俊委託政府認可化驗所在水泉澳邨抽取20個水辦，發現有3水辦含鉛超標，當中喜泉樓一水辦更較世衛標準高2.7倍。不過水務署署長林天星稱署方再在涉事單位同層及上下層單位，抽驗多10個水辦，結果全符世衛標準。當區區議員丘文俊質疑政府的抽驗結果，要求政府提供水車及派樽裝水。
入伙約一個月的喜泉樓居民梁先生直言會自購樽裝水，其中一個中招單位的住客鄺小姐有長期病患，擔心健康會再受影響。丘文俊也透露，有剛獲房署派鎖匙的居民感擔心。
而邨內喉管表面被區議員發現滿佈氧化物。
此屋邨的總承建商是中國建築工程（香港）有限公司。

### 街市商戶租務爭議
2016年8月23日，沙田區議員丘文俊和水泉澳商戶聯會主席陳綽鋒聯同三十多名水泉澳街市商戶到樂富房委會辦事處請願，指由於水泉澳邨興建進度延誤，導致入伙進度一度延遲，但因水泉澳街市商舖招標時按照3萬居民住的人口來釐定租金，而2016年8月時人口卻只有預期中的三分之一。由於入伙率距預期相差太遠，以致水泉澳街市人流稀疏，每日人流寥寥。陳綽鋒指水泉澳街市的管理公司宏安集團管理街市不善，向商戶收取的費用含糊不清，租約事務混亂，加上營商環境惡劣。商戶要求房屋署直接管理水泉澳街市，免租一年，改善營商環境。陳綽鋒希望房署及管理公司盡快回應，如申訴不果可能考慮罷市。

### 單位地台質量問題
2016年10月3日，沙田區議員丘文俊接獲居民求助，指第2期樓宇單位內的浴室地台石屎層有異常，其後房屋署職員鑽開地台石屎層後，發現石屎為鬆散的沙石，並不堅硬，可徒手挖鬆，認為防水層出現問題，質疑房屋署監工失責，驗收草率。

### 對外交通不便 民生設施缺乏
屋邨只有兩條道路接駁外面（水泉坳街、多石街），但是由於邨內的大型泊車位不足，不少汽車停泊在路水泉坳街，加劇擠塞問題。而多石街又未能分流。而邨內基層市民消費能力有限，邨內的商場和街市商戶決定遷走，居民需到博康邨購買日用品。
屋邨人口雖多，但最快到2023年才有小學。不少學童要需跨區上學，或者回原校升學。立法會議員及地區人士批評教育局規劃失當。

## 相關事件
2023年5月15日，房署職員到林泉樓上門收回單位期間，發現一名約60歲的獨居男租客昏迷單位內，消防員到場破門後發現男事主倒斃屋內大廳，屍身已化成白骨，相信已死去一段時間。據悉，事主上一次到其單位進行家訪已經是2017年，職員自2022年9月開始與他聯絡，但沒有結果。最後啟動程序收回單位才發現悲劇。相隔4個月後的9月22日至26日，香港秀茂坪邨秀慧樓、慈正邨正明樓、彩德邨彩賢樓、葵盛東邨盛樂樓數日內先後發生四宗「在家死亡一段日子後被發現事件」。
2024年5月22日晚上，一名40歲男子在商場的大快活持刀襲擊兩名員工，其後職員及市民曾經使用餐車和鋼梯等物件對峙，最終兩名男子成功將持刀男制服。警方到場後拘捕疑犯，涉嫌傷人，據悉他有思覺失調病歷。

## 外部連結
- 房委會－水泉澳邨資料 （页面存档备份，存于）